# 福岡県出身の人物一覧
福岡県出身の人物一覧（ふくおかけんしゅっしんのじんぶついちらん）では、Wikipedia日本語版に記事が存在する福岡県出身の人物、ならびに他都道府県出身ながら福岡県にゆかりある人物を一覧表にしてまとめる。
※出身市町村名は現在の呼称を優先。なお、名前の前に★が付いている人物は故人である。

## 公人

### 政治家

#### 首相・議長経験者
首相
- ★広田弘毅（第32代内閣総理大臣）：福岡市
- 麻生太郎（第92代内閣総理大臣）：飯塚市

議長・副議長
- ★石井光次郎（第54代衆議院議長）：久留米市
- ★松本治一郎（初代参議院副議長。元衆議院議員。部落解放運動指導者）：福岡市
- ★小野明（第19代参議院副議長。元参議院議員）

#### 知事・市長
- 服部誠太郎（福岡県知事）：北九州市
- 丸山達也（島根県知事）：広川町
- 楠田大蔵（太宰府市長。元衆議院議員。元防衛大臣政務官）：筑紫野市
- 松嶋盛人（みやま市長）：山門郡瀬高町（現みやま市）
- 簑原悠太朗（八女市長）：大野城市

#### 国会議員
衆議院議員（任期：2028年10月26日）
- 井上貴博（⑤・福岡1区・自民）：福岡市
  - 元財務副大臣。元財務大臣政務官
- 稲富修二（④・福岡2区・立民）：大野城市
- 古賀篤（⑤・福岡3区・自民）：福岡市
  - 内閣府副大臣。元厚生労働副大臣
- 栗原渉（①・福岡5区・自民）：朝倉市
- 藤丸敏（⑤・福岡7区・自民）：みやま市
  - 元内閣府副大臣。元内閣府大臣政務官兼防衛大臣政務官
- 麻生太郎（⑮・福岡8区・自民）：飯塚市
  - 自民党最高顧問。元自民党副総裁。元自民党幹事長
  - 元副総理兼財務大臣・内閣府特命担当大臣（金融）、デフレ脱却担当
  - 元内閣総理大臣（元自民党総裁）
  - 元外務大臣。元総務大臣
- 緒方林太郎（④・福岡9区・無所属）：北九州市八幡西区
- 城井崇（⑤・福岡10区・立民）：北九州市門司区
  - 元文部科学大臣政務官
- 村上智信（①・福岡11区・維新）：築上郡築上町
- 酒井菜摘（②・東京15区・立民）：北九州市
- 末松義規（⑧・東京19区・立民）：北九州市八幡西区
  - 元復興副大臣・元内閣府副大臣
- 笠浩史（⑧・神奈川9区・立民）：福岡市
  - 元文部科学副大臣。元文部科学大臣政務官
- 野田聖子（⑪・岐阜1区・自民）：北九州市
  - 元内閣府特命担当大臣（地方創生・少子化対策・男女共同参画）、女性活躍担当、こども政策担当、孤独・孤立対策担当
  - 元総務大臣・内閣府特命担当大臣（男女共同参画・マイナンバー制度）、女性活躍担当
  - 元内閣府特命担当大臣（科学技術政策・食品安全）、消費者行政推進担当、宇宙開発担当
  - 元郵政大臣
- おにき誠（⑤・比例九州・福岡2区・自民）：福岡市
  - 防衛副大臣兼内閣府副大臣
- 許斐亮太郎（①・比例九州・福岡4区・国民）
- 阿部弘樹（②・比例九州・福岡4区・維新）：福津市
- 英利アルフィヤ（②・比例南関東・千葉5区・自民）∶北九州市
- 市村浩一郎（⑤・比例近畿・兵庫6区・維新）：福岡市
  - 元国土交通大臣政務官
- 鰐淵洋子（③・比例近畿・公明）：福岡市
  - 厚生労働副大臣。元文部科学大臣政務官
- 濱地雅一（⑤・比例九州・公明）：福岡市
  - 元厚生労働副大臣

参議院議員
- 2022年選挙（任期：2028年7月25日）
  - 大家敏志（③・福岡県選挙区・自民）：北九州市
    - 元財務副大臣

  - 古賀之士（②・福岡県選挙区・立民）：久留米市
    - 元福岡放送アナウンサー。

  - 秋野公造（③・福岡県選挙区・公明）：北九州市在住
    - 元財務副大臣

  - 上田清司（②・埼玉県選挙区・無所属）：福岡市
    - 元埼玉県知事。元衆議院議員

  - 自見英子（②・比例区・自民）：長崎県佐世保市生まれ。北九州市育ち
    - 内閣府特命担当大臣（沖縄及び北方対策・消費者及び食品安全・地方創生・アイヌ施策）、国際博覧会担当
    - 元内閣府大臣政務官。元厚生労働大臣政務官

  - 鬼木まこと（①・比例区・立民）：筑紫野市
  - 仁比聡平（③・比例区・共産）：北九州市
  - 大島九州男（③・比例区・れいわ）：直方市
- 2025年選挙（任期：2031年7月19日）
  - 松山政司（⑤・福岡県選挙区・自民）：築上郡築上町
    - 元内閣府特命担当大臣（少子化対策・クールジャパン戦略・知的財産戦略・科学技術政策・宇宙政策）、一億総活躍担当、IT政策担当

  - 中田優子（①・福岡県選挙区・参政）：福岡市
  - 下野六太（②・福岡県選挙区・公明）：太宰府市
    - 元農林水産大臣政務官

- 元・前・国会議員
  - ★浅原健三（衆。九州民憲党）
  - ★麻生太吉（衆。元貴族院議員）：飯塚市
  - ★麻生太賀吉（衆。麻生セメント会長）：飯塚市
  - ★荒木萬寿夫（衆。元文部大臣・科学技術庁長官・行政管理庁長官・国家公安委員長）：みやま市（旧三池郡高田町）
  - 泉信也（参。元国家公安委員長）：うきは市
  - ★太田誠一（衆。元農林水産大臣。元総務庁長官）：福岡市
  - ★金子堅太郎（元貴族院議員。司法大臣。農商務大臣。枢密顧問官）：早良郡鳥飼村（現福岡市）
  - ★剱木亨弘（参。元文部大臣）：田川郡大任町
  - 古賀誠（衆。元運輸大臣。元自民党幹事長）：みやま市
  - 自見庄三郎（衆・参。元郵政大臣。元金融担当大臣。元国民新党代表）：北九州市小倉北区
  - 城島光力（衆。元財務大臣）：柳川市
  - ★末松謙澄（衆。元内務大臣。逓信大臣）：行橋市。岳父は伊藤博文
  - 高木美智代（衆。元厚生労働副大臣）：北九州市
  - 武田良太（衆。元総務大臣。元国家公安委員長）
  - ★田中六助（衆。元内閣官房長官。通商産業大臣）：田川郡福智町
  - 堤かなめ（衆）：太宰府市
  - 冨岡勉（衆。元文部科学副大臣。元文部科学大臣政務官）：中間市
  - 中西績介（衆。元総務庁長官）：田川郡香春町
  - ★中野正剛（衆。東方会総裁）：福岡市
  - ★中村寅太（衆。元運輸大臣・国家公安委員長・行政管理庁長官）：糸島市（旧糸島郡志摩町）
  - ★楢橋渡（衆。元内閣書記官長・運輸大臣。弁護士）：久留米市
  - ★西田隆男（参。元衆議院議員。元労働大臣）：嘉麻市
  - ★野田卯太郎（衆。元逓信大臣。商工大臣）：みやま市（旧三池郡高田町）
  - 野田国義（参。元八女市長）：八女郡広川町
  - 原田義昭（衆。元環境大臣・内閣府特命担当大臣（原子力防災））：嘉麻市（旧山田市）
  - ★松本龍（衆。元環境大臣。元防災・復興対策担当大臣）：福岡市
  - ★三原朝雄（衆。元文部大臣。防衛庁長官。沖縄開発庁長官）：遠賀郡遠賀町
  - ★村上正邦（参。元労働大臣）：田川郡添田町
  - 室井秀子（衆。元兵庫県議会議員）：三池郡高田町（現みやま市）
  - 山崎拓（衆。元防衛庁長官。元建設大臣。元自民党幹事長。元自民党副総裁）：満州国大連市で出生
  - ★山崎達之輔（衆。元農林大臣、逓信大臣。農商務大臣）：大川市
  - ★山崎巌（衆。元内務大臣。自治大臣）：大川市
  - 山本幸三（衆。元内閣府特命担当大臣（地方創生・規制改革）・行政改革担当・まち・ひと・しごと創生担当・国家公務員制度担当。元経済産業副大臣）：行橋市
  - ★吉田磯吉（衆。元立憲民政党）：遠賀郡芦屋町

- 元・首長
  - 麻生渡（元福岡県知事。元全国知事会会長。元特許庁長官）：北九州市戸畑区
  - ★赤間文三（元大阪府知事。元法務大臣）
  - 荒巻禎一（元京都府知事）
  - ★小川洋（元福岡県知事。元内閣広報官）
  - ★亀井光（元福岡県知事。1969年-1983年）
  - ★杉本勝次（初代および第2代福岡県知事（民選）。後に久留米市長）
  - ★永野若松（元福井県知事、長崎県知事）
  - 舛添要一（元東京都知事。元参議院議員。元厚生労働大臣。元新党改革代表。国際政治学者）：北九州市
  - ★進藤一馬（元福岡市長。元衆議院議員。元玄洋社社長）：福岡市
  - ★桑原敬一（元福岡市長）：太宰府市
  - ★山崎広太郎（元福岡市長。元福岡市議会議長。元衆議院議員）：春日市
  - 吉田宏（元福岡市長）
  - ★谷伍平（元北九州市長）：直方市
  - 末吉興一（元北九州市長。元外務省参与。元内閣官房参与。国際東アジア研究センター理事長）：北九州市
  - 大久保勉（元久留米市長。元参議院議員）：久留米市
  - ★滝井義高（元田川市長。元衆議院議員）：田川市
  - ★原田慎太郎（元宗像市長）：宗像市
  - ★尾形智矩（元苅田町長。元苅田町議会議員。元衆議院議員）：京都郡苅田町

### 行政
- 伊藤哲朗（第12代内閣危機管理監、第85代警視総監、日本道路交通情報センター理事長）：八女市
- 緒方禎己（第99代警視総監）：福岡市
- 金沢博範（第29代防衛事務次官）：北九州市
- 久保信保（第35代消防庁長官、総務省自治財政局長）
- 黒田東彦（第31代日本銀行総裁、第8代アジア開発銀行総裁、第15代財務官）
- 堺田輝也（農林水産省大臣官房技術総括審議官、農林水産技術会議事務局長）：旧立花町[1]
- 佐々木正士郎（国土交通省国土政策局長、国土交通省大臣官房総括審議官）：福岡市[2]
- ★佐藤達夫（法制官僚、第49代法制局長官、第5-8代人事院総裁）
- 白川方明（第30代日本銀行総裁、同副総裁、同理事、京都大学教授）：北九州市
- ★鈴木英夫（通商産業省立地公害局長、三菱マテリアル副社長、三菱原子燃料社長）：福岡市
- ★高石邦男（文部事務次官）
- 寺脇研（文部科学省大臣官房広報調整官、映画評論家）
- 中村格（第29代警察庁長官）：福岡市
- 冨安泰一郎（デジタル庁統括官〈戦略・組織グループ長〉）
- 野原諭（第15代経済産業省商務情報政策局長）：福岡市[3]
- 土生栄二（内閣官房内閣審議官兼デジタル田園都市国家構想実現会議事務局長、厚生労働省老健局長、厚生労働省大臣官房長）
- ★藤原和人（九州エネルギー問題懇話会委員長、十八銀行頭取、国土庁事務次官）
- 藤原朋子[4]（厚生労働省子ども家庭局長、内閣府子ども・子育て本部統括官）：新宮町
- 宮本雄二（外務省顧問、中国大使）：太宰府市
- 向大野新治（第15代衆議院事務総長、学習院大学特別客員教授）
- 村田隆（第22代内閣危機管理監、駐フィンランド大使）
- ★森安三郎（外交官、チリ公使）
- ★山崎小五郎（初代海上幕僚長、第24代運輸事務次官）

### 裁判官・検察官
- 桜井龍子（元最高裁判事、元労働省官僚）：大牟田市
- 高橋久子（元最高裁判事、元内閣審議官・労働省婦人少年局長）：北九州市
- ★馬場義續（元検事総長）：朝倉市

### 自衛官
- 竹田五郎（元統合幕僚会議議長）
- 火箱芳文（元陸上幕僚長）
- 岡部俊哉（元陸上幕僚長）
- 森下泰臣（陸上幕僚長）
- 岡部文雄（元海上幕僚長）
- 西村友晴（元海上幕僚長）
- 津曲義光（元航空幕僚長）
- 用田和仁（元陸将）
- 松島悠佐（元陸将）
- 立花尊顯（元陸将補）
- 福田築（元陸将補）

### 軍人
- ★明石元二郎（陸軍大将、台湾総督）：福岡市：福岡藩士族
- ★仁田原重行（陸軍大将）：八女市
- ★立花小一郎（陸軍大将）：大牟田市：三池藩士族
- ★井浦祥二郎（海軍大佐）：朝倉市
- ★板倉光馬（海軍少佐）：北九州市
- ★伊藤整一（海軍大将）：みやま市（旧三池郡高田町）
- ★井原美岐雄（海軍少将）：福岡市
- ★小川又次（陸軍大将）：北九州市：小倉藩士族
- ★奥保鞏（元帥、陸軍参謀総長）：北九州市：小倉藩士族
- ★小沢武雄（陸軍中将、陸軍士官学校校長、陸軍参謀本部長、貴族院議員、日本赤十字社副社長）：北九州市：小倉藩士族
- ★香椎浩平（陸軍中将、香椎秀一の弟）
- ★香椎秀一（陸軍中将、香椎浩平の兄）
- ★杉山元（元帥、陸軍大臣、陸軍参謀総長）：北九州市：小倉藩士族
- ★杉山龍丸（陸軍軍人。インドの緑の父 (Green Father) と呼ばれる）：福岡市
- ★中島正（海軍軍人）
- ★吉岡友愛（陸軍大佐）
- ★橋本欣五郎（陸軍砲兵大佐・右翼活動家）
- ★横山静雄（陸軍中将）

## 実業家
- 青柳俊彦（JR九州社長）
- 安部修仁（吉野家ディー・アンド・シー元社長、日本フードサービス協会元会長、日本食レストラン海外普及推進機構元副理事長）
- 家入一真（GMOペパボ創業者、CAMPFIRE創業者）
- 浮城智和（ベガコーポレーション創業者・社長）：北九州市
- 内山文治（ウチヤマホールディングス創業者・元社長・会長）：北九州市
- 山川博功（株式会社ビィ・フォアード創業者、株式会社ワイズ山川代表取締役）：大牟田市
- 石井久（江戸橘証券創業者、現立花証券相談役）
- ★石橋幹一郎（元ブリヂストン社長・会長、石橋正二郎の長男）：久留米市
- ★石橋正二郎（ブリヂストン創業者）：久留米市
  - ★鳩山安子（石橋正二郎の長女。鳩山由紀夫、鳩山邦夫の母）
- 一条真也（サンレー代表取締役社長）：北九州市
- 井手隆司（スカイマーク元会長、エアアジアジャパン会長）：福岡市
- ★出光佐三（出光興産創業者・初代社長）：宗像市
- ★出光計助（出光興産第2代社長）
- ★伊藤伝右衛門（飯塚の炭坑王。元妻は柳原白蓮）：飯塚市
- 稲川素子（稲川素子事務所社長）
- ★入江伸明（元アステック入江社長・会長、元北九州活性化協議会理事長、元北九州商工会議所副会頭）
- ★岩垂邦彦（NEC創業者）
- ★牛島謹爾（ポテト王と呼ばれた実業家）：久留米市
- 内海州史（キューエンタテインメント設立者・元CEO、元ワーナーミュージック・ジャパン社長）
- ★江頭匡一（ロイヤル創業者）
- 荻田伍（アサヒビール元社長、現アサヒグループHD相談役・NEC社外取締役）：飯塚市
- 小野英二郎（第4代日本興業銀行総裁、音楽家・芸術家のオノ・ヨーコは孫にあたる）：柳川市
- ★貝島太助（貝島財閥の創始者。筑豊の炭坑王）：直方市
- 亀崎英敏（元台湾三菱商事会社代表取締役社長、元三菱商事代表取締役副社長、元日本銀行政策委員会審議委員、元三菱商事常勤顧問、横浜国立大学経営協議会委員）：山門郡山川町（現みやま市）
- 河原成美（力の源ホールディングス創業者・社長、元日本ラーメン協会副理事長）：城島町
- 川原ひろし（なんでんかんでんフーズ社長）
- 川本源司郎（丸源ビルオーナー）：北九州市小倉北区
- 木瀬照雄（TOTO社長）
- 北義則（トーカ堂社長）：福岡市の旧米軍基地生まれ
- 楠本修二郎（カフェ・カンパニー代表取締役社長、グッドイートカンパニー代表取締役社長、東の食の会代表理事）：福岡市
- 久保田勇夫（西日本シティ銀行頭取。元・国土事務次官）：福岡市
- 倉富純男（西日本鉄道社長、九州経済連合会会長、日本バス協会副会長）：うきは市
- ★桑原潤（元ヤクルト本社社長、元ヤクルトスワローズオーナー）：大牟田市で出生
- 斉田敏男（マルキョウ社長）：大野城市
- ★佐藤慶太郎（石炭の神様と呼ばれた実業家）：北九州市八幡西区
- 篠原英明（シノケングループ創業者・社長）
- 柴田紳（ネットプロテクションズホールディングス創業者・社長）：宗像市
- 白川隆三（アニプレックス取締役会長）：北九州市[5]
- ★真藤恒（元・石川島播磨重工業社長、元・電電公社総裁、NTT初代社長・会長）：久留米市
- ★杉野直道（元テレビ東京社長・会長）
- ★鈴木英夫（三菱マテリアル元副社長、三菱原子燃料元社長、元通商産業省立地公害局長）：福岡市
- 関文彦（関家具設立者・社長）
- 高岩淡（東映前社長・現相談役、東映衛星放送社長、東映アニメーション取締役）：宗像市
- 髙城寿雄（タカギ創業者・元社長・会長）：北九州市
- 高橋信也（マネジメントソリューションズ創業者・社長兼CEO）
- 高原正雄（いすゞ自動車理事、一般社団法人明専会会長、全日本学生フォーミュラ大会元委員長）：北九州市
- 玉木康裕（タマホーム創業者）：筑後市
- 種子島経（元・BMW東京社長、元・フォルクスワーゲングループジャパン特別顧問、元・新しい歴史教科書をつくる会会長）：福岡市
- ★團琢磨（工学者、実業家）：福岡市
- 鳥取三津子（日本航空専務、2024年4月より代表取締役社長就任予定）
- ★中牟田喜一郎（岩田屋元会長・社長）：福岡市
- ★西亦次郎（元西鉄ライオンズオーナー・社長）
- ★西山正行（西山興業グループ創業者、西山牧場代表）
- 長谷川裕一（お仏壇のはせがわ会長）：直方市
- 日野晃博（レベルファイブ創業者・社長）：大牟田市
- ★日比翁助（三越創業者）：久留米市
- 平野聡（トプコン代表取締役会長）：北九州市
- 福島孝一（住友金属鉱山元社長・元会長・相談役、住友財団評議員）
- 福地茂雄（元NHK会長。元アサヒビール相談役、会長）：北九州市戸畑区
- 藤井徳夫（イフジ産業創業者・元社長）：福岡市
- 藤原洋（起業家・科学者、ブロードバンドタワー代表取締役CEO、インターネット総合研究所代表取締役、株式会社ナノオプトニクス・エナジー取締役会長ファウンダー、株式会社ナノオプト・メディア代表取締役社長）：北九州市八幡区
- ★古岡秀人（学習研究社創業者・初代社長）
- 堀江貴文（前・ライブドア社長）：八女市
- 前田健司（燦キャピタルマネージメント創業者・社長）：北九州市
- 松尾利彦（チロルチョコ社長）
- ★松本健次郎（実業家、明治専門学校（現：九州工業大学）設立）：福岡市中央区
- 松山洋（サイバーコネクトツー社長）
- ★三木淳夫（元山一證券社長）
- ★村井勉（初代JR西日本会長、元アサヒビール社長）：北九州市
- 本村正秀（佐川急便社長）
- 籾井勝人（第21代日本放送協会会長、元日本ユニシス代表取締役社長）：山田市（現：嘉麻市）
- 森君夫（九州朝日放送代表取締役社長、KBCグループホールディングス代表取締役）[6]
- ★森田光德（シャボン玉石けん代表取締役）：北九州市若松区
- ★安川敬一郎（実業家、安川財閥創始者）
- ★安川敬二（元・安川電機第4代社長）：北九州市
- ★安川第五郎（実業家、1964年東京オリンピック組織委員会会長）：芦屋町
- ★吉田秀雄（電通第4代社長）
- 吉野泰生（元住友生命保険会長）
- ★吉村秀雄（ヨシムラジャパン創業者。エンジニア）：福岡市
- 渡邉文男（総合探偵社「ガルエージェンシー」創業者・オーナー、情報サイト「探偵ファイル」代表取締役兼記者、探偵コンセプトバー「SPY-RAL」オーナー）

## 文化人

### 学者
- 新雅史（社会学者）：北九州市
- 井尻秀憲（政治学者）
- ★伊藤常足（国学者）：鞍手郡鞍手町
- 伊藤直江（国学者）：鞍手町
- ★糸瀬茂（経済学者）
- 井波陵一（中国文学者。京都大学人文科学研究所教授。第66回読売文学賞研究・翻訳賞受賞）：北九州市
- ★井上正治（法学者）
- 井上浩義 (物理化学者、慶應義塾大学医学部教授)
- 井元清哉（統計学者、東京大学教授）：福岡市
- 岩崎美紀子（政治学者）
- 上田泰己（生命科学者）
- 上野誠（万葉学者）
- 牛嶋徳太朗（政治学者）：福岡市
- ★梅根悟（教育学者）
- ★梅野信吉（免疫学者）
- 江崎浩（工学者）
- 惠良宏（歴史学者）
- 大島襄二（地理学者、関西学院大学名誉教授）：福岡市
- 大隅和雄（歴史学者、東京女子大学名誉教授）：福岡市
- 大隅良典（生物学者。2016年ノーベル生理学・医学賞受賞）：福岡市
- 大原恒一（ロシア文学者、翻訳家、実業家、元コロンビア大学客員教授、ニコライ・ネクラーソフ研究、翻訳の第一人者）：福岡市
- ★岡部千仭（漢学者）
- ★岡部峯吉（教育者）
- ★岡部榴園（漢学者）
- 梶山千里（化学者）：直方市
- ★加藤一雄（経済学者、元日本大学学長）：嘉穂郡
- 国武豊喜（化学者）：久留米市
- 栗城壽夫（憲法学者）：北九州市
- 権丈善一（経済学者）
- 五條堀孝（遺伝学者）：福岡市
- ★小宮豊隆（独文学者、文芸・演劇評論家）：京都郡みやこ町
- 酒井哲哉（政治学者）
- 坂元一哉（政治学者）：大牟田市
- ★向坂逸郎（マルクス経済学者）：大牟田市
- 佐藤修二（天文学者）
- ★白石悌三（国文学者）：福岡市
- 髙木強治（農学者）：福岡市
- 陣内秀信（イタリア建築史家）：北九州市
- 鈴木謙介（社会学者）
- 施光恒（政治学者）：福岡市
- ★ 園田英弘（社会学者）：久留米市
- 高倉洋彰（考古学者）：朝倉市
- 高橋和夫（国際政治学者）：北九州市
- 竹林紀雄（芸術学者）、湘南総合研究所長、日本映画監督協会理事：北九州市
- 高山倫明（言語学者）：宮若市
- 田嶌誠一（臨床心理学者）：大牟田市
- 田嶋文生（生物学者）
- ★田中耕太郎（法学者、第2代最高裁判所長官）
- 太郎丸博（社会学者）
- 筒井淳也（社会学者）
- 椿宜高（生態学者）
- ★寺尾寿（天文学者）
- 土佐尚子（芸術学者）：福岡市
- ★豊島与志雄（仏文学者、児童文学者、小説家、翻訳家）：朝倉郡福田村大字小隈
- 中島義道（哲学者）：北九州市門司区
- 中原秀登（経営学者）
- 仲真紀子（認知心理学者）
- 中村泰久（天文学者）
- 波平恵美子（文化人類学者、社会学者）
- ★埴原和郎（自然人類学者）
- 林田愼之助（中国文学者。神戸女子大学名誉教授）：飯塚市
- ★原田大六（考古学者）：糸島市（旧前原市）
- 原誠（神学者、歴史家）
- ★樋口隆康（考古学者）：添田町
- 平田光弘（経済学者）：福岡市
- ★廣松渉（哲学者）：柳川市
- 福田千鶴（歴史学者）：福岡市
- ★藤田哲也（気象学者）：北九州市
- 藤井哲（工学者）
- ★藤村作（国文学者）：柳川市
- 前田哲男（国際政治学者）
- 町田健（言語学者。久留米大学附設中学校・高等学校校長）
- 松田浩平（実験心理学者）：田川郡大任町
- 松延市次（国語学者）：八女郡
- 水月昭道（心理学者）
- 宮地正人（歴史家）
- 宮原哲（コミュニケーション学者）
- 牟田泰三（物理学者）：久留米市
- ★村上知行（中国研究者）
- 森田浩介（物理学者。113番元素・ニホニウム[7] を発見した研究グループのリーダー）
- 諸富祥彦（心理学者）
- 柳瀬陽介（教育学者）
- 山田慶児（科学史家）
- 横山紘一（仏教学者）
- 吉田信啓（考古学者）：行橋市
- ★吉田増蔵（漢学者）：京都郡みやこ町勝山
- 吉森賢（経営学者、経営学博士）
- ★与田凖一（児童文学者）：みやま市（旧山門郡瀬高町）
- 渡邊啓貴（政治学者）
- 高瀬文広（映画を利用した英語教育の教育学者。日本赤十字九州国際看護大学教授）：大牟田市

### 画家
- 杉森瑛徳：福岡市
- ★青木繁：久留米市
- ★青沼茜雲（洋画家）
- 大津英敏：熊本県熊本市生まれ、大牟田市出身
- ★織田廣喜
- ★菊畑茂久馬：福岡市
- ★古賀春江:久留米市
- ★児島善三郎：福岡市
- ★国武久巳：福岡市
- ★坂本繁二郎：久留米市
- ★タイガー立石：田川市
- ★高島野十郎：久留米市
- ★多賀谷伊徳：遠賀郡芦屋町
- ★竹中英太郎
- ★田崎広助：八女市
- 月本佳代美：北九州市
- ★寺田健一郎：福岡市
- ★吉田博：久留米市
- ★冨田溪仙：福岡市
- ★中村研一：宗像市
- ★中村琢二：宗像市
- 中山忠彦（日展理事長）：北九州市
- ★野見山暁治（文化功労者）
- ★藤田吉香：久留米市
- 村石米齋：柳川市
- 矢野眞
- ★山本作兵衛（炭鉱記録絵師、ユネスコ記憶遺産に登録）：飯塚市・田川市
- 笠青峰：北九州市
- 本木ひかり

### 建築家
- 桂英昭：北九州市
- ★菊竹清訓：久留米市
- 中山英之
- 松岡恭子
- 松畑強
- ★村野藤吾：佐賀県唐津市生まれ、北九州市育ち
- 迫慶一郎
- 池田尚美

### 写真家
- 石川賢治（月光写真家）
- 岡嶋和幸：福岡市
- 栗原隆司（鉄道写真家）：太宰府市
- 古賀絵里子
- 榊晃弘：福岡市
- 鋤田正義：直方市
- ★高橋渡
- 中野正貴
- ★中山岩太
- ★奈良原一高：大牟田市
- 原田進（グラフィックデザイナー）
- 藤原新也：北九州市門司区
- 松蔭浩之
- 樂滿直城
- 力武靖
- 舞山秀一：福岡市

### 彫刻家・工芸家・陶芸家・書家
- ★井上伝（久留米絣の創始者）：久留米市
- 小川規三郎（献上博多織職人。人間国宝）：福岡市博多区
- ★小島与一（博多人形師）：福岡市
- 外尾悦郎（彫刻家）
- 宮田佳典（陶芸家）
- 村石米齋（書画家）：柳川市
- ★山崎朝雲（彫刻家）：福岡市博多区冷泉町
- 龍源齋大峰（書家）：八女市
- 矢野仁（書家）：豊前市

### 評論家
- 安部司（食品添加物）
- 石橋忍月（文芸）：八女市
- 大前研一（経済）：北九州市若松区
- 小野賢一郎（陶芸）
- ★川勝正幸（サブカルチャー評論家、編集者）：福岡市
- 竹田五郎（軍事）
- 鳥井守幸：大牟田市
- 中村正三郎（コンピュータ）：北九州市門司区
- 萩尾瞳（映画・演劇）
- 林正儀（オーディオ）
- 副島隆彦：福岡市
- 船瀬俊介（環境問題）：田川郡添田町
- 宮崎哲弥：久留米市
- 屋山太郎（政治評論家・コラムニスト）

### 作家
- 赤川次郎（『セーラー服と機関銃』など）：福岡市
- 安部龍太郎（第148回直木賞受賞）：八女市
- 石橋忍月
- 一木けい（第15回女による女のためのR-18文学賞の読者賞受賞）：タイ・バンコク在住
- 一条真也：北九州市
- ★一丸章：福岡市
- 五木寛之：八女市
- 井上夢人
- ★岩下俊作（『富島松五郎傳』→ のちに『無法松の一生』として映画化）：北九州市
- 上野哲也
- 歌野晶午
- ★宇野浩二：福岡市
- ★梅崎春生
- 大西巨人：福岡市
- 岡崎琢磨：太宰府市
- 岡松和夫：福岡市
- 押川剛：北九州市
- 乙一
- 加納朋子：北九州市
- ★神崎武雄：北九州市
- 古処誠二
- 斎樹真琴（第3回小説現代長編新人賞受賞）：大牟田市
- 左方郁子：北九州市
- ★佐木隆三：北九州市
- ★酒見賢一：久留米市
- 佐藤洋二郎
- 佐藤究（佐藤憲胤）（第165回直木賞受賞。群像新人文学賞受賞）：福岡市
- ★渋田黎明花（別名：花田鶴彦、梅田健、他）：古賀市
- 白石一文（第142回直木賞受賞）
- 白石文郎（小説家。福岡県立福岡高等学校、慶應義塾大学経済学部卒）
- 末永直海：北九州市
- ★杉本章子（第100回直木賞受賞）：八女市
- 杉山満丸
- 草野唯雄：大牟田市
- 立石泰則：北九州市
- ★檀一雄
- 辻内智貴：飯塚市
- ★鶴田知也：北九州市
- 鳥越碧
- 鳥飼否宇
- 中井拓志
- 永嶋恵美（別名：映島巡）
- 中村うさぎ
- 中村信喬：福岡市
- ★南里征典：糟屋郡宇美町
- 西村健（第33回吉川英治文学新人賞受賞）
- 西本健一郎
- 野阿梓：福岡市
- ★野田昌宏
- ★長谷健（第9回芥川賞受賞）：柳川市
- ★畑正憲（生物学者。愛称：ムツゴロウ）：福岡市
- ★花田清輝
- 帚木蓬生（精神科医）：小郡市出身、中間市在住
- はままさのり
- 濱嘉之（元警視庁警視。コメンテーター）：福岡市
- ★林えいだい（記録作家）：香春町
- ★林芙美子：北九州市（異説あり）
- ★葉室麟（第146回直木賞受賞）：北九州市出身、久留米市在住
- ★葉山嘉樹：京都郡みやこ町
- 薔薇憂鬱彦
- 東山彰良（第153回直木賞受賞。第11回大藪春彦賞受賞）：小郡市
- ★火野葦平（『花と竜』など）：北九州市若松区
- 平野啓一郎：愛知県蒲郡市生まれ 北九州市出身（2歳〜高校卒業まで在住）
- 福澤徹三（第10回大藪春彦賞受賞）：北九州市
- ★福永武彦：筑紫野市
- 藤野千夜
- 藤原智美：福岡市
- 藤原眞莉：福岡市
- 古川真人（第162回芥川賞受賞。第48回新潮新人賞受賞）：福岡市
- 法坂一広（弁護士。第10回『このミステリーがすごい!』大賞の大賞受賞）：福岡市
- 町田そのこ（2021年本屋大賞受賞）：京都郡
- 松智洋
- ★松本清張（第28回芥川賞受賞。『点と線』『砂の器』など）：北九州市
- 松沢直樹（児童文学作家、フリーライター）：北九州市
- まはら三桃（児童文学作家）：北九州市
- 三崎亜記
- 村田喜代子：福岡県八幡市（現在の北九州市八幡西区）
- 森青花
- 森禮子：福岡市
- 矢野隆（第21回小説すばる新人賞受賞）：久留米市
- 山崎ナオコーラ：北九州市生まれ、埼玉県育ち
- 山田稔：北九州市門司区
- ★夢野久作：福岡市
- 吉田親司
- 吉田直：遠賀郡芦屋町
- ★吉田清治
- 吉本直志郎
- 羅門祐人
- ★劉寒吉：北九州市
- リリー・フランキー（イラストレーター、エッセイスト、構成作家、ミュージシャン、写真家）：北九州市
- 渡辺浩弐：福岡市

### 劇作家・放送作家・脚本家・演出家
- 石松愛弘：飯塚市生まれ、大牟田市育ち
- いのうえひでのり
- 井上誠吾：宮若市
- 入江信吾：福岡市早良区
- 大森美香：築上郡築上町
- 香月隆：ソウル生まれ、ソウル・佐賀市・福岡市育ち
- ★城戸光子
- 後藤法子
- 椎木樹人（劇団万能グローブガラパゴスダイナモス主宰）
- ★首藤剛志（主にアニメ関係）
- 竹林紀雄（映像作家、日本映画監督協会理事、文教大学教授、湘南総合研究所長）：北九州市
- 田中貴大
- たむらようこ
- ★つかこうへい：嘉麻市
- 徳尾浩司（とくお組主宰）
- 中島かずき：田川市
- 中園健司：久留米市
- 野田真外：北九州市
- 原田ゆう：北九州市
- 伴一彦
- 久松真一:北九州市
- ★吹原幸太：大牟田市
- ★古海卓二：遠賀郡黒崎村（現・北九州市八幡西区）
- 松居大悟（劇団ゴジゲン主宰）
- 松尾スズキ：北九州市
- 吉本昌弘：福岡市

### 俳人・詩人・歌人
- ★安西均（詩人）：筑紫野市
- ★井上微笑（俳人）:朝倉市
- ★神崎縷々（俳人）:神興村
- ★北原白秋：柳川市
- 近藤洋太（詩人）：久留米市
- ★島田芳文：（『丘を越えて』など）豊前市
- ★下村梅子（俳人、俳人協会名誉会員）：福岡市
- ★杉山参緑：（詩人）：福岡市
- 高橋睦郎：北九州市
- ★那珂太郎：福岡市
- ★野田宇太郎（詩人）：小郡市
- ★野村望東尼（幕末の女流歌人、文学者）
- 平出隆：北九州市門司区
- ★松永伍一：三潴郡大木町
- ★眞鍋呉夫：遠賀郡岡垣町
- ★丸山豊：久留米市
- ミツエ・ヤマダ（詩人、アメリカに帰化）

### 映画監督
- 青山真治：北九州市
- 足立正生
- 石井聰亙：福岡市
- 井上泰幸（特撮映画美術監督）：古賀市
- 江口カン：久留米市
- 緒方貴臣
- 川島透：福岡市
- 雑賀俊郎：北九州市
- 住倉カオス（ホラー映画監督・怪談家・猥談家）
- 竹林紀雄：北九州市
- タナダユキ（作家）：北九州市戸畑区
- 中島哲也
- 中村和彦：大牟田市
- 平山秀幸
- 港健二郎
- 三村順一：北九州市
- 森田宏幸
- 山本眸古（映像ディレクター）：福津市
- 湯浅政明：福岡市
- 横山博人：飯塚市
- 常盤司郎：田川市

### 作詞家・作曲家
- ★荒木栄：大牟田市
- ★大村雅朗：福岡市
- ★小倉朗：北九州市
- ★河村光陽（『うれしいひなまつり』など）：田川郡福智町
- 清川進也：飯塚市
- クニ河内（チト河内の兄）
- 副田信隆: 古賀市
- 窪田ミナ
- ★古賀政男（国民栄誉賞受賞者）：大川市
- 坂井秀雄：大牟田市
- 桜庭伸幸：八女郡立花町
- SHiNTA：宮若市
- 高木洋
- 武田モトキ
- 田村徹：久留米市
- チト河内
- 中原龍太郎 (Ryu☆)
- ★中村八大（「上を向いて歩こう」など） : 中華民国青島にて出生、久留米へ引き揚げる。
- 浜口史郎
- 藤澤慶昌：福岡市
- 本間勇輔：八幡市（現 北九州市八幡）
- ★三沢郷：福岡市
- 光宗信吉：福岡市
- 安川徹（別名：安川黙磷）：福岡市
- 和田直也：北九州市
- 片岡寛晶：飯塚市

### テレビ・音楽プロデューサー
- 朝本浩文（音楽プロデューサー、アレンジャー、DJ）：北九州市
- 伊藤京子（ピアニスト、音楽プロデューサー）：北九州市
- 平野昌一（テレビプロデューサー、演出）：福岡市
- 松尾潔（音楽プロデューサー、作詞家）

### クラシック音楽指揮者・奏者・講師
- 新井淑子（ヴァイオリン奏者、クフモ室内音楽祭創設メンバー）：北九州市
- 岩下智子（フルート奏者）：太宰府市
- 岡崎慶輔（ヴァイオリン奏者）：福岡市
- 岡田鉄平（杉ちゃん&鉄平。ヴァイオリン担当）：行橋市
- 岡田将（ピアニスト。日本人初のリスト国際ピアノコンクール優勝者。ベルリン在住）
- 川口ヱリサ（ヴァイオリン奏者）：北九州市
- 熊谷弘（指揮者）
- 篠崎弘嗣（ヴァイオリン奏者。篠崎功子、篠崎正嗣の父）
- 篠崎史紀（ヴァイオリン奏者、NHK交響楽団第1コンマス）：北九州市
- ★数住岸子（ヴァイオリン奏者）：大牟田市
- 中西久美（フルート奏者。元RKB毎日放送アナウンサー）：福岡市
- 中村太地（ヴァイオリン奏者）：北九州市
- 中村理恵（ピアニスト）：福岡市
- 野田恵（『のだめカンタービレ』のモデルとなった実在の人物、通称「リアルのだめ」。元音大生、現ピアノ講師、「みそ字」の作者、『おなら体操』の作曲者）：大川市
- 畑中良輔（バリトン歌手、指揮者、音楽評論家。日本芸術院会員）：北九州市門司区
- 原田幸一郎（ヴァイオリン奏者）
- 伴有雄（指揮者）
- 南紫音（ヴァイオリン奏者）：北九州市
- 安永徹（ヴァイオリン奏者、ベルリン・フィルハーモニー管弦楽団第一コンマス）
- 分山貴美子（口笛国際大会優勝者、ピアニスト）：福岡市
- 栗山かなえ（クラリネット奏者）：春日市

### 教育関係者
- ★柴田徳次郎（教育者。私塾国士舘創立者）：那珂川市
- ★下位春吉（教育者、詩人、童話口演家）
- 田川茂（教育者。元マリア会司祭）：田川郡福智町
- 濱野賢一朗（リナックスアカデミー学校長）：福岡市
- ★福田昌子（学校法人純真学園創立者、元衆議院議員、医学博士）：築上郡吉富町
- 安河内哲也（東進ハイスクール英語科講師。TOEIC990点満点、英検1級、国連英検特A級、通訳案内士）

### 漫画家
- あおきけい
- 赤井里実
- 秋月りす
- 秋吉由美子
- あさをゆうじ：北九州市
- 足立たかふみ
- あなだもあ
- 安部慎一
- 綾枷ちよこ
- 飯田晴子：直方市
- 石田スイ
- 犬上すくね
- 井上大助
- 井上博和：福岡市
- 井上正治：北九州市
- 植芝理一
- 上杉可南子
- うえやまとち：福岡市
- 内田かずひろ：福岡市
- ウラモトユウコ
- URAN (漫画家)
- えばんふみ
- 笈川かおる：福岡市
- 岡野史佳：福岡市
- 小川麻衣子
- 奥浩哉：福岡市
- 落合尚之
- 音咲椿
- 花緒莉
- 加々見絵里
- 笠間しろう
- 柏木志保
- 春日光広：福岡市
- かたおかみさお：福岡市
- 克・亜樹：福岡市西区
- 上川敦志
- 鴨川つばめ：大牟田市
- 雁須磨子
- きうちかずひろ：福岡市南区
- 木内一雅：福岡市
- くさなぎ俊祈
- くつぎけんいち：福岡市
- 国友やすゆき：遠賀郡
- 倉田真由美：福岡市
- 黒崎みのり
- 神江里見：北九州市
- 業田良家：朝倉市
- 古賀新一：大牟田市
- 古賀亮一
- 吾峠呼世晴
- 琴剣淳也
- 小箱とたん
- 小林よしのり：福岡市
- 坂井孝行
- 佐倉準
- 佐藤友生
- 猿渡哲也：大牟田市
- 山東ユカ
- 四位晴果
- 篠塚ひろむ：古賀市
- 志水アキ：大牟田市
- 末次由紀：福岡市
- すえのぶけいこ：北九州市
- 末松正博：北九州市
- 杉森建
- 鈴木ジュリエッタ
- 鈴宮和由：北九州市
- せがわまさき
- せきやてつじ：北九州市
- 関谷ひさし：北九州市
- 瀬口たかひろ
- タイガー立石
- 高田慎一郎：北九州市
- 高橋冴未：福岡市
- たかまつ（たかまつやよい）
- 谷村ひとし：北九州市
- 田畠裕基
- 千葉サドル
- 月島冬二（そらみみくろすけ、イワシタシゲユキ）：福岡市
- 次原隆二：鞍手郡鞍手町
- tugeneko
- 筒井百々子
- 晃次郎
- 中島史雄：北九州市
- 中西やすひろ：福岡市
- 永松潔：福岡市
- 中村尚儁
- なかむら治彦：福岡県生まれ（愛知県出身と表記されることもある）
- 中森衣都：北九州市
- 永吉たける
- 名島啓二
- 成田芋虫
- 二宮ひかる：太宰府市
- 野口竜
- 萩岩睦美：北九州市
- 萩尾望都：大牟田市
- 長谷川法世：福岡市
- ★長谷川町子（国民栄誉賞受賞者）：佐賀県多久市生まれ、福岡市育ち
- 畑健二郎：福岡市
- ★ 畑中純：北九州市
- 濱田浩輔：筑紫野市
- 濱元隆輔
- 原田久仁信
- 万乗大智：東京都生まれ、福岡県育ち
- 久富慎太郎
- ひのもとめぐ
- ひらまつおさむ
- 広岡球志
- 福米ともみ：大牟田市
- 福山庸治：大牟田市
- 藤木俊：大牟田市
- ★藤原ここあ：北九州市
- 文月今日子
- 文月晃
- 冬木るりか：北九州市
- 北条司：北九州市
- 星里もちる：北九州市
- 星野浩字
- ほへと丸
- 前川涼：北九州市
- 松永孝之：飯塚市
- 松本かおり
- ★ 松本零士（松本あきら）：久留米市（出生地）、北九州市小倉北区出身
- マヤよーこ
- MEE
- みさき樹里
- 美月うさぎ
- みずなともみ
- 水無月すう
- 陸奥A子：北九州市
- 本島幸久
- 元原絵里奈
- もとむらえり：柳川市
- 森尾正博
- 安原いちる
- 山口かつみ
- 山口譲司
- 山口美由紀：北九州市
- 山野一
- ヨシダ忠
- 六道神士：太宰府市
- 龍炎狼牙

### アニメーション制作関係者
- 荒牧伸志（アニメ演出家、メカニックデザイナー）
- 角銅博之（アニメ演出家、監督）
- 木﨑文智（アニメーター、アニメ監督）
- 木村貴宏（アニメーター、キャラクターデザイナー）
- 佐野浩敏（アニメーター）
- 田中達之（アニメーター）
- 中村豊（アニメーター）
- 西村緋祿司（アニメ作家）
- 浜崎博嗣（アニメ演出家、監督）
- 原徹（アニメプロデューサー）：北九州市
- 光延博愛（アニメ演出家）
- 村田護郎（メカニックデザイナー）
- 森りょういち（CGアニメーター、アニメ監督、声優）
- 森田宏幸（アニメーター、アニメ監督）
- 山下高明（アニメーター）
- 湯浅政明（アニメーター、アニメ監督）
- 湯崎夫沙子（アニメ作家）

### イラストレーター
- ★石橋謙一（イラストレーター、ボックスアーティスト）：北九州市若松区
- 相模金吾（イラストレーター、グラフィックデザイナー、キャラクターデザイナー）：福岡市西区
- 末政ひかる（キャラクターデザイナー、イラストレーター）：福岡市
- 鈴木英人：福岡市
- 谷口亮（2020年東京オリンピック・パラリンピック公式マスコットキャラクターをデザインしたイラストレーター）：福岡市
- よしながこうたく（絵本作家）
- LAM：北九州市
- 屡那
- わたせせいぞう：北九州市

### 発明家
- 和泉要助（人力車の発明者）
- 田中久重（「東洋のエジソン」「からくり儀右衛門」と呼ばれる発明家。田中製作所（現・東芝）創業者）：久留米市
- 矢頭良一（自動算盤（手回し計算機）の発明者、ライト兄弟よりも早く飛行機研究に着手した人物）：豊前市

### 棋士
- 大竹英雄（囲碁）：北九州市
- 加藤正夫（囲碁）：福岡市
- 中野泰宏（囲碁）：豊前市
- 加藤一二三（将棋）：嘉麻市
- 廣津久雄（将棋）：福岡市
- 児玉孝一（将棋）：北九州市
- 中田功（将棋）：福岡市
- 森下卓（将棋）：北九州市
- 佐藤天彦（将棋）：福岡市
- 水町みゆ（女流棋士）：福岡市

### 政治運動家
- ★内田良平（黒龍会指導者）
- 桜井誠（元在日特権を許さない市民の会代表、日本第一党党首）：北九州市
- ★杉山茂丸（国家主義運動家）：福岡市
- ★頭山満（玄洋社最高実力者）：福岡市
- 外山恒一（自称革命家、評論家、ミュージシャン）：鹿児島県隼人町生まれ、大野城市育ち
- 馬場能久（右翼活動家。維新政党・新風福岡県本部副本部長）：八女市
- 松枝佳宏（新社会党中央執行委員会委員長）
- ★吉田一士（自由民権運動家、関西法律学校（のちの関西大学）初代校主）

### 大衆運動家
- ★伊藤野枝（婦人解放運動家、アナキスト）：福岡市
- ★上杉佐一郎（部落解放運動家）
- 奥田愛基（SEALDs創設メンバー）：北九州市
- 組坂繁之（部落解放運動家）：小郡市
- 古賀伸明（6代日本労働組合総連合会会長）：北九州市
- ★堺利彦（社会主義運動家、思想家）：京都郡みやこ町
- ★田中松月（僧侶、部落解放運動家、元衆議院議員）

### 宗教家
- ★海老名弾正（キリスト教思想家、本郷教会牧師、同志社第8代総長）：柳川市
- 上祐史浩（宗教団体ひかりの輪代表、アーレフ（旧・オウム真理教）元代表）：三潴郡城島町（現・久留米市）
- 川村妙慶（真宗大谷派僧侶）：北九州市
- 西高辻信良（太宰府天満宮宮司）：太宰府市
- ★真木保臣（久留米水天宮第22代宮司。久留米藩の勤王の志士であった。その後土佐藩の中岡慎太郎らと「忠勇隊」を組織したが1864年禁門の変にて敗れる）：久留米市
- ★石橋岱城（浄土真宗本願寺派僧侶）：柳川市

### 伝統芸能
- 杵屋勝国（長唄 三味線方。2020年日本芸術院賞・恩賜賞受賞。人間国宝）
- 津村禮次郎（能楽師、人間国宝）：北九州市

### その他の文化人
- 東信：福津市
- イヴルルド遙華（占い師）
- 魚柄仁之助（食生活研究家、作家、漫画原作者）
- ★緒方春朔（江戸時代の医学者）：現・久留米市
- 鹿毛康司（マーケター、クリエイティブ・ディレクター）：飯塚市
- 河北秀也（アートディレクター）：久留米市
- 黒門（東洋占術研究家）
- 小島武夫（プロ雀士）：福岡市博多区
- さいふうめい（漫画原作者。本名の竹内一郎名義では劇作家、演出家）：久留米市
- ★田中宥久子（美容家）
- ★中村哲（医師。ペシャワール会医療サービス (PMS) 総院長）：福岡市
- 延吉正清（医師。社会保険小倉記念病院院長。血管内カテーテル手術第一人者）：北九州市小倉南区
- ★藤田小女姫（霊感占い師）
- ★フロタマサトシ（マジシャン）：旧八幡市
- 光永研一（酒造研究者。宝ホールディングス）
- 村上祥子（料理研究家）
- ★毛利与一（弁護士）：北九州市
- 横倉義武（第19代日本医師会会長。2017年10月、世界医師会会長に就任[8]）

## スポーツ選手・関係者

### 野球
福岡ソフトバンクホークス
- 井﨑燦志郎：福岡市博多区
- 内野海斗：福岡市博多区
- 大津亮介：糟屋郡志免町
- 生海：北九州市小倉北区
- 佐倉俠史朗：久留米市
- 重松凱人：北九州市門司区
- 田浦文丸：大野城市
- 仲田慶介：福岡市早良区
- 藤田悠太郎：糸島市
- 藤野恵音：北九州市小倉南区
- 藤原大翔：行橋市
- 星野恒太朗：福岡市西区
- 牧原大成：久留米市
- 山下恭吾：久留米市
- 中田賢一（一軍投手コーチ）：北九州市八幡西区
- 中谷将大（リハビリ担当コーチ（野手））：小郡市
- 本多雄一（一軍内野守備走塁兼作戦コーチ）：大野城市
- 森山良二（リハビリ担当コーチ（投手））：北九州市
- 村上隆行（一軍打撃コーチ）：大牟田市

他球団の現役選手
- 進藤勇也（北海道日本ハムファイターズ）：福岡市西区
- 中島卓也（北海道日本ハムファイターズ）：糟屋郡宇美町
- 古川裕大（北海道日本ハムファイターズ）：八女市
- 江原雅裕（東北楽天ゴールデンイーグルス）：久留米市
- 辛島航（東北楽天ゴールデンイーグルス）：福岡市
- 古賀康誠（東北楽天ゴールデンイーグルス）：北九州市若松区
- 小森航大郎（東京ヤクルトスワローズ→東北楽天ゴールデンイーグルス）：北九州市
- 辰見鴻之介（東北楽天ゴールデンイーグルス）：福岡市東区
- 田中和基（東北楽天ゴールデンイーグルス）：福岡市
- 武藤敦貴（東北楽天ゴールデンイーグルス）：北九州市八幡西区
- 山﨑剛（東北楽天ゴールデンイーグルス）：福岡市
- 渡辺翔太（東北楽天ゴールデンイーグルス）：北九州市小倉北区
- 大曲錬（埼玉西武ライオンズ）：柳川市
- 古賀悠斗（埼玉西武ライオンズ）：筑紫野市
- 武内夏暉（埼玉西武ライオンズ）：北九州市八幡西区
- 野田海人（埼玉西武ライオンズ）：大牟田市
- 小野郁（東北楽天ゴールデンイーグルス→千葉ロッテマリーンズ）：久留米市
- 大下誠一郎（オリックス・バファローズ→千葉ロッテマリーンズ）：北九州市若松区
- 舟越秀虎（福岡ソフトバンクホークス→読売ジャイアンツ）：八女市
- 古賀優大（東京ヤクルトスワローズ）：柳川市
- 西舘昂汰（東京ヤクルトスワローズ）：筑紫野市
- 濱田太貴（東京ヤクルトスワローズ）：北九州市
- 丸山翔大（東京ヤクルトスワローズ）：豊前市
- 井上絢登（横浜DeNAベイスターズ）：筑紫野市
- 今永昇太（横浜DeNAベイスターズ→シカゴ・カブス）：北九州市
- 岩田将貴（横浜DeNAベイスターズ）：福岡市博多区
- 坂本裕哉（横浜DeNAベイスターズ）：福岡市
- 浜地真澄（横浜DeNAベイスターズ）：福岡市
- 三浦銀二（横浜DeNAベイスターズ）：福岡市南区
- 三嶋一輝（横浜DeNAベイスターズ）：福岡市西区
- 小野泰己（阪神タイガース→オリックス・バファローズ）：北九州市
- 香月一也（千葉ロッテマリーンズ→読売ジャイアンツ→オリックス・バファローズ）：遠賀郡水巻町
- 山下舜平大（オリックス・バファローズ）：福岡市南区
- 梅野隆太郎（阪神タイガース）：那珂川市
- 島内颯太郎（広島東洋カープ）：福津市（旧福間町）
- 中村貴浩（広島東洋カープ）：筑後市
- 益田武尚（広島東洋カープ）：飯塚市
- 福田夏央（琉球ブルーオーシャンズ→茨城アストロプラネッツ→宮崎サンシャインズ）：福岡市
- 山科颯太郎（宮崎サンシャインズ）：福岡市
- 吉川光夫（北海道日本ハムファイターズ→読売ジャイアンツ→北海道日本ハムファイターズ→埼玉西武ライオンズ→栃木ゴールデンブレーブス ）：福岡市東区
- 福田満樹（オタワ・タイタンズ（英語版））：福岡市

社会人野球
- 尾仲祐哉（元横浜DeNAベイスターズ→阪神タイガース→東京ヤクルトスワローズ 現・サムティ）：北九州市
- 小関翔太（前・東北楽天ゴールデンイーグルス 現・日本製鉄かずさマジック）：北九州市
- 武田健吾（元・オリックス・バファローズ→中日ドラゴンズ 現・三菱重工East硬式野球部）：筑後市
- 松井義弥（元・読売ジャイアンツ 現・ARC九州）：田川市
- 山川晃司（元・東京ヤクルトスワローズ→富山GRNサンダーバーズ 現・ロキテクノ富山）：大野城市

女子プロ野球
- 今井巴菜（元レイア・京都フローラ）
- 坂口英里（元埼玉アストライア・レイア）
- 中島梨紗（元・埼玉アストライア）
- 中野菜摘（元・埼玉アストライア）：久留米市
- 松永栞（元・埼玉アストライア）
- 矢野みなみ（元・京都フローラ）
- 山元保美（元・京都フローラ）：福岡市

監督・コーチ
プロ野球
- 朝山東洋（広島東洋カープ一軍打撃コーチ）：久留米市
- 大石達也（埼玉西武ライオンズ ファーム投手総合コーチ）：太宰府市
- 久保康生（読売ジャイアンツ巡回投手コーチ）：嘉穂郡穂波町（現：飯塚市)
- 久保裕也（東北楽天ゴールデンイーグルス二軍投手コーチ）：福岡市中央区
- 高信二（広島東洋カープ二軍監督）：北九州市
- 新庄剛志（北海道日本ハムファイターズ監督。阪神タイガース→ニューヨーク・メッツ→サンフランシスコ・ジャイアンツ→ニューヨーク・メッツ→北海道日本ハムファイターズ、登録名：SHINJO）：福岡市（長崎県対馬市生まれ）
- 杉内俊哉（読売ジャイアンツ一軍投手コーチ）：春日市生まれ、大野城市育ち。
- 立花義家（サムスン・ライオンズ一軍打撃コーチ）：大牟田市
- 西村憲（元・阪神タイガース→エナジック硬式野球部、現・和歌山ウェイブス監督）：古賀市
- 野上亮磨（読売ジャイアンツ三軍投手コーチ）：太宰府市
- 馬場敏史（阪神タイガース一軍内野守備走塁コーチ）三潴郡大木町
- 日高剛（阪神タイガース二軍育成兼分析担当コーチ）：北九州市
- 三好匠（広島東洋カープ一軍内野守備・走塁コーチ）：北九州市
- 村田修一（千葉ロッテマリーンズ一軍打撃コーチ）：糟屋郡篠栗町

アマチュア・学生野球
- 伊藤義弘（東福岡高等学校野球部 監督）：福岡市
- 小椋真介（長崎国際大学硬式野球部 投手コーチ）：福岡市
- 憲史（川口憲史）（西南学院大学硬式野球部 打撃コーチ）：八女市
- 楠城徹（九州国際大学付属高校野球部監督）：北九州市
- 楠城祐介（九州国際大学付属高等学校硬式野球部 コーチ）：北九州市
- 角富士夫（東京国際大学 監督）：糟屋郡宇美町
- 中村壽博（日本文理大学硬式野球部監督）：
- 中村良二（天理高等学校硬式野球部監督）：北野町（現：久留米市）
- 林亮介（沖データコンピュータ教育学院硬式野球部監督）：福岡市
- 平井光親（愛知工業大学監督）：糟屋郡志免町
- 広橋公寿（エイジェック女子硬式野球部監督 ）：宗像市
- 松井隆昌（尚志高等学校 監督）：飯塚市
- 森博幸（千葉経済大学附属高等学校監督）：北九州市
- 山本翔（島根県立矢上高等学校監督）：北九州市
- 吉竹春樹（九州産業大学付属九州産業高等学校野球部監督）：春日市
- 吉村裕基（元・横浜DeNAベイスターズ→福岡ソフトバンクホークス→琉球ブルーオーシャンズ→火の国サラマンダーズ選手兼コーチ、現・東福岡高等学校野球部コーチ）：古賀市

元選手（監督、コーチ経験者を含む）
- 相川良太（オリックス・バファローズ）：福岡市中央区
- 相本和則（日本ハムファイターズ）：
- 青柳進（千葉ロッテマリーンズ→ヤクルトスワローズ）：久留米市
- 浅田将汰（横浜DeNAベイスターズ）：飯塚市
- 阿部和成（千葉ロッテマリーンズ）：大牟田市
- 阿部憲一（ロッテオリオンズ）：
- 安部友裕（広島東洋カープ、同広島東洋カープジュニア監督）：北九州市
- 天本光（広島カープ）：
- 有町昌昭（毎日オリオンズ）：行橋市
- 池田宇隆（ロッテオリオンズ）：
- 池田英俊（広島東洋カープ、コーチ歴：広島東洋カープ→横浜大洋ホエールズ→中日ドラゴンズ）：うきは市
- 石井輝比古（東映フライヤーズ→大洋ホエールズ）：福岡市
- 石田泰三（中日ドラゴンズ）：豊前市
- 石貫宏臣（広島東洋カープ→福岡ダイエーホークス→千葉ロッテマリーンズ、千葉ロッテマリーンズ戦略コーチ）：久留米市
- 一岡竜司（読売ジャイアンツ→広島東洋カープ、同球団職員）：糸島市
- 市橋秀彦（近鉄バファローズ→日本ハムファイターズ→ロッテオリオンズ）：飯塚市
- 井手亮太郎（東北楽天ゴールデンイーグルス）：古賀市
- 伊東勇（西鉄ライオンズ）：
- 伊藤久敏（中日ドラゴンズ→太平洋クラブライオンズ）：久留米市
- 井生崇光（広島東洋カープ、同球団スコアラー）：北九州市
- 井上修（広島東洋カープ→阪急ブレーブス→オリックス・ブルーウェーブ:コーチ）：福岡市
- 井上慎一（南海ホークス）：
- 井上正晴（東映フライヤーズ）：福岡市
- 井上嘉弘（中日ドラゴンズ→急映フライヤーズ→読売ジャイアンツ→松竹ロビンズ→広島カープ）：
- 今浪隆博（北海道日本ハムファイターズ → 東京ヤクルトスワローズ）：北九州市
- 入江道生（広島東洋カープ）：
- 岩崎清隆（日拓ホームフライヤーズ→ヤクルトスワローズ）：
- 岩永功（西鉄ライオンズ）：
- 岩橋利男（国鉄スワローズ）：
- 上園啓史（元阪神タイガース→東北楽天ゴールデンイーグルス→滋賀ユナイテッドベースボールクラブ監督）：福岡市（大阪府茨木市生まれ）
- 上田卓三（南海ホークス→阪神タイガース→南海ホークス）：大牟田市
- 上野義秋（名古屋金鯱軍→西鉄ライオンズ→広島東洋カープ）：
- 江上重孝（南海ホークス→東映フライヤーズ）：
- ★江藤晴康（大阪タイガース→南海ホークス→高橋ユニオンズ→東映フライヤーズ）：北九州市
- ★仰木彬（オリックス・バファローズ元監督。元西鉄ライオンズ二塁手）：中間市
- ★大岡虎雄（大映スターズ→松竹ロビンス）：
- ★大神武俊（南海ホークス→福岡大学野球部：監督）：
- 大久保弘司（横浜大洋ホエールズ）：田川市
- 大崎憲司（西鉄クリッパース→南海ホークス）：
- 大島康徳（中日ドラゴンズ→日本ハムファイターズ、日本ハムファイターズ一軍監督）：築上郡築上町（出生地）
- 大津秀美（西鉄ライオンズ）：
- ★大津守（西鉄ライオンズ→近鉄バファローズ）：嘉穂郡桂川町
- 大塚尚仁（東北楽天ゴールデンイーグルス）：八女市
- 大野隆治（福岡ソフトバンクホークス）：遠賀郡岡垣町
- 大畑徹（横浜大洋ホエールズ→日本ハムファイターズ）：福岡市
- 大畑裕勝（読売ジャイアンツ）：みやま市（旧三池郡高田町）
- 大村孟（東京ヤクルトスワローズ、同ブルペン捕手）：鞍手郡小竹町
- 岡上和典（広島東洋カープ）：古賀市
- 小形利文（日本ハムファイターズ）：
- ★小川健太郎（東映フライヤーズ→中日ドラゴンズ）：久留米市
- 岡本健治（西鉄ライオンズ）：福岡市
- ★荻孝雄（西鉄ライオンズ）：久留米市
- 奥宮種男（サンケイアトムズ・アトムズ・ヤクルトアトムズ・ヤクルトスワローズ→クラウンライターライオンズ・西武ライオンズ、コーチ歴：西武ライオンズ→阪神タイガース→日本ハムファイターズ、現東筑紫学園野球部監督）：北九州市小倉南区
- 淡河弘（読売ジャイアンツ、コーチ歴：読売ジャイアンツ→ヤクルトスワローズ→日本ハムファイターズ）：久留米市
- 甲斐雄平（阪神タイガース）：福岡市
- 柿木映二（福岡ソフトバンクホークス）：柳川市
- 柿原翔樹（オリックス・バファローズ）：那珂川市
- 柿本実（南海ホークス→中日ドラゴンズ→阪急ブレーブス→阪神タイガース、阪神タイガースコーチ）：京都郡苅田町
- 加倉一馬（太平洋クラブ・クラウンライター・西武ライオンズ→阪神タイガース）：大牟田市
- 梶原有司（愛媛マンダリンパイレーツ、北海道日本ハムファイターズブルペン捕手）：
- 笠原将生（読売ジャイアンツ）：福岡市
- 笠原大芽（福岡ソフトバンクホークス）：福岡市
- 片山博（東急フライヤーズ→大洋ホエールズ→松竹ロビンス→広島カープ）：
- 香月良仁（千葉ロッテマリーンズ→熊本ゴールデンラークス、同ゼネラルマネージャー補佐）：久留米市
- 香月良太（大阪近鉄バファローズ・オリックス・バファローズ→読売ジャイアンツ）：久留米市
- 加藤大輔（オリックス・バファローズ→東北楽天ゴールデンイーグルス）：豊前市
- 加藤良治（近鉄バファローズ）：
- 門田富昭（横浜大洋ホエールズ、同球団コーチ）：北九州市
- 金山晃士（近鉄バファローズ）：
- ★金山次郎（中部日本ドラゴンズ→急映フライヤーズ→松竹ロビンス→広島カープ、広島カープ:コーチ）：久留米市
- 鐘井裕治（南海ホークス、同球団コーチ）：宗像郡宗像町
- 神島崇（日本ハムファイターズ）：宗像市
- 唐崎信男（南海ホークス）：
- 川﨑義文（横浜ベイスターズ→オリックス・ブルーウェーブ→名古屋産業大学野球部コーチ）：福岡市
- 河野元貴（読売ジャイアンツ）：北九州市
- 川原弘之（福岡ソフトバンクホークス、同球団スコアラー）：福岡市
- 河村章（大映スターズ→西鉄ライオンズ）：
- 川村博昭（太平洋クラブライオンズ）：嘉穂郡穂波町
- 喜田剛（阪神タイガース→広島東洋カープ→オリックス・バファローズ→横浜ベイスターズ）：福岡市
- 城戸則文（西鉄ライオンズ→ヤクルトスワローズ、西武ライオンズコーチ）
- 木谷良平（東京ヤクルトスワローズ、同打撃投手兼スコアラー）：北九州市小倉北区
- 草場康郎（ロッテオリオンズ）：
- 工藤博義（阪急ブレーブス）：遠賀郡水巻町
- 倉田晃（西鉄ライオンズ）：
- 桑野議（阪神タイガース、同球団コーチ）：北九州
- ★河野昭修（西鉄ライオンズ、同球団コーチ）
- 古賀正明（クラウンライターライオンズ→ロッテオリオンズ→読売ジャイアンツ→横浜大洋ホエールズ）：久留米市
- 小金丸満（ロッテオリオンズ→大洋ホエールズ）：
- 小島大作（千葉ロッテマリーンズ、登録名：ダイ）：行橋市
- ★小島昌也（オリックス・ブルーウェーブ→東北楽天ゴールデンイーグルス→オリックス・バファローズ）
- ★小鶴誠（中部日本ドラゴンズ→急映フライヤーズ→大映スターズ→松竹ロビンス→広島カープ、サンケイスワローズ→阪神タイガース:コーチ）：飯塚市
- 小林浩二（大洋ホエールズ）：
- 小林亮寛 （千葉ロッテマリーンズ→高陽ワンダーズ）
- ★小淵泰輔（西鉄ライオンズ→中日ドラゴンズ→サンケイアトムズ、ヤクルトスワローズ；コーチ）：
- 小松時男（西鉄ライオンズ）：
- 才所俊郎（読売ジャイアンツ→西鉄ライオンズ）：
- 財前貴男（読売ジャイアンツ）：遠賀郡遠賀町
- 斎藤英雄（近鉄バファローズ）：
- 坂井勝二（ロッテオリオンズ→大洋ホエールズ→日本ハムファイターズ）
- 坂田将人（福岡ソフトバンクホークス→栃木ゴールデンブレーブス→茨城アストロプラネッツ）：朝倉市
- 阪口忠昭（西鉄・太平洋クラブライオンズ）
- 坂本充（コロラド・ロッキーズ・マイナー）：
- 佐藤玖光（太平洋クラブライオンズ→広島東洋カープ）：福岡市
- 定岡卓摩（福岡ソフトバンクホークス→千葉ロッテマリーンズ→東北楽天ゴールデンイーグルス、横浜DeNAベイスターズ打撃投手）：福岡市
- 佐竹健太（広島東洋カープ→東北楽天ゴールデンイーグルス、東北楽天→広島打撃投手）：北九州市
- 佐藤玖光 （太平洋クラブライオンズ → 広島東洋カープ）
- 執行重徳（ヤクルトアトムズ）：飯塚市
- 篠原貴行（福岡ソフトバンクホークス→横浜DeNAベイスターズ・同投手コーチ）：福岡市
- 柴田講平（阪神タイガース→千葉ロッテマリーンズ）：北九州市
- ★柴田崎雄（西鉄軍→東京巨人軍）：
- 柴原洋（福岡ソフトバンクホークス）：北九州市
- 島田誠（日本ハムファイターズ→福岡ダイエーホークス、福岡ソフトバンクホークス→横浜ベイスターズ：コーチ）
- 縞田拓弥（オリックス・バファローズ）：福岡市
- 白仁田寛和（阪神タイガース→オリックス・バファローズ）：糸島郡志摩町（現：糸島市）
- ★新富卯三郎（大日本東京野球倶楽部→阪急軍）：
- 末永吉幸（日本ハムファイターズ→中日ドラゴンズ→ロッテオリオンズ）：
- ★末吉俊信（毎日オリオンズ）：
- 住吉重信（阪急ブレーブス）：
- 清家政和（阪神タイガース→西武ライオンズ→ヤクルトスワローズ、埼玉西武ライオンズ、東北楽天ゴールデンイーグルス：コーチ）：北九州市小倉北区
- 瀬戸輝信（広島東洋カープ、 同球団コーチ）：福岡市城南区
- 苑田聡彦（広島東洋カープ、 同スカウト統括部長）：
- 高岡英司（中日ドラゴンズ）：
- 高木渉（埼玉西武ライオンズ）：朝倉市
- 高島正義（東映フライヤーズ）：
- 髙城俊人（横浜DeNAベイスターズ→オリックス・バファローズ→横浜DeNAベイスターズ、同ブルペン捕手）：福岡市東区
- 高野一彦（東映フライヤーズ）：
- 髙山凌（火の国サラマンダーズ）
- ★滝内弥瑞生（西鉄ライオンズ、監督コーチ歴：西武ライオンズ、近鉄バファローズ）：
- 宅和本司（南海ホークス→近鉄バファローズ）：北九州市門司区
- ★武末悉昌（南海ホークス→西鉄ライオンズ→高橋ユニオンズ・トンボユニオンズ、西鉄ライオンズコーチ・ 同二軍監督）
- 竹下真吾（東京ヤクルトスワローズ）：北九州市
- 岳野竜也（埼玉西武ライオンズ）：糟屋郡志免町
- 田島克彦（阪急ブレーブス）：
- 田中和博（広島東洋カープ）：大川市
- 田中賢介（北海道日本ハムファイターズ）：筑紫野市
- 田中勉（西鉄ライオンズ→中日ドラゴンズ）
- 田中直樹（福岡ソフトバンクホークス）：
- 田中学（日本ハムファイターズ）：山門郡山川町
- 田中瑞季（福岡ソフトバンクホークス→千葉ロッテマリーンズ）：久留米市
- 谷川昌希（阪神タイガース→北海道日本ハムファイターズ）：八女市
- ★玉井栄（大阪タイガース）：
- 田村恵（広島東洋カープ、広島東洋カープスコアラー ・スカウト）
- 樽見金典（読売ジャイアンツ、同球団スコアラー）
- 千頭久米夫（西鉄ライオンズ→東映フライヤーズ）：
- 千代丸亮彦（広島東洋カープ）：北九州市小倉南区
- 鶴崎茂樹（南海ホークス→日本ハムファイターズ）：福岡市
- 柄崎英樹（大洋ホエールズ）：
- ★塚本悦郎（西鉄ライオンズ→東映フライヤーズ）：
- ★天保義夫（阪急ブレーブス、同球団コーチ）：北九州市（旧門司市）
- 寺岡寛治（東北楽天ゴールデンイーグルス）：糟屋郡粕屋町
- 寺田陽介（南海ホークス→中日ドラゴンズ→東映フライヤーズ）：福岡市
- 寺田吉孝（近鉄バファローズ→ヤクルトスワローズ→広島東洋カープ、コーチ歴・南海ホークス）：福岡市
- 東野葵（埼玉西武ライオンズ）：福岡市南区
- 豊原哲也（阪神タイガース）：北九州市小倉北区
- 鳥谷元（中日ドラゴンズ→広島東洋カープ）：豊前市
- 永池恭男（横浜大洋ホエールズ・横浜ベイスターズ →読売ジャイアンツ→大阪近鉄バファローズ→東北楽天ゴールデンイーグルス、東北楽天ゴールデンイーグルス・横浜DeNAベイスターズコーチ）：春日市
- 中尾敏浩（東京ヤクルトスワローズ）：福岡市
- 中島彰吾（東京ヤクルトスワローズ→デ・フラスコニング・ツインズ→シドニー・ブルーソックス）：小郡市
- 中島俊哉（オリックス・ブルーウェーブ→東北楽天ゴールデンイーグルス）：筑後市
- 中島執（読売ジャイアンツ→大洋ホエールズ）：
- ★永利勇吉（阪急ブレーブス→西日本パイレーツ→西鉄ライオンズ）：
- 中原朝日（日本ハムファイターズ）：
- 中原勇一（元中日ドラゴンズ、 同球団スカウト）
- 中村恭平（広島東洋カープ）：福岡市博多区
- 中村浩一（福岡ソフトバンクホークス）：
- 中村武義（日本ハムファイターズ）：柳川市
- 中村真崇（広島東洋カープ）：北九州市
- ★流敏晴（阪急ブレーブス、長崎国際大学硬式野球部監督）：北九州市
- 縄田洋海（太平洋クラブライオンズ）：
- 西江一郎（大阪タイガース→東映フライヤーズ）：飯塚市
- ★西尾裕（南海ホークス、八幡大学硬式野球部監督）：
- 西﨑聡（東京ヤクルトスワローズ）：糸島市（旧糸島郡志摩町）
- 西﨑伸洋（横浜ベイスターズ）：糸島市（旧糸島郡志摩町）
- 西村悟（徳島インディゴソックス→福岡レッドワーブラーズ→愛媛マンダリンパイレーツ）：古賀市
- ★西村俊二（近鉄バファローズ）
- 西村英嗣（中日ドラゴンズ→福岡ダイエーホークス）：みやま市（旧三池郡高田町）
- 二保旭（福岡ソフトバンクホークス→阪神タイガース→千葉ロッテマリーンズ） ：行橋市
- ★野口正明（名古屋軍→金星スターズ→西鉄ライオンズ）：飯塚市
- 野田雲平（近鉄バファローズ）：鞍手郡小竹町
- 野田昇吾（埼玉西武ライオンズ）：糸島市
- 能登原将（愛媛マンダリンパイレーツ）：
- 橋野昭南（西鉄ライオンズ）：旧若松市
- 橋本孝志（近鉄バファローズ）：
- 服部文夫（千葉ロッテマリーンズ）：
- 花田真人（東京ヤクルトスワローズ）：福岡市
- 早川実（中日ドラゴンズ、同球団コーチ）：
- 原勝彦（近鉄パールス）：
- ★伴勇資（西鉄ライオンズ→東急フライヤーズ→大映スターズ、柳川商業・国士舘大学監督）：福岡市
- 伴義太郎（阪神タイガース）：大野城市
- 樋口一紀（千葉ロッテマリーンズ→中日ドラゴンズ→千葉ロッテマリーンズ→阪神タイガース）：久留米市
- 樋口龍美（中日ドラゴンズ）：朝倉市
- 桧山泰浩（近鉄バファローズ、現在は司法書士、早稲田セミナー専任講師）
- 平井誠一（近鉄バファローズ→西鉄ライオンズ）：
- 平野進也（新潟アルビレックスBC、新潟アルビレックスBC→滋賀ユナイテッドベースボールクラブ：コーチ）：久留米市
- 広畑塁（読売ジャイアンツ→ウィーン・ワンダラーズ（ドイツ語版）→大分B-リングス→KAMIKAWA・士別サムライブレイズ→火の国サラマンダーズ選手兼任コーチ）：飯塚市
- 深谷亮司（オリックス・ブルーウェーブ、徳島インディゴソックス・福岡レッドワーブラーズ・NOMOベースボールクラブ・熊本ゴールデンラークス：コーチ）：筑後市
- 福澤洋一（元千葉ロッテマリーンズ、同球団二軍監督・スカウト）：飯塚市
- 福島秀喜（日本ハムファイターズ）：糟屋郡新宮町
- 福山龍太郎（福岡ダイエーホークス、同球団スカウト）：北九州市
- ★藤井将雄（福岡ダイエーホークス）：福岡市西区（出生地）
- 藤岡貞明（横浜大洋ホエールズ）：
- 藤川俊介（阪神タイガース）：嘉穂郡桂川町
- 藤崎靖彦（読売ジャイアンツ）：北九州市
- 藤野正剛（西鉄ライオンズ→横浜大洋ホエールズ）
- 藤吉優（元中日ドラゴンズ）：那珂川市
- 二村忠美（日本ハムファイターズ→横浜大洋ホエールズ→日本ハムファイターズ）：三潴郡大木町
- 古本武尊（中日ドラゴンズ）：福岡市南区
- 古屋哲美（西鉄ライオンズ）：
- 帆足和幸（埼玉西武ライオンズ→福岡ソフトバンクホークス、福岡ソフトバンクホークス：打撃投手・球団職員）：小郡市
- 屏道夫（読売ジャイアンツ）：
- 外園正（読売ジャイアンツ）：北九州市
- 舞野健司（ロッテオリオンズ）：田川市
- 前田浩継（オリックス・ブルーウェーブ→ヤクルトスワローズ→千葉ロッテマリーンズ）：宗像市
- 前田幸長（ロッテオリオンズ→中日ドラゴンズ→読売ジャイアンツ→米マイナー3Aのオクラホマ・レッドホークス。現KBC野球解説者）：那珂川市
- 真木将樹（大阪近鉄バファローズ→読売ジャイアンツ→カルガリー・アウトローズ）：北九州市小倉北区
- 町豪将（オリックス・バファローズ、同球団職員）：久留米市
- 松浦耕大（広島東洋カープ）：北九州市
- 松浦正（中日ドラゴンズ→南海ホークス）：北九州市
- 松永浩美（阪急ブレーブス→阪神タイガース→福岡ダイエーホークス）：北九州市八幡西区生まれ、八幡東区育ち
- 松本俊一（東映フライヤーズ）：
- 松本友（東京ヤクルトスワローズ）：糟屋郡宇美町
- 真弓明信（クラウンライターライオンズ→阪神タイガース、大阪近鉄バファローズコーチ、阪神タイガース監督）：大牟田市（熊本県玉名郡南関町生まれ）
- 丸山泰嗣（千葉ロッテマリーンズ→東京ヤクルトスワローズ）
- 水上靜哉（東映フライヤーズ→大阪タイガース）：福岡市
- 溝口大樹（福岡ソフトバンクホークス）：北九州市
- ★簑原宏（南海ホークス→東映フライヤーズ）：福岡市
- 三瀬雅康（高橋ユニオンズ）：
- ★三船正俊（大阪タイガース→東映フライヤーズ）：山田市(現:嘉麻市)
- ★三村勲（中部日本ドラゴンズ→急映フライヤーズ→大映スターズ→松竹ロビンス→広島カープ）：
- ★宮川孝雄（広島東洋カープ、同球団スカウト）：
- ★宮崎康之（早稲田大学野球部監督）
- ★三好守（西鉄ライオンズ）：
- 村井一男（西武ライオンズ→中日ドラゴンズ）：筑紫野市
- 森章剛（中日ドラゴンズ→北海道日本ハムファイターズ、愛知ディオーネヘッドコーチ）：久留米市
- 森辰夫（福岡レッドワーブラーズ→愛媛マンダリンパイレーツ）：福岡市
- 森雄大（東北楽天ゴールデンイーグルス）：福岡市
- 森倫太郎（徳島インディゴソックス→福岡レッドワーブラーズ）：福岡市
- ★森下整鎮（南海ホークス、南海ホークス・中日ドラゴンズ・横浜大洋ホエールズ・兄弟エレファンツ：コーチ）：北九州市
- ★森田実（名古屋金鯱軍→大洋軍）：
- 安田猛（ヤクルトスワローズ）：北九州市
- 矢野俊一（横浜大洋ホエールズ→ロッテオリオンズ）：大牟田市
- 矢ノ浦国満（近鉄バファローズ）：（満州生まれ）
- 山崎正貴（オリックス・バファローズ）：福岡市
- 山下浩宜（元読売ジャイアンツ）：北九州市八幡西区
- 山田勝国（近鉄バファローズ→ヤクルトアトムズ）：
- 山田武史（読売ジャイアンツ→福岡ダイエーホークス）：
- 山本和生（読売ジャイアンツ、同球団コーチ）：
- 山本和範（近鉄バファローズ→福岡ダイエーホークス→ 大阪近鉄バファローズ）：北九州市八幡東区
- 横松寿一（広島東洋カープ）：北九州市戸畑区
- 横山晴久（日本ハムファイターズ）：北九州市
- 吉原正平（千葉ロッテマリーンズ → 同打撃投手兼2軍用具補佐）
- 吉元伸二（ヤクルトスワローズ）：宗像市
- 与田剛（中日ドラゴンズ→千葉ロッテマリーンズ →日本ハムファイターズ→阪神タイガース、東北楽天ゴールデンイーグルスコーチ、中日ドラゴンズ一軍監督）：北九州市（出生地）
- 龍憲一（東映フライヤーズ→広島東洋カープ、広島東洋カープ・太平洋クラブライオンズ：コーチ、広島経済大学監督）：福岡市
- ★龍隆行（東京オリオンズ→東京ドラゴンズ）：
- 若菜嘉晴（西鉄ライオンズ→阪神タイガース→横浜大洋ホエールズ、福岡ダイエーホークスコーチ）:筑後市
- 若松駿太（中日ドラゴンズ→栃木ゴールデンブレーブス→福島レッドホープス選手兼任コーチ）：久留米市
- 渡辺清（阪急ブレーブス→大洋ホエールズ）：
- 渡辺健史（福岡ソフトバンクホークス、同球団打撃投手）：八女郡広川町
- 渡辺弘基（阪急ブレーブス→広島東洋カープ）

審判
- 芦原英智（プロ野球審判員）：
- 有隅昭二（元ヤクルトスワローズ投手 → プロ野球審判員）：糟屋郡
- 井上忠行（元西鉄ライオンズ → プロ野球審判員）
- 敷田直人（プロ野球審判員）：北九州市
- 村田康一（プロ野球審判員）

アマチュア野球・その他
- ★生原昭宏（日米間の野球交流発展に尽力。2002年野球殿堂入り）：田川郡香春町
- 石井康雄（日産自動車九州硬式野球部）：北九州市
- ★角地孫之助（八幡製鉄）：飯塚市
- 熊丸武志（Honda熊本硬式野球部）：
- 中村順司（名古屋商科大学野球部監督、元PL学園高等学校野球部監督）：中間市
- ★中村裕二（住友金属野球団）：飯塚市
- 開田博勝（三菱重工長崎硬式野球部）
- 福嶋一雄（元野球選手。旧制小倉中学校投手。2013年野球殿堂入り）
- 松永怜一（アマチュア野球の指導者、1984年ロサンゼルス五輪の野球日本代表監督。2007年野球殿堂入り）：北九州市

### サッカー
海外
- 金古聖司（タイ・ディヴィジョン1リーグ アーントーンFC）
- 田代有三（オーストラリア ウーロンゴン・ウルブス）：福岡市
- 冨安健洋（イングランド、プレミアリーグ アーセナル）
- 長野聡（タイ・プレミアリーグ バンコクFC）：みやこ町

Jリーグ
- 本山雅志（ギラヴァンツ北九州）：北九州市
- 東慶悟（FC東京。2012年ロンドン五輪サッカー日本代表）：北九州市
- 井手口陽介（ガンバ大阪）：福岡市
- 平山相太（ベガルタ仙台）：北九州市
- 大久保嘉人（東京ヴェルディ）：苅田町
- 牟田雄祐（いわてグルージャ盛岡）：福岡市
- 大武峻（ジュビロ磐田、2013年夏季ユニバーシアード日本代表）：筑前町
- 清水航平（サンフレッチェ広島）：宗像市
- 赤星拓（サガン鳥栖）：福岡市
- 石井快征（サガン鳥栖）
- 本田風智（サガン鳥栖）
- 池元友樹（ギラヴァンツ北九州）：北九州市
- 城後寿（アビスパ福岡）：久留米市
- 末吉隼也（SC相模原）：北九州市
- 鈴木惇（アビスパ福岡）：福岡市
- 三島勇太（アビスパ福岡）：北九州市
- 崎村祐丞（アビスパ福岡）
- 北島祐二（アビスパ福岡）：小郡市
- 梶原夕希也（ギラヴァンツ北九州）：北九州市
- 山本義道（横浜F・マリノス）：北九州市
- 弓崎恭平（カターレ富山）：遠賀町
- 山形辰徳（カターレ富山）：北九州市
- 田中佑昌（カターレ富山）：八女市
- 衛藤裕（カターレ富山）：大野城市
- 近藤徹志（カターレ富山）：福岡市
- 田中達也（大分トリニータ）
- 島屋八徳（徳島ヴォルティス）：北九州市
- 大畑歩夢（サガン鳥栖）
- 山下敬大（ジェフユナイテッド千葉）：田川郡
- 松尾篤  (元V・ファーレン長崎)(現サウルコス福井)：北九州市小倉南区
- 熊本雄太（モンテディオ山形）：田川市
- 馬渡洋樹（ファジアーノ岡山FC）
- 丸本侑平（藤枝MYFC）
- 田中智大（ブラウブリッツ秋田）
- 平岡将豪（AC長野パルセイロ）
- 前田央樹（ギラヴァンツ北九州）

JFL
- 古賀誠史（元SC相模原）：大川市
- 瓜生昂勢（FC今治）
- 田上渉（元HOYO大分）
- 小井手翔太（奈良クラブ）

地域リーグ
- 柿本健太（FC鈴鹿ランポーレ）：北九州市小倉南区
- 星野真悟（佐川急便中国サッカー部）
- 財津俊一郎（元FCガンジュ岩手）：飯塚市
- 平田俊英（FC刈谷）

女子サッカー
- 磯金みどり（元日本代表、ジェフユナイテッド市原・千葉レディース）
- 杉田妃和（日本代表、INAC神戸レオネッサ）：北九州市若松区
- 猶本光（日本代表、SCフライブルク）：小郡市
- 柴田華絵（日本代表、浦和レッドダイヤモンズ・レディース）：北九州市

元選手・指導者・関係者
- 足立修（元京都パープルサンガ、現サンフレッチェ広島スカウト）
- 有光亮太（元V・ファーレン長崎）
- 有村光史（元ロアッソ熊本）
- 古賀正紘（元アビスパ福岡）
- 生津将司（元アビスパ福岡、元サガン鳥栖、元ニューウェーブ北九州）
- 小川久範（元アビスパ福岡）
- 川田和宏（元ブラウブリッツ秋田）
- 近藤隆信（元アビスパ福岡）
- 栄井健太郎（元アビスパ福岡）
- 佐々木丈文（元アビスパ福岡）
- 原田憲知（元アビスパ福岡）
- 宮原裕司（元アビスパ福岡、現ガンバ大阪コーチ）
- 山形恭平（元アビスパ福岡、V・ファーレン長崎）
- 矢野健太郎（元アビスパ福岡）
- 八田康介（元アビスパ福岡）
- 山口和樹（元アビスパ福岡）
- 千疋美徳（ギラヴァンツ北九州地域・普及担当部長）：北九州市
- 重光貴葵（元ギラヴァンツ北九州）：北九州市
- 中山英樹（元サガン鳥栖GKコーチ）：福岡市
- 奈良崎寛（元サガン鳥栖選手、現サガンドリームス社員）
- 大場啓（元徳島ヴォルティス）
- 片岡功二（元徳島ヴォルティス）
- 久保竜彦（元サンフレッチェ広島 → 横浜F・マリノス → 横浜FC → 広島 → ツエーゲン金沢）：朝倉郡筑前町
- 小島宏美（元FC岐阜）
- 高嵜理貴（元鳥栖 → 市原 → 鹿島 → 大分 → 名古屋。現北九州GKコーチ）
- 高野剛（元シアトル・サウンダーズFC、前アビスパ福岡通訳兼コーチ）
- 高橋大輔（元大分 → セレッソ大阪）
- 高橋直樹（元アルビレックス新潟）
- 富永康博（元コンサドーレ札幌、現ファジアーノ岡山GKコーチ）：北九州市
- 豊原慎二（元ザスパ草津、現：FBSアナウンサー）：福岡市
- 中村圭介（ツエーゲン金沢フィジカルコーチ）
- 永冨裕也（元カターレ富山）
- 西政治（元ヴァンフォーレ甲府）
- 平山智也（元グルージャ盛岡）：飯塚市
- 藤野英明（セレッソ大阪フィジカルコーチ）
- 本田泰人（元鹿島アントラーズ）：北九州市
- 佐々木洋(元セレッソ大阪):北九州市
- 前田治（元全日空サッカークラブ→横浜フリューゲルス、元日本代表）：福岡市
- 松本良一（サンフレッチェ広島トップチームフィジカルコーチ）： 北九州市
- 横内昭展（サンフレッチェ広島トップチームコーチ）
- 手島和希（元京都サンガF.C.：現京都サンガF.C.アカデミーセンターコーチ）
- 吉岡宏（元東京ヴェルディGKコーチ）
- 吉田賢太郎（ベガルタ仙台コーチ）
- 大坪博和（元佐川印刷SC）：大川市
- 吉瀬広志（元ガイナーレ鳥取）：春日市
- 三好拓児（元FC琉球）：北九州市
- 山下芳輝（元福岡 → 仙台 → 柏 → 大宮 → 栃木 → 琉球）：福岡市
- 柿本倫明（元松本山雅）：京都郡みやこ町
- 吉永一明（現山梨学院大学附属高等学校サッカー部監督、元清水エスパルスサテライト監督）：北九州市
- 大歯裕子（元サッカー日本女子代表、日本体育大学 → 福岡J・アンクラス → 伊賀フットボールクラブくノ一）
- 齋藤誠一（元佐川印刷SC：現湘南ベルマーレGKコーチ）
- 桑原剛（元コンサドーレ札幌）：福岡市
- 真子秀徳（元ファジアーノ岡山、現同チーム育成コーチ）；福岡市
- 千代反田充（元アビスパ福岡、アルビレックス新潟、徳島ヴォルティスほか、元名古屋グランパススクールコーチ）
- 時久省吾（元ヴァンフォーレ甲府、ギラヴァンツ北九州、FC岐阜）：行橋市
- 段原一詞（高校サッカー指導者）

### バレーボール

#### 男子
- ★南将之（1972年ミュンヘンオリンピック日本代表金メダリスト）※福岡市
- 宮下雅寛（JTサンダーズ）※福岡市
- 白澤健児（パナソニック・パンサーズ）※宗像市

#### 女子
- 横山樹理（飯塚高等学校女子バレーボール部監督・1976年モントリオールオリンピック日本代表金メダリスト）※北九州市
- 江藤直美（JTマーヴェラス）※北九州市
- 坂本久美子（デンソー・エアリービーズ ← オレンジアタッカーズ）※糟屋郡
- 竹下佳江（JTマーヴェラス・全日本女子主将・2012年ロンドンオリンピック銅メダリスト）※北九州市
- 吉田あい（久光製薬スプリングス）※上毛町
- 佐田樹理（日立佐和リヴァーレ ← JTマーヴェラス）※大刀洗町
- 河村めぐみ（モデル ← NECレッドロケッツ）※北九州市
- 餅田千佳（PFUブルーキャッツ）※北九州市
- 香野晶子（パイオニアレッドウィングス）※福岡市
- 岩坂名奈（久光スプリングス）※福岡市南区
- 和才奈々美（PFUブルーキャッツ）※北九州市
- 長岡望悠（久光スプリングス）※山川町 - 現※みやま市
- 合屋咲希（PFUブルーキャッツ）※糟屋郡

### バスケットボール
ライジングゼファーフクオカ
- 石谷聡：方城町（現:福智町）
- 加納督大：那珂川市
- 小林大祐
- 薦田拓也：福岡市
- 堤啓士朗：福岡市
- 山下泰弘

その他Bリーグ球団
- 阿部友和（千葉ジェッツ）
- 金丸晃輔（シーホース三河）
- 寒竹隼人（島根スサノオマジック）：福岡市
- 熊谷尚也（リンク栃木ブレックス）
- 関屋心（岩手ビッグブルズ）
- 徳永林太郎（香川ファイブアローズ）：福岡市
- 中園隆一郎（鹿児島レブナイズ）
- 橋本竜馬（シーホース三河）
- 比江島慎（宇都宮ブレックス）
- 藤江建典（秋田ノーザンハピネッツ）
- 藤原隆充（群馬クレインサンダーズ）：北九州市

女子バスケットボール
- 内尾聡菜（富士通レッドウェーブ）
- 大庭久美子（デンソーアイリス）
- 金原沙織（山梨クィーンビーズ）
- 金原彩姫（トヨタ自動車アンテロープス）
- 津野彩華（日立ハイテク クーガーズ）
- 林咲希（JX-ENEOSサンフラワーズ、2020年東京五輪銀メダリスト）：糸島市
- 藤吉佐緒里（シャンソンVマジック）
- 松本咲（三菱電機コアラーズ）
- 山田久美子（JX-ENEOSサンフラワーズ）
- 渡邉亜弥（三菱電機コアラーズ）

元選手・指導者・その他
- 青木康平：福岡市
- 有馬浩平（元ライジング福岡）
- 岩隈隆士（元日立）
- 梅嵜英毅（JX-ENEOSヘッドコーチ）
- 梅嵜周毅（元豊田通商。現・環太平洋大学監督。梅嵜英毅の弟）
- 鹿毛誠一郎（元浜松・東三河フェニックス。現・アシスタントコーチ）：北九州市
- 川面剛（元松下電器 → ライジング福岡）：北九州市
- 桑原義典（元オーエスジー → 東芝）：北九州市
- 後藤敏博（元熊谷組 → いすゞ自動車。現・トヨタ自動車女子ヘッドコーチ）

：福岡市
- 篠原隆史（元東芝）
- 田中輝明（元東芝ヘッドコーチ）
- 中原雄（元いすゞ自動車。現・専修大学監督）
- 平井崇士（元ライジング福岡 → 大分ヒートデビルズ）
- 藤本浩太郎（元三菱電機。現・アシスタントコーチ）
- 山口健太郎（元アイシン → 九州電力）
- 井上早希（元日本航空）
- 岡山華織（元日立ハイテク）
- 瀬崎理奈（羽田）
- 平田紘美（元トヨタ自動車。現・アシスタントコーチ）
- 三木聖美（元シャンソン化粧品）：北九州市
- 山口里美（元共同石油）

### テニス
- ★熊谷一弥（アントワープ五輪銀メダリスト）：大牟田市
- 福井烈：北九州市門司区
- ★山岸二郎：北九州市門司区

### 大相撲
現役
- 大雷童太郎（十両・高田川部屋）：大野城市

年寄（親方）
- 浅香山（元大関・魁皇博之）：直方市
- 秀ノ山（元大関・琴奨菊和弘）：柳川市
- 間垣（元前頭・竹葉山真邦）：うきは市

元力士
- ★雲龍久吉（10代横綱）：柳川市（旧山門郡大和町）
- ★不知火光右衛門（11代横綱）：嘉麻市
- ★梅ヶ谷藤太郎 (初代)（15代横綱）：朝倉市
- ★沖ツ海福雄（元関脇）：宗像市
- 益荒雄広生（元関脇・12代阿武松）：田川郡糸田町
- ★大潮清治郎（元小結）：大川市
- ★大潮憲司（元小結、8代式秀）：北九州市八幡東区
- 松鳳山裕也（元小結）：築上郡築上町
- 玉輝山正則（元小結）：糸島市（旧前原市）
- 前乃臻康夫（元小結）：飯塚市
- 琴春日桂吾（元前頭）：春日市
- 琴剣淳弥（元三段目・相撲漫画家）：田川郡香春町
- 貴ノ嶺明彦（元前頭）：水巻町
- 栃乃藤達之（元前頭）：糸島市（旧糸島郡志摩町）
- 豊ノ海真二（元前頭）：豊前市
- 大喜鵬将大（元前頭）：飯塚市
- ★藤田山忠義（元前頭、元プロレスラー）：田川市
- ★若杉山豊一（元前頭）：糟屋郡志免町
- ★豊登道春（元前頭、元プロレスラー）：田川郡福智町
- ★筑後山一政（元十両）：柳川市
- ★豊ノ花光義（元十両）：北九州市
- 玄海桃太郎（元十両）：福岡市
- 皇牙篤（元十両、弓取り力士）：直方市
- 琴乃峰篤実（元十両）：福岡市
- 琴禮巨樹（元十両）：築上郡築上町
- 入江正登（元幕下）：水巻町
- 藤本悠介（元幕下）：田川郡福智町
- 飛天龍貴信（元十両）:福岡市南区

### 柔道
- 日下部基栄（シドニー五輪銅メダリスト）：福岡市
- 素根輝（2020年東京五輪金・銀メダリスト）：久留米市
- 園田勇（モントリオール五輪金メダリスト）：柳川市
- 園田隆二（全日本柔道連盟女子日本代表監督。1993年世界選手権男子60kg級優勝）：大牟田市
- 谷亮子（シドニー五輪、アテネ五輪金メダリスト。元参議院議員）：福岡市
- 中村兼三（アトランタ五輪金メダリスト）：福岡市
- 中村行成（アトランタ五輪銀メダリスト）：福岡市
- 中村佳央：福岡市
- 西田孝宏（山梨学院大学柔道部総監督）：甘木市（現・朝倉市）
- 二宮和弘（モントリオール五輪金メダリスト）：福岡市
- ★松本安市：久留米市

### 空手
- 池田祥規
- 石橋雅史
- 井上誠吾
- 奥田正勝（総合格闘家としても活動）
- 川畑幸一
- 西村拳
- 廣重毅
- 宮原美穂
- 永島謙宗

### 総合格闘技
- 門馬秀貴
- 吉田幸治（元プロボクサー）

### ボクシング
男子プロボクサー
- 有永政幸：福岡市
- 石井武志：うきは市
- 鬼塚勝也（元WBA世界スーパーフライ級チャンピオン）：北九州市
- 小熊坂諭：筑後市
- 越本隆志（元WBC世界フェザー級チャンピオン）：福岡市
- 坂本博之：田川市
- 瀬筒陸斗：糟屋郡
- 大之伸くま：宗像郡福間町（現福津市）
- 田中敏朗
- 豊嶋亮太：糸島市
- 鳥居健二：大牟田市
- 永野祐樹:大牟田市
- パンサー柳田：福岡市
- 松本博志：北九州市
- 三浦広光（元総合格闘家）：うきは市
- 八尋史朗：糟屋郡
- 山中大輔：太宰府市
- 米倉健司：直方市
- 和田峯幸生：直方市

女子プロボクサー
- 黒木優子（WBC女子世界ミニフライ級チャンピオン）：福岡市中央区
- 古賀友子：大牟田市
- 葉月さな（東洋太平洋女子ミニマム級チャンピオン）：久留米市
- 平山夢（日本フライ級チャンピオン）：福岡市
- 山田紗暉：飯塚市生まれ糸島市出身
- 山田真子（元キックボクサー。WBO女子世界ミニフライ級チャンピオン。山田紗暉の妹）：糸島市

アマチュアボクシング
- 古賀俊憲（モントリオール五輪代表）

### プロレスラー
- 旭志織 (KAIENTAI DOJO)：福津市
- 彩羽匠（マーベラス）
- 岩田美香（センダイガールズ）
- 坂口征二（新日本プロレス相談役）：久留米市
- 佐々木健介（ダイヤモンドリング）：福岡市
- 磁雷矢（九州プロレス）：福岡市
- 炭谷信介（プロレスリングLAND'S END）：福岡市
- 高野拳磁：北九州市
- 田中純二（九州プロレス）：糸島市（旧前原市）
- 筑前りょう太（九州プロレス）：福岡市
- つぼ原人：久留米市
- デビル雅美：北九州市若松区
- 中嶋勝彦（ダイヤモンドリング）：福岡市
- 浪口修：北九州市
- NOZOMI：福岡市
- 春山香代子（JWP女子プロレス）：福岡市
- 富豪2夢路:遠賀郡芦屋町
- 渕正信（全日本プロレス）：北九州市
- 舞華（スターダム）
- 間下隼人（リアルジャパンプロレス）：遠賀郡
- 山下実優（東京女子プロレス）
- ライディーン鋼（JWP女子プロレス）

### 自転車競技
- 久家英和：糸島市

#### 競輪選手
- 池上あかり*
- 池尻浩一 - 広川町
- 一丸尚伍：北九州市
- 小川博美
- 加倉正義 - 大牟田市
- 北津留翼 - 北九州市
- 児玉碧衣* - 大野城市
- 坂本健太郎
- 坂本亮馬 - 久留米市
- 紫原政文 - 久留米市
- 〆野久人
- 園田匠 - 築上町
- 戸上守
- 中野浩一 - 久留米市
- 平田崇昭 - 八女市
- 森美紀* - 北九州市
- 矢野光世* - 福岡市
- 吉岡稔真 - 北九州市

### 競艇
- 植木通彦：北九州市
- 瓜生正義：飯塚市
- 小野生奈
- 平田忠則：博多区
- 鳥飼眞：福岡市
- 渡辺裕介（解説者）：福岡市

### 競馬
- 内田博幸（騎手）：久留米市
- 浜中俊（騎手）：北九州市
- 柴田光陽（元騎手・調教師）
- 高井彰大（騎手）
- 野中賢二（調教師）
- 的場文男（騎手）：大川市

### 陸上競技
- 荒木久美（マラソン・長距離）：小郡市
- 君原健二（メキシコ五輪マラソン銀メダリスト）
- 金哲彦（長距離）：北九州市門司区
- 鯉川なつえ（長距離）：福岡市
- サニブラウン・アブデル・ハキーム（短距離）：北九州市生まれ、宗像市出身
- 重松森雄（マラソン元世界記録保持者）
- 菅田雅香（長距離）：北九州市八幡西区
- 谷川真理（マラソン）
- 野口安忠（砲丸投）
- 畑瀬聡（砲丸投元日本記録保持者）
- 藤井翼（長距離・マラソン）
- 山本浩之（車いす陸上競技選手）

### フィギュアスケート
- 中庭健介
- 南里康晴：福岡市

### 水泳
- 酒井志穂（世界水泳ローマ2009背泳ぎ出場、日本記録保持者）：古賀市
- 坂井聖人（リオデジャネイロオリンピック 200mバタフライ銀メダリスト）：柳川市
- 柴田亜衣（2004年アテネ五輪800m自由形金メダリスト）：太宰府市生まれ
- 鈴木聡美（2012年ロンドン五輪競泳メダリスト）：遠賀郡遠賀町
- 野瀬瞳
- ★葉室鐵夫（1936年ベルリン五輪200m平泳ぎ金メダリスト）：福岡市

### ゴルフ
- 井上りこ：福岡市
- 小田孔明（第34回グリーンハット賞受賞）：田川市
- 北田瑠衣：福岡市
- 辻村明須香：田川市
- 手嶋多一（2001年度日本オープンゴルフ選手権競技の覇者）：田川市
- 時松隆光：那珂川市
- 橋本大地
- 馬場ゆかり：八女市
- 馬場由美子：八女市
- 東尾理子（野球解説者・東尾修の長女）：福岡市
- 藤池昇龍（元プロ野球選手）
- 藤田寛之：福岡市東区
- 三ヶ島かな
- 諸藤将次

### バドミントン
- 池田信太郎（北京五輪日本代表。日本ユニシス所属）：遠賀郡岡垣町
- 梶原大暉（2020年東京パラリンピック・2024年パリパラリンピック（車いすWH2）金メダリスト）：福岡市
- 栗原文音（リオデジャネイロオリンピック日本代表。日本ユニシス所属）：北九州市
- 潮田玲子（元選手。北京五輪、ロンドン五輪日本代表）：京都郡苅田町

### ソフトボール
- 上野由岐子（投手。北京五輪金メダリスト。ルネサステクノロジ高崎事業所女子ソフトボール部。 2020年東京五輪金メダリスト。ビックカメラ女子ソフトボール高崎所属）：福岡市
- 岡村奈々（投手）：北九州市
- 内藤恵美（内野手。シドニー五輪、アテネ五輪メダリスト。豊田自動織機所属）
- 藤本索子（内野手。北京五輪金メダリスト。レオパレス21所属）　現-出身校の体育教師：太宰府市
- 峰幸代（捕手。北京五輪金メダリスト。ルネサステクノロジ高崎事業所女子ソフトボール部。 2020年東京五輪金メダリスト。トヨタ自動車女子ソフトボール部所属）：福岡市

### ラグビー
- 秋田太朗
- 秋山哲平
- 麻生彰久（レフリー）：福岡市
- 阿刀裕嗣（日本代表選手）：福岡市
- 荒井康植
- 荒牧佑輔
- 有田啓介
- 有田将太
- 池田韻（レフリー）：福津市
- 石井龍司
- 石橋拓也（日本代表選手）
- 伊藤優希
- 伊藤大祐：久留米市
- 井上達木（セブンス日本代表選手）：北九州市
- 井上優士
- 入江順和（日本代表選手）：遠賀郡水巻町
- 祝原涼介：福岡市
- 岩佐賢人
- 岩村昂太
- 上田竜太郎
- 上本茂基
- 植山信幸（日本代表選手、早稲田大学監督）
- 瓜生靖治（日本代表選手）
- 浦川伸太郎
- 衞藤陽介
- 浦真人
- 榎本光祐
- 江渕まこと
- 大内田夏月
- 大窪光：京都郡
- 大椙慎也
- 大峯功三（福岡県立北筑高等学校監督）
- 大山貴弘
- 小川高廣
- 小川優輔
- 小田龍司
- 小野広大
- 小原渉
- 帯谷大介
- 梶川喬介
- 梶木真凜：福岡市
- 梶本聖一郎
- 桂口力（日本代表選手）
- 金子惠一
- 金堂礼
- 樺島亮太：宗像市
- 茅島雅俊
- 鎌田健太郎
- 香山良太
- 川﨑太雅
- 川嵜拓生
- 川地光節
- 河野悠輝
- 川原田徹
- 北川賢吾（日本代表選手）
- 木原音弥
- 木原優作
- 木村圭汰
- 木村貴大
- 久保修平（プロフェッショナルレフリー）：大野城市
- 久保優
- 熊谷皇紀（日本代表選手）
- 桑野詠真
- 黒川ラフィ
- 合谷和弘：大野城市
- 古賀駿汰
- 児玉健太郎
- 五郎丸歩（日本代表選手）：福岡市
- 五郎丸亮：福岡市
- 才田修二
- 才田智
- 左座正二郎
- 猿楽直希
- 塩山瑛大
- 鹿尾貫太
- 鹿尾みなみ
- 繁松哲大
- 染山茂範
- 島拓也
- 下川甲嗣:福岡市
- 白井善三郎（早稲田大学監督）
- 白濱弘章
- 秦啓祐
- 末藤雅宣：大牟田市
- 末永健雄
- 関屋駿
- 園田晃将
- 田井中啓彰
- 平翔太
- 高尾時流：福岡市
- 髙野恭二
- 髙野蓮
- 田代宙士
- 谷山隼大
- 谷山三菜子:福津市
- 崔凌也
- 冨岡鉄平（日本代表選手）
- 津岡翔太郎：福岡市
- 月田伸一
- 土谷深浩
- 土屋俊明（日本代表選手、九州ラグビーフットボール協会会長）：福岡市
- 土屋英明（日本代表選手）：福岡市
- 土山勇樹：福岡市
- 鶴田馨
- 殿元政仁：福岡市
- 豊田将万（日本代表選手）：福岡市
- 中尾康太郎
- 中島進護：福岡市
- 中園真司：久留米市
- 中井健人
- 長田いろは
- 永田花菜：福岡市
- 永富健太郎
- 永富晨太郎
- 中森隆太
- 中山義孝
- 永田隆憲（日本代表選手）
- 中靏隆彰：福岡市
- 中野将伍
- 中野裕太：北九州市
- 中村彰
- 中村悠人
- 中村正寿：福岡市
- 鍋島秀源
- 南里新
- 新島清（日本代表選手、福岡県立福岡高等学校監督）
- 西内勇二
- 西田創
- 布巻峻介
- 野田響:大牟田市
- 野田夢乃
- 早田健二
- 長谷川圭太
- 秦一平
- 畑田康太朗
- 畑田桜子
- 原田季郎
- 日高駿
- 日野剛志
- 百武優雅
- 平野翔平
- 廣瀬雄也:宗像市
- 福岡堅樹（日本代表選手）
- 福崎竜也
- 藤井達哉
- 藤井亮太
- 藤田雄一郎（東福岡自彊館中学校・東福岡高等学校監督）
- 淵上宗志（日本代表選手）
- 古川浩太郎:北九州市
- 古川聖人
- 古瀬健樹(レフリー):大野城市
- 古田真菜
- 堀部直壮
- 松尾大樹（日本代表選手）
- 前田樹(レフリー):北九州市
- 町田美陽:北九州市
- 牧野内翔馬
- 松尾将太郎
- 松浦康一
- 松浦祐太
- 松下潤一郎
- 松波昭哉
- 松本健志
- 丸山凜太朗
- 水本裕也
- 光安俊貴
- 南早紀（女子日本代表選手）
- 南善晴
- 三角公志
- 村上令：福岡市
- 村川浩喜
- 村田亙（日本代表選手、セブンス日本代表監督、専修大学監督）：福岡市城南区
- 森川稔之
- 森重隆（日本ラグビーフットボール協会会長、日本代表選手、新日鐵釜石選手兼任監督、福岡県立福岡高等学校監督）：福岡市
- 森山雄太
- 森勇登
- 藪内あゆみ：春日市
- 山下和人
- 山北純嗣
- 山﨑洋之
- 山下弘資：大野城市
- 山下昂大
- 山田章仁（日本代表選手）：北九州市
- 山田大生
- 山田久寿
- 山本英児
- 結城昭康（日本代表選手、早稲田大学監督）
- 吉村乙華
- 吉村紘：北九州市
- 和田耕二（日本代表選手）

### その他のスポーツ選手
- 秋山エリカ（元新体操選手）：福岡市
- 秋吉耕佑（ロードレーサー）：久留米市
- 池松和彦（レスリング選手、2004年アテネ五輪5位）：朝倉郡筑前町
- 入江ゆき（女子レスリング選手）
- 浦和重（ボート競技選手。軽量級ダブルスカル北京五輪日本代表。NTT東日本所属）：糸島市（旧糸島郡二丈町）
- 太田和臣（重量挙げ105kg超級選手）
- ★岡部平太（スポーツ指導者、日本で最初のアメリカンフットボール紹介者）：糸島市（旧糸島郡志摩町）
- 岸川聖也（卓球選手。北京五輪日本代表。スヴェンソン所属）：北九州市八幡西区
- 北畠紗代子（アーチェリー選手。北京五輪代表。ミキハウス所属）：北九州市八幡西区
- TATSUJI（高江達二）（キックボクサー）
- 田中茂（オートレース選手）
- 田中利幸（総合馬術選手）：福岡市
- 永野明（ハンドバイク選手）：福岡市
- 野村謙（D1ドライバー）
- 早田ひな（卓球選手。2024年パリオリンピック卓球女子シングルス銅メダリスト）：北九州市
- 古川佳奈美（卓球選手。2024年パリパラリンピック卓球女子シングルスWS11銅メダリスト）：福岡市
- 村田愛里咲（モーグル選手、バンクーバーオリンピック、ソチオリンピック日本代表）：北九州市
- 米倉英信（体操選手）：福岡市
- 李敬史（オリエンテーリング選手、2001年世界ジュニア選手権 韓国代表、2005, 2006, 2009, 2010年 世界選手権 朝鮮民主主義人民共和国代表）：嘉麻市
- 渡辺けあき（プロボウラー）
- 渡邊守成（日本体操協会専務理事、第9代国際体操連盟会長（2017年1月1日より）[9]）：北九州市
- yurinasia（ダンサー・コレオグラファー）

## 芸能人

### 俳優
- 蒼井優：春日市
- ★青木鶴子（米国で活躍した女優）：福岡市
- 赤木陽一
- 秋本祐希：北九州市
- 朝倉あき：朝倉市生まれ
- 麻生真宮子：福岡市
- ★安部徹
- ★天本英世：北九州市
- 生田悦子：福岡市
- 池田エライザ:田川市
- 池田成志：大野城市
- 井桁弘恵：福岡市
- 池松壮亮：福岡市
- 池松日佳瑠：福岡市
- 伊佐山ひろ子：福岡市
- 石川紗彩
- 石橋杏奈（第31回ホリプロタレントスカウトキャラバン グランプリ）：遠賀郡岡垣町
- 石橋雅史（空手家）
- 石橋凌（ARBボーカル）：久留米市
- イッセー尾形：福岡市
- 板谷由夏：北九州市
- 井上芳雄：福岡市
- 伊原剛志：北九州市（出生地）
- 今田美桜：福岡市
- 今福将雄：飯塚市
- 入絵加奈子：福岡市
- 入江雅人：直方市
- 岩井堂聖子（高橋真唯から改名）
- 上原美佐：福岡市
- 江上健二：久留米市
- 江藤漢斉 ：福岡市
- 江崎英子（元歌手）：久留米市
- 榎木智一：北九州市小倉南区
- 大石眞由 ：福岡市
- ★大河内傳次郎：築上郡岩屋村（現豊前市）
- 大和田紗希：田川市
- 岡本麗：長崎県佐世保市小佐々町生まれ、飯塚市育ち
- 岡幸二郎：大川市
- 岡田健史
- 小川摩起
- 尾中琴美
- ★川上音二郎：福岡市博多区対馬小路
- 川原和久：北九州市
- 菊池日菜子
- 吉瀬美智子：朝倉市
- 日下部一郎：福岡市博多区
- 草刈正雄：北九州市小倉南区
- 久保田秀敏：田川市
- 倉品淳子
- 黒木瞳：八女郡黒木町
- 神谷大輔：宮若市
- 小木戸利光
- ★小林千登勢：旧朝鮮京城生まれ、北九州市八幡東区育ち
- ★小松政夫：福岡市
- 最所美咲
- 早乙女太一（大衆演劇役者）：太宰府市
- 酒井法子：福岡市
- 逆木圭一郎：福岡市
- ★坂口祐三郎：久留米市
- 坂田聡：福岡市
- 桜井ユキ
- 佐野大輔
- 椎名英姫（エリートモデルルック '95 グランプリ）
- 四宮吏桜
- 柴田賢志
- 柴田林太郎
- 四方堂亘：大牟田市
- 清水健太郎：北九州市小倉北区
- 下川真矢
- ★下川辰平：福岡市
- 庄野﨑謙
- 白都真理：飯塚市
- ★進藤英太郎：福岡市
- 新原ミナミ
- 杉田かおる：福岡県生まれ。東京都新宿区出身
- スチール哲平：福岡市博多区
- 陣内孝則（元ザ・ロッカーズ）：大川市
- 鈴木浩介 (俳優)：北九州市八幡西区
- 瀬戸康史（D-BOYS）
- 崇岡白：古賀市
- 高木淳也
- 高樹澪：福岡市
- 高倉恵美（劇団四季）：春日市
- ★高倉健：中間市生まれ、北九州市八幡西区育ち
- 高嶋ひとみ：福岡市
- 高杉真宙
- 高田里穂：久留米市
- 高梨優佳
- 高原知秀
- 瀧七海
- 田口浩正：福岡市
- 宅麻伸：田川市育ち
- 竹本孝之：北九州市
- 多田野曜平
- 立川絵理
- 田中彰孝：直方市
- 田中健 (俳優)：筑後市
- 田中麗奈：久留米市
- 田鍋謙一郎
- 谷内愛（劇団四季）
- 谷口ゆうな：福岡市早良区
- 田村義晃
- ★千葉真一：福岡市
- 妻夫木聡：柳川市
- つるの剛士：北九州市門司区生まれ、5歳まで広島県、6歳から12歳まで大阪府高槻市、12歳からは東京都練馬区育ち。
- でんでん：筑紫野市
- 土居志央梨
- 床嶋佳子：福岡市
- 富田靖子：神奈川県生まれ、糟屋郡志免町育ち
- 富永研司：北九州市
- ★内藤武敏
- 中野裕太：福岡市南区
- 仲藤涼花：春日市
- 中村蒼：福岡市
- 中村エミ：フィリピン生まれ、福岡県育ち
- 中村有志：北九州市
- 成元一真:飯塚市
- 西原誠吾
- 野田彩恵子：北九州市
- 野間口徹
- 野村将希：兵庫県尼崎市育ち
- 奈緒：福岡市
- 萩尾みどり：北九州市
- 橋本環奈：福岡市[10]
- 橋本啓輝
- 長谷川かすみ
- 馬場美根子：大野城市
- 濱田めぐみ
- ★浜村純
- 林田麻里：大牟田市
- 林美穂：北九州市
- 早瀬英里奈（ミスマガジン2002 審査員特別賞）
- 原沙知絵：鹿児島県生まれ、福岡市育ち
- 原田佳奈：北九州市
- 春田純一：北九州市
- 肘井ミカ：東京都生まれ、飯塚市育ち
- 兵頭功海
- 平原テツ
- 深見亮介：北九州市
- 福山翔大
- 藤岡あや：大野城市
- ★藤岡太郎：福岡市
- 藤崎ルキノ：北九州市
- ★藤田進：久留米市京町
- 藤本隆宏 (俳優)（元競泳選手）：福岡市
- 藤吉久美子：久留米市
- ふとがね金太：北九州市戸畑区
- ★細川俊之：北九州市
- 牧瀬里穂：福岡市
- 増本藍（劇団四季）：小郡市
- 町井祥真
- 松井誠：大牟田市
- 松岡恵望子
- 松岡璃奈子（松岡恵望子は双子の姉）
- 松尾政寿（第9回ジュノン・スーパーボーイ・コンテスト グランプリ）
- 松重豊：久留米市
- 松田一沙
- 松原正隆
- 松本享恭
- 水上恒司：福岡市東区
- 光石研：北九州市
- 御船健：(PU-PU-JUICE)：久留米市
- 宮崎敦吉：久留米市
- 村上今日子：福岡市
- 毛利友哉
- 森田順平：北九州市
- 屋敷かおり
- ★矢野宣
- 山口紗弥加：福岡市
- 山崎銀之丞：福岡市南区
- 山崎潤
- 山本詠美子：直方市
- 山本美月：福岡市
- 山本道：福岡市
- 吉田羊：久留米市
- 横内正：北九州市若松区
- ★米倉斉加年：福岡市
- シンシア・ラスター（大島ゆかり）：福岡市西区
- 渡邉剣
- 松倉央季：北九州市

### タレント

#### お笑いタレント
- R藤本：久留米市
- 石原ヨシオカ：北九州市
- 市原利夏
- 井上虫歯二本：北九州市
- うな加藤（プリンプリン:北九州市
- おもしろ佐藤（御茶ノ水男子）：久留米市
- おりがみ
- 笠原ゴーフォワード
- カルメンひろき
- カンニング
  - 竹山隆範（カンニング竹山）：福岡市城南区
  - ★中島忠幸
- ギチ：田川市
- 木下隆行（TKO）：出生地、大阪府育ち
- ★木村進（元3代目博多淡海）
- 黒瀬純（パンクブーブー）：糟屋郡篠栗町
- ★桑原和男：北九州市
- ぐんぴぃ（春とヒコーキ）：北九州市
- 高校ズ
  - 秋月啓志
  - 森大志
- 小浦一優（キャラクター名・芋洗坂係長）：北九州市
- こがけん（おいでやすこが）：久留米市
- 古賀シュウ
- 小峠英二（バイきんぐ）：田川郡
- さきぽん：久留米市
- 下畑博文（パタパタママ）：北九州市
- ジャッキーちゃん
- 城後光義（ホープ）（ゆーとぴあ）
- たかしひでき
- ツジカオルコ
- 友田オレ
- どりあんず
- どんぴしゃ
- なかじままり：福岡市
- なかやまきんに君：福岡市東区
- 流コウキ：北九州市
- バーモント秀樹：大牟田市
- 博多華丸・大吉
  - 博多華丸：福岡市早良区
  - 博多大吉：兵庫県神戸市生まれ古賀市
- バカリズム（升野英知）：田川市
- 初恋タロー（初恋タロー）：飯塚市
- バッドボーイズ
  - 大溝清人：福岡市早良区
  - 佐田正樹：糟屋郡篠栗町
- ぱぴゅーん
- 原口あきまさ：北九州市
- パンチみつお：北九州市
- ひぐち君（髭男爵）：福岡市
- ヒロシ：大牟田市（出生地）
- BLUE RIVER
- 松崎克俊（やさしい雨）：北九州市
- 松下アキラ（ザ・ニュースペーパー）：北九州市
- 松下笑一
- マンゴスティン
  - 宮島里奈
- 山本高広：北九州市
- 吉住：北九州市
- レモンティー
- ロバート
  - 秋山竜次：北九州市門司区
  - 馬場裕之：北九州市門司区
- 渡邊孝平（クロスバー直撃）：北九州市

#### ローカルタレント
- あべやすみ：兵庫県神戸市
- 内堀富美：久留米市
- 大田こぞう：太宰府市
- 岡部来亜︰福岡市
- 鬼橋美智子：北九州市八幡西区
- 加来いずみ
- 香月亜耶乃：久留米市
- 栗田善太郎：福岡市
- 児玉育則：遠賀郡
- 斉藤ふみ：福岡市中央区
- 高田課長
- 立山律子：北九州市
- 田中健二
- 谷上奈津美
- 徳永玲子：太宰府市
- トコ：北九州市若松区
- 中島浩二：兵庫県尼崎市生まれ、大牟田市育ち
- 仲谷一志：北九州市若松区
- 西田たかのり：北九州市
- 信川竜太：福岡市
- 原田愛子：嘉麻市
- 平田和歌子：福岡市（旧芸名：蒼和歌子）
- 深町健二郎：福岡市
- 福田愛依
- 福地高子（RKB契約ローカルタレント。元KBCタレント）：大野城市
- 福本清子
- 古田厚子
- 堀加寿美：那珂川市
- 萬田美子：直方市
- 山本カヨ

#### その他のタレント
- 有坂来瞳：久留米市
- IKKO：田川郡福智町
- 伊藤なつ（元ねずみっ子クラブ）
- 伊藤かな（元ねずみっ子クラブ）
- 伊藤友里：福岡市
- 今田萌：糸島市
- 井本みさお：久留米市
- 大原梓：糸島市
- 大藤真紀（元タレント、元プロ野球選手・城島健司の妻）：飯塚市
- 緒沢凛（極楽とんぼ 加藤浩次の妻）
- KABA.ちゃん（振付師 元dos）：福岡市
- 高城樹衣
- キミーブラウニー（ミュージシャン・お笑い芸人）
- 木村匡也（ナレーター）
- 久保田篤（初代いいとも青年隊）
- 河嶋まいこ
- 小島可奈子
- 後藤理沙：うきは市
- 白石さおり（ミスコン53冠女王）：北九州市
- セイラ
- 瀬戸サオリ（瀬戸さおりとは別人）
- タモリ：福岡市
- 鳥越まり：福岡市
- 長崎弓香
- 中村知世
- 直瀬遥歩：福岡市
- 似鳥沙也加：滋賀県生まれ
- ハシヤスメ・アツコ（元BiSH）
- バブリーナ（女装タレント）
- 林葉直子：福岡市
- 増水亜由未
- 松原渓
- 水湊美緒
- 森口博子：福岡市
- 諸岡なほ子：大牟田市
- 諸口あきら：北九州市門司区
- 八田亜矢子
- 柳川由玲奈
- 凛咲子

### シンガーソングライター
- 家入レオ：久留米市
- 池上ケイ：大牟田市
- 一穂：古賀市
- 井上愛
- 井上陽水：嘉穂郡幸袋町（現・飯塚市幸袋地区）生まれ、糸田町育ち
- イノトモ
- 岩坂士京：北九州市
- 植田真梨恵：久留米市
- 宇佐元恭一
- 瓜生明希葉：東京都生まれ、福岡県育ち
- 加藤淳也：那珂川市
- 川嶋あい（元I WiSH）：福岡市
- KAN：福岡市
- 草野マサムネ（スピッツ）
- KUMAMI：福岡市南区
- 小久保淳平（THE SWiSH）：北九州市
- こゑだ
- 阪田友美
- さユり：福岡市
- 椎名林檎：福岡市早良区
- 平義隆：（The LOVEのボーカル）：福岡市南区
- 田中哲朗：遠賀郡水巻町生まれ
- 徳永英明：柳川市
- 冨永裕輔：北九州市
- 永井龍雲
- Nakanoまる：糸島市
- 8utterfly：（元Koyumi）：福岡市博多区
- 広瀬香美：筑紫野市（和歌山県生まれ）
- 福永智樹：糟屋郡須恵町
- 藤田恵名：北九州市
- 藤原さくら：福岡市
- 堀江里沙
- 村上ゆき：飯塚市
- 山下祐樹：北九州市
- 山田和明：直方市
- YUI：糟屋郡古賀町（現古賀市）生まれ

### 歌手
- ★梓みちよ
- 新井英一
- ELAIZA：田川市
- 池上ケイ：大牟田市
- 池田桃子：北九州市
- 市來杏香（元Flower、元E-girls）
- 井手麻理子
- ★内山田洋（内山田洋とクール・ファイブ）：柳川市
- 大川栄策：大川市
- 尾形大作：糟屋郡志免町
- 小野綾子
- おぼたけし（アニメ曲: 明日のジョー、巨人の星）：北九州市
- ★KAN：福岡市
- kazami
- 勝木ゆかり（S.E.N.S.）
- 叶央介（サーカス）
- 叶高（サーカス）
- 河野万里奈：春日市
- 北山たけし：柳川市
- 郷ひろみ：糟屋郡須恵町（父は三潴郡三潴町出身、母は糟屋郡志免町出身、国鉄の父親の転勤で4歳の時に福岡から一家で上京）
- 香田晋：北九州市八幡東区
- 小柳ルミ子：福岡市
- 塩ノ谷早耶香：北九州市門司区
- Je'Glanz：太宰府市
- JAMOSA
- 珠鈴
- 静太郎：古賀市
- 千里愛風
- 髙橋真梨子：広島県廿日市市生まれ、福岡市育ち
- 滝里美：筑前町
- 橘慶太（w-inds.、モデルの橘美緒は実妹）：福岡市中央区
- 田中収（ニック・ニューサ）
- 田原健一（Mr.Children）
- CHIHIRO
- CHiYO
- 手嶌葵：春日市
- 徳永英明：柳川市
- 中尾ミエ：北九州市小倉市
- 中嶋晃子
- 長友仍世 （infix）：大牟田市
- 中村あゆみ
- 中村瑠衣：宗像市
- 南波志帆
- 仁支川峰子（旧芸名・西川峰子）：赤村
- 信近エリ
- 野見山正貴：北九州市
- 葉月（SEED）：北九州市
- 浜崎あゆみ：福岡市早良区
- 氷川きよし：福岡市
- 引田香織：北九州市若松区
- 日高美子：大牟田市
- 藤弥美里：北九州市
- fumika
- 古屋敬多（Lead）：福岡市
- 本田路津子
- MAI：久留米市
- 松尾和美：福岡市博多区
- 松田聖子：久留米市
- 真木ひでと：田川市
- 三重野瞳
- 三木聖子
- MISIA：福岡市東区
- 宮原芽映
- 村上ゆき：飯塚市
- ★村田英雄：浮羽郡吉井町（現・うきは市）
- 山内惠介：糸島市（旧前原市）
- 山形ユキオ
- 山本リンダ：北九州市小倉南区
- 梨子（SEED）：久留米市
- riya
- ★りりィ

### ミュージシャン
- 安部潤（元FIELD OF VIEW）
- 池畑潤二：北九州市
- 伊東たけし：福岡市
- F.King Toggy：北九州市戸畑区
- ★大内義昭：北九州市
- 大島こうすけ
- ★大村雅朗
- 葛城哲哉：北九州市
- 川崎哲平（ベーシスト）
- ★川崎真弘：北九州市
- キハラ龍太郎（元ブルー・トニック、ORIGINAL LOVE）：北九州市
- KMC：小郡市
- 近藤研二（元栗コーダーカルテット）：久留米市
- 西田昌史（EARTHSHAKER）：大牟田市
- ★坂井泉水（ZARD）：久留米市（出生後神奈川県秦野市に引越）
- SHUUBI ：福岡市
- 調先人（ベーシスト）：朝倉市
- 杉真理：福岡市博多区
- センコウ（ET-KING）：宗像市
- 高山征輝（元ZYYG）：久留米市
- 竹下欣伸（元クライズラー&カンパニー）：行橋市
- 田中丸善威（元Cloud Nine、No'where）：福岡市中央区
- ダニー馬場：八女市
- 樽美酒研二（ゴールデンボンバー）：うきは市
- DECO*27
- トベタ・バジュン（映画監督）：福岡市
- 長澤知之
- 中島卓偉（TAKUI）
- 原田郁子（クラムボン）：福岡市博多区
- 深町健二郎：福岡市
- 藤中伸介（向風）
- マイキ（ラトゥラトゥ）
- 松尾清憲
- 武藤昭平（勝手にしやがれ）
- 村田隆行（ベーシスト）
- 森下玲可 ：大牟田市
- 安岡優（ゴスペラーズ）：福岡市東区
- 柳原陽一郎（元たま）: 福岡市
- 山内テツ：福岡市
- 山下祐樹：北九州市
- 山部善次郎 (YAMAZEN)：福岡市
- 笠浩二（C-C-B）：田川市

### バンド
- UP-BEAT：北九州市
  - 広石武彦
  - 水江慎一郎（元ENDORPHIN-MACHINE）
  - 石川孝：福岡市
  - 伊比裕一郎：直方市
- 175R：北九州市
  - SHOGO：北九州市小倉北区
  - ISAKICK：北九州市
- インスタントシトロン
  - 長瀬五郎：久留米市
  - 松尾宗能
- 内山田洋とクール・ファイブ
  - ★内山田洋：柳川市
- S.R.S
- エレキハチマキ：福岡市
- 甲斐バンド：福岡市
  - 甲斐よしひろ：福岡市
  - 田中一郎（元ARB）
  - 松藤英男
- KANIKAPILA：久留米市
- 岸田教団&THE明星ロケッツ
  - 大浜光信（ドラム）：田川郡
- クリスタルキング
- 黒川修（バンバンバザール）：北九州市
- theSoul
- THE MODS：福岡市
- The LOVE：福岡市
- ザ・ロッカーズ：福岡市
- サンハウス
- シーナ&ザ・ロケッツ
  - ★鮎川誠：久留米市
  - ★シーナ（ボーカル）：北九州市若松区
- シド
- シュノーケル
- SPARTA LOCALS
- Small Circle of Friends
  - 東里起
- ゼンマイ
- SOLID BOND
- チェッカーズ：久留米市
  - 藤井郁弥（藤井フミヤ（リードボーカル））：久留米市
  - 藤井尚之（サックス）：久留米市
  - 武内享（ギター）：田川市
  - 大土井裕二（ベース）：田川市
  - 高杢禎彦（ボーカル）：久留米市
  - 鶴久政治（ボーカル）：久留米市
  - ★徳永善也（ドラムス）：久留米市
- チューリップ：福岡市
  - 財津和夫：福岡市東区
  - 姫野達也：福岡市中央区
  - 上田雅利：福岡市博多区
- 豚骨ピストンズ：福岡市博多区
- 中ノ森BAND
  - AYAKO：田川市
- NANANINE
- ナンバーガール：福岡市
  - 田渕ひさ子
  - アヒト・イナザワ：糟屋郡須恵町
  - 中尾憲太郎
- NEW DOBB：北九州市
  - 倉掛英彰（HIDE 元crossfm DJ、現 ミーナ＆ザ・グライダー、『高塔山ロックフェス』プロデューサー）（作曲家）
  - Dobb（元crossfm DJ）
- knotlamp
- Buzz 72+：久留米市
- ビアンコネロ：福岡市
- ヒートウェイヴ
- the whisper：久留米市
- ビーグルクルー：福岡市
- People In The Box：北九州市
- 風味堂：福岡市
- FULL MONTY：久留米市
- ポラリスカブ
- MO'SOME TONEBENDER
- MOSHIMO：春日市
- yui（FLOWER FLOWER）
- ルースターズ：北九州市
  - 大江慎也：北九州市
  - 花田裕之：北九州市
- ロレッタセコハン：福岡市
- YKZ

### グループ・デュオ
- 藤田大吾 (alüto)
- 唄人羽
- LL BROTHERS：久留米市
- 海援隊
  - 武田鉄矢：福岡市雑餉隈
  - 中牟田俊男
  - 千葉和臣
- ケイタク
- KENZO (DA PUMP):宮若市
- SEED：久留米市
- 高野洸（元Dream5）
- CHAGE and ASKA
  - Chage：北九州市
  - ASKA：大野城市
- TWILL
- トキヲイキル：福岡市
- dicot
- ミライ・ドライヴ
- ヤドカリ
- ON/OFF：久留米市
- Repezen Foxx

### アイドル
- 愛禾みさ：久留米市
- 天手千聖
- 稲田千花 (VISUAL QUEEN OF THE YEAR '96)：久留米市
- 井上麻美（ミスCD-ROM グランプリ）：久留米市
- 井上望：大牟田市
- 大蔵淳子：福岡市
- 大橋和也（なにわ男子）
- 小川摩起（ミスマガジン2001）
- 織田菜月（ミスマガジン2004）
- ★甲斐智枝美：大牟田市
- 草場恵（ミスマガジン2006 読者特別賞、日テレジェニック2006）：久留米市
- 桑田靖子：直方市
- 紗綾：北九州市小倉南区
- 重盛さと美：福岡市博多区
- 鹿谷弥生（ミスマガジン2007）
- 宍戸留美：北九州市
- 相馬茜（元レースクイーン）
- 田中久美（第8回ホリプロタレントスカウトキャラバン グランプリ）：築上郡築上町
- 田中れいな（LoVendoЯ、元モーニング娘。）：福岡市東区
- 中村知世（日テレジェニック2010）
- 仲村星虹
- 西田奈津美（日テレジェニック2005）：福岡市東区
- 藤井一子：北九州市八幡西区
- 藤原樹（THE RAMPAGE from EXILE TRIBE）
- 松井利樹（BALLISTIK BOYZ from EXILE TRIBE）
- 松岡璃奈子（ミスマガジン2001）
- 八木朋子（元モモコクラブ）
- 山岡雅弥（グラビアアイドル、ミスマガジン2021 ミスヤングマガジン賞）
- 山口絵里奈（グラビアアイドル）
- 山下若菜
- 山田みなみ (2008年度『ラブベリーモデル・オーディション』グランプリ受賞)
- 吉崎綾
- 吉野綾（元グラビアアイドル、現ローカルタレント）：福岡市
- 吉本実憂（元X21。第13回全日本国民的美少女コンテストグランプリ受賞）：北九州市

#### アイドルグループ
- 963：北九州市
- =LOVE
  - 音嶋莉沙（元HKT48）
- AKB48グループ
  - AKB48元メンバー
    - 大家志津香：福津市
    - 篠田麻里子：糸島市（旧前原市）
    - 高城亜樹（元JKT48）：北九州市（東京都生まれ）
    - 中西智代梨（元HKT48）
    - 野中美郷：北九州市
    - 平田梨奈（アメリカ・アリゾナ州フェニックス生まれ）
    - 松原夏海

  - NMB48元メンバー
    - 梅田彩佳（元AKB48）：北九州市

  - SKE48元メンバー
    - 谷真理佳（元HKT48）
    - 松下唯

  - HKT48：福岡市
    - 渕上舞

  - HKT48元メンバー
    - 穴井千尋
    - 安陪恭加：福岡市
    - 小田彩加：北九州市
    - 熊沢世莉奈
    - 兒玉遥（元AKB48）
    - 坂口理子
    - 坂本愛玲菜
    - 菅本裕子：北九州市
    - 田島芽瑠：福岡市
    - 田中菜津美（元SKE48）：福岡市
    - 谷口愛理
    - 朝長美桜（元AKB48）
    - 松岡菜摘：飯塚市
    - 山田麻莉奈
    - 山本茉央
    - 若田部遥
- BiS
  - チャントモンキー
- CANDY TUNE
  - 立花琴未
- ChuLa元メンバー
  - わたげ（福岡県生まれ、茨城県出身）
- GALETTe：北九州市
- GEM元メンバー
  - 森岡悠
- Girls²
  - 鶴屋美咲（元magical²）
- GLITTER☆：福岡市
- HelloYouth：福岡市
  - 大葉みらい
- hipS Ship：福岡市
- HR：福岡市
- INI
  - 池﨑理人
- IQプロジェクト研究生：福岡市
- I'S9
- I'S wing：福岡市
- JO1
  - 川尻蓮
- LinQ：福岡市
  - 有村南海
  - 髙木悠未：篠栗町
- LinQ元メンバー
  - 天野なつ：福岡市
  - 新木さくら：福津市
  - 伊藤麻希：小郡市
  - 今田萌（旧名：瑞稀もえ）：糸島市
  - 上原あさみ：糸島市
  - 金子みゆ：宗像市
  - 岸田麻佑
  - 服部さやか：福岡市
  - 原直子：福岡市
  - 三角笑里（旧名：水上笑里）
  - 吉川千愛：福岡市
- lovely²元メンバー
  - 山下結衣
- MAGICAL SPEC：福岡市
- NiziU
  - MAKO
- Pajama Farm√13：北九州市
- QunQun：福岡市
- Rev. from DVL：福岡市
- SUPER☆GiRLS元メンバー
  - 宮崎理奈
  - 石丸千賀
- アイドリング!!!元メンバー
  - 石田佳蓮：（福岡県生まれ、東京都出身）
- アップアップガールズ（2）
  - 佐々木ほのか
- 愛◆Dream：北九州市
- うさぎのみみっく!!
- 彼女のサーブ&レシーブ
- 神風センセーション
- 九州女子翼
- くるーず〜CRUiSE!：福岡市
- 小梅伍
- 坂道シリーズ
  - 乃木坂46元メンバー
    - 与田祐希：福岡市東区

  - 櫻坂46
    - 森田ひかる：田川市

  - 櫻坂46元メンバー
    - 関有美子：大川市

  - 日向坂46元メンバー
    - 濱岸ひより：福岡市南区
- 桜っ子クラブさくら組
  - 中山博子
- 私立恵比寿中学
  - 仲村悠菜
- スルースキルズ
  - みづきあかり：飯塚市
- 青SHUN学園：福岡市
- 青春女子学園：福岡市
- 東京パフォーマンスドール
  - 木原さとみ：太宰府市
  - 浜崎香帆
- 中野風女シスターズ（風男塾）元メンバー
  - 瀬口かな（瀬斗光黄）：福岡市
- ハコイリ♡ムスメ
  - 鉄戸美桜
- ばってん少女隊：福岡市
- パピマシェ：福岡市
- FRUITS ZIPPER
  - 月足天音
- モーニング娘。
  - 生田衣梨奈
- 結音 YUION：福岡市
- ラストアイドル卒業メンバー
  - 池松愛理：久留米市
- れいしゅしゅ：福岡市
- わーすた
  - 廣川奈々聖

### モデル
- 相沢菜々子
- 鮎川陽子：北九州市若松区
- 池田エライザ:田川市
- 伊藤ニーナ
- 井上恵美子（元ねずみっ子クラブ）：福岡市
- 妹川華
- 岩下舞
- 上間凛子
- 梅野舞
- 浦郷絵梨佳
- 大野いと：中間市
- 小川沙織
- 梶原麻莉子：福岡市南区
- 勝木友香（構成作家としても活躍中）
- 川床明日香
- 河村めぐみ（元バレーボール選手）：北九州市
- 木口美和子
- 吉瀬美智子（Domani専属モデル）：朝倉市
- 竹田マキ：福岡市
- 古賀真菜美:太宰府市
- 権藤朱実
- 彩綾（前出の紗綾とは同音異字の別人）
- 塩川美佳（1986年クラリオンガール グランプリ）
- 瀬戸さおり（兄は瀬戸康史）：福岡市
- 高比良由菜
- 竹中三佳
- 田才千恵
- 橘美緒（w-inds.・橘慶太の実妹）：福岡市中央区
- 田中彩友美（第14回ピチモオーディション グランプリ）
- 中野早杜子（元モモコクラブ）：福岡市早良区
- 仲谷香春
- 中山由香
- 那須ほほみ：福岡市
- Nina
- 西内ひろ（2014準ミス・ユニバース・ジャパン）
- 西内まりや
- 原田ゆか
- 早川沙世
- 東加奈子
- 日菜あこ
- 藤田可菜：飯塚市
- 藤村木音
- 本田夕歩
- 松田有紀子
- 丸林広奈（CanCam専属スター読者）
- 美澄衿依
- 宮田聡子（三愛水着イメージガール2009）
- 安井レイ
- 山本美月（第1回東京スーパーモデルコンテストグランプリ受賞）
- 結城モエ
- 由仁加
- ユリエ
- 陸守絵麻：筑紫野市
- Remi
- 渡辺アリサ

### 落語家
- 桂惣兵衛 (2代目)：福岡市
- 三遊亭花金：春日市
- 春風亭昇吾：田川郡
- 笑福亭風喬：うきは市
- 昔昔亭昇：糟屋郡
- 台所おさん：柳川市
- 橘家圓太郎（8代目）：福岡市
- 橘家蔵之助（2代目）：北九州市
- 立川生志：筑紫野市
- 立川志の麿：北九州市
- 露の團四郎：遠賀郡芦屋町
- 林家きく麿：北九州市
- 柳亭燕路（7代目）
- 柳家蝠よし：久留米市
- 橘家文太：北九州市

### ラジオパーソナリティ・DJ
- 大角香里
- 大塚由美
- 岡部はち郎
- 鬼橋美智子：北九州市八幡西区
- コガ☆アキ：柳川市
- 佐藤ともやす：糸島市（旧前原市）
- 椎葉ユウ
- 申徹也：北九州市
- TOM G：福岡市
- BUTCH：福岡市早良区田隈
- フラッシュ嶋田：福岡市博多区
- MASAKI
- 松井伸一
- 米岡誠一：北九州市門司区
- ルーシー：北九州市

### 声優
- 秋月えり
- 麻倉もも[11]（TrySail）
- 阿澄佳奈
- 安藤麻吹
- 池田ひかる
- 磯辺万沙子
- 糸博
- いのくちゆか：久留米市
- 岩橋直哉：久留米市
- 岩橋由佳
- うえだゆうじ：北九州市
- 上村典子：福岡市中央区
- 鵜飼るみ子
- ★内海賢二：北九州市
- 江口菜子
- 大須賀純
- 大林隆介
- 緒方賢一：田川市
- 置鮎龍太郎[12]：北九州市小倉南区
- 小田邊千尋
- 小野賢章
- 加隈亜衣
- 勝田詩織
- 桂玲子
- ★加藤正之：北九州市小倉北区
- 金子有希[13]
- ★兼本新吾
- 川端しおり
- 菅愛理
- 神崎ちろ
- 北原知奈
- 木村珠莉
- 木本景子
- 喜代原まり
- くすはらゆい
- 楠見尚己
- 古賀英里奈
- 五島慎
- 小日向茜
- 小松昌平
- さかいかな：福岡市
- 酒井広大：久留米市
- 佐藤恵
- 佐藤利奈：北九州市
- 沢田敏子
- 高田憂希：北九州市[14]
- 高宮彩織
- 竹若拓磨
- 田中理々
- 田上真里奈
- 田村ゆかり[15]
- 千々松幸子
- 徳永愛
- 中原麻衣：北九州市（出生地は兵庫県）
- 中隈志保
- 野口瑠璃子
- 野中藍：福岡市早良区
- 浜田賢二[16]
- はやみけい
- パンチユーホー
- 疋田高志
- 平川嵐：筑紫野市
- 廣田行生
- 藤生聖子
- 藤村鼓乃美[17]
- 渕上舞
- 古山あゆみ
- 豊後敦子
- 前田佳織里：北九州市
- 前田玲奈
- 松嵜麗
- 松下木聖
- 松田いよ：北九州市
- 松本美和
- 宮崎敦吉
- 宮永麻衣
- 宮本侑芽
- 森一丁
- 森なな子
- 安武みゆき
- 弥永和子
- 柳原利香
- 矢野理香
- 山口勝平：福岡市
- 柳田淳一
- 山村響
- 湯浅香織

### 宝塚歌劇団
- ひびき美都（元花組トップ娘役）
- 春妃うらら（元花組娘役）
- 星乃あんり（元雪組娘役）
- 葉咲うらら（元宙組娘役）
- 乃々れいあ（月組娘役）
- 野々花ひまり（雪組娘役）

### その他の芸能人
- ★赤坂小梅（芸者歌手）：田川郡川崎町
- ★暁伸（暁伸・ミスハワイ、浪曲漫才）：八女市（旧矢部村）
- 金子剛（ゲームミュージック作曲家）：柳川市
- 川村那月（レースクイーン）：北九州市
- 神田紅（女流講談師）：福岡市
- 木下ゆうか（YouTuber）：北九州市
- 清水健太郎：北九州市
- たっくー（YouTuber）
- DJ社長(DJ)
- DJふぉい(DJ)
- DJまる (DJ)
- DJ銀太 (DJ)
- DJ脇 (DJ)
- ヒラヤマン（別名・穂波有。パチンコライター）
- 政重ゆうき（パチンコライター）：北九州市
- 光吉猛修（ゲームミュージック作曲家）：福岡市

## マスコミ

### アナウンサー
NHK
（現在所属の放送局などは各人物の項目を参照すること）
- 浅田春奈
- 猪原智紀：北九州市
- 上田早苗（元アナウンサー、現北九州放送局長）：北九州市
- 柴田拓：小郡市
- 原田徹：北九州市門司区
- 大野克郎
- 坂梨哲士：熊本市生まれ、福岡県育ち
- 酒匂飛翔：福津市
- 古野晶子：鹿児島県生まれ、福岡県育ち
- 藤澤義貴：太宰府市
- 八尋隆蔵：福岡市生まれ、北海道育ち

その他契約キャスター
- 伊藤かほり（元熊本局契約キャスター）
- 江崎裕子（北九州局キャスター。元くまもと県民テレビアナウンサー・福岡放送報道部キャスター）：北九州市
- 笠井美穂(現在は北九州局キャスター。元鹿児島讀賣テレビアナウンサー)：岡垣町
- 垂水千佳（神戸局契約キャスター。元北九州局契約キャスター）：北九州市
- 平田理絵（佐賀局契約キャスター）：朝倉郡

九州朝日放送
- 武内裕之：北九州市
- 西村香織（現・報道部）：福岡市
- 平川尚子：柳川市
- 松下由依：福岡市
- 宮本啓丞：福岡市

RKB毎日放送
- 池尻和佳子：北九州市
- 茅野正昌：福岡市
- 坂口卓司（現ラジオ制作部）：飯塚市
- 武田伊央：福岡市
- 武田早絵：福岡市
- 龍山康朗：福岡市
- 田中みずき：大阪府生まれ、飯塚市育ち
- 田畑竜介：北九州市
- 富永倫子：福岡市
- 安田瑞代（元アナウンス部長）：北九州市
- 山下奈緒美（元アナウンス部長）：北九州市
- 西口久美子（報道部契約、元NHK福岡放送局契約キャスター）：北九州市

福岡放送
- 財津ひろみ：久留米市
- 豊原慎二（元・北海道放送）：福岡市
- 福岡竜馬：太宰府市
- 松吉ゆかり

TVQ九州放送
- 小野口奈々（元・山口放送）：福岡市
- 古山かおり（元・南日本放送）:北九州市

テレビ西日本
- 牧尾結衣（元アナウンサー）：北九州市

九州・沖縄地方および山口県の民放局
- 荒尾茉紀（テレビ宮崎）：福岡市
- 木村智美（テレビ山口）
- 島田啓子（長崎国際テレビ）：田川郡香春町
- 谷口寿宣（熊本朝日放送）
- 塚田恵子（長崎放送）：北九州市小倉
- 長田次郎（大分朝日放送）
- 松永友美（大分放送、元鹿児島読売テレビ）
- 吉田明央（熊本放送）

関東地方
- 荒木優里（元テレビ埼玉、元瀬戸内海放送）：田川郡香春町
- 井田由美（日本テレビ）：北九州市
- 大江麻理子（テレビ東京報道局キャスター、元・アナウンサー）：豊前市
- 大浜平太郎（テレビ東京報道キャスター、元・アナウンサー）
- 尾崎里紗（日本テレビ）：宮若市
- 佐藤紀子（テレビ朝日、現在は他の部署に異動）：福岡市
- 椎野茂（TBS）：福岡市
- 塩田真弓（元テレビ東京、現在は記者職）：北九州市
- 生野陽子（フジテレビ）：福岡市
- 田代尚子（フジテレビ、現在は他の部署に異動）：みやま市（旧三池郡高田町）
- 中野謙吾（日本テレビ）：北九州市
- 福田典子（テレビ東京、元RKB毎日放送）：福岡市
- 桝田沙也香（テレビ朝日）
- 宮司愛海（フジテレビ）
- 井上清華（フジテレビ）
- 藤本万梨乃（フジテレビ）
- 村上祐子（テレビ朝日、現在は他の部署に異動）：福岡市
- 山本剛士（ニッポン放送、以前は「山本元気」として出演）：北九州市
- 藤井由依（テレビ東京）

その他民放局
- 石橋真（中国放送）：直方市
- 伊藤薫平（静岡第一テレビ、元・テレビ高知）：北九州市
- 高木千亜紀（静岡朝日テレビ）
- 中村康人（瀬戸内海放送、元大分朝日放送）
- 中根夕希（中国放送）：福岡市
- 本名正憲（中国放送）：北九州市
- 宮地麻理子（北海道放送、元熊本朝日放送・NHK北九州放送局キャスター）
- 室田智美（札幌テレビ放送、現在はラジオ子会社STVラジオに出向）：北九州市
- 森拓磨（広島テレビ放送）：福岡市
- 吉弘翔（広島ホームテレビ）：春日市

フリー
- 岩渕梢（元九州朝日放送、セント・フォース所属）：宗像市
- 大神いずみ（元日本テレビ）：福岡市
- 大坪千夏（元フジテレビ、ホリプロとマネジメント契約）：福岡市
- 岡本憲明（元宮崎放送）
- 甲斐田貴之（元エフエム山陰）：柳川市
- 菊池良子：久留米市
- 隈部崇之（元RKB毎日放送、フリースポーツアナウンサー）
- 古賀千尋（元NHK福岡放送局契約キャスター）：福岡市
- 小林容子（エントリーサービスプロモーション所属、元サガテレビ派遣）：久留米市
- 斉藤絹子（元RKB毎日放送）：福岡市
- 笹部佳子（元TVQ九州放送・NHK富山放送局契約キャスター）
- 佐藤征一（元テレビ西日本）：北九州市
- 佐々木正洋（元テレビ朝日）：北九州市
- 重松亜紀（J:COM北九州、元NHK北九州局契約キャスター）：北九州市八幡西区
- 柴田倫世（元日本テレビ）：筑紫野市
- 松田恵理（元九州朝日放送）：福岡市
- 田尻敏明（ナレーター、ローカルタレント）：北九州市八幡東区
- 田添菜穂子（元東北放送）：築上町
- 堤信子（元福岡放送、東京ビデオセンター所属）：福岡市
- 長崎真友子（元九州朝日放送）：古賀市
- 野下史織（KBC『アサデス。』スポーツコーナー担当、元NHK岡山放送局契約アナウンサー）：北九州市
- 野中美里（元新潟テレビ21契約・テレビ神奈川契約）
- 橋口文恵（元テレビ静岡）
- 橋本志穂（元福岡放送アナウンサー ガダルカナル・タカの妻）
- 林田スマ（元RKB毎日放送、大野城まどかぴあ男女平等推進センター所長）：嘉穂郡
- 林田真心子（元福岡放送、レポーター）：福岡市
- 松井陽子（元長崎文化放送、CS放送「TBSニュースバード」キャスター）
- 溝口典子（元鹿児島テレビ放送、元鹿児島シティエフエムパーソナリティ・テレビ西日本報道契約キャスター）：北九州市
- ★宮崎総子（元フジテレビ）：福岡市
- 宮瀬茉祐子（元フジテレビ）
- 宮本隆治（元NHK）：北九州市門司区
- 武藤麻美（元熊本朝日放送・九州朝日放送『KBCニュースピア』キャスター）：久留米市
- 矢佐間恵（元愛媛朝日テレビ・熊本朝日放送）
- 山下末則（元日本テレビ・アール・エフ・ラジオ日本、パーフェクト・スピーチ社長）：北九州市
- 山野本竜規（元日本海テレビ・琉球放送）：福岡市
- 山田香菜子（元山口朝日放送）
- 山本耕一（元テレビ長崎、九州朝日放送お天気キャスターその他で活動）：北九州市
- 吉竹史（元毎日放送、セント・フォース所属）：久留米市
- 吉永真樹（熊本県民テレビ）：北九州市
- 吉松孝（元TVQ九州放送）：北九州市
- 米谷奈津子（ノーメイク所属、NHK福岡局派遣）：古賀市
- 眞方富美子（元長崎文化放送・NHK横浜局キャスター）

退職者
- 青木裕子（元NHKラジオセンター、軽井沢朗読館館長）：北九州市
- 有馬幸恵（元NHK北九州放送局契約キャスター）：北九州市
- 天本圭子（大分朝日放送）
- 古賀和子（元RKB毎日放送）：久留米市
- 坤徳ひとみ（元山陽放送）：北九州市
- 坂井仁美（元静岡けんみんテレビ（現静岡朝日テレビ）・テレビ埼玉）
- 高山梨香（元テレビ西日本）：春日市
- 長谷川弘志（元九州朝日放送、KBCメディア元社長）：福岡市

### ジャーナリスト
- 赤星政尚（編集者、ライター、脚本家）
- 井上公造：（芸能リポーター）福岡市中央区
- 上杉隆
- 川上一夫（TVドラマプロデューサー）：北九州市
- 川口雅代
- 菊竹六鼓：うきは市
- ★木村栄文（RKB毎日放送元ディレクター）：福岡市
- 栗原美和子（テレビプロデューサー）
- 杉山邦博（元NHKアナウンサー、日本福祉大学生涯学習センター長、相撲ジャーナリスト、）
- ★千代丸健二（作家、人権活動家）：北九州市門司区
- 鳥井守幸：大牟田市
- 鳥越俊太郎：うきは市
- 箱島信一（朝日新聞社元社長、現特別顧問）：福岡市
- 元村有希子（毎日新聞社記者）：北九州市
- 吉崎エイジーニョ：北九州市
- ★笠信太郎（元朝日新聞社論説主幹）：福岡市

## その他

### アダルトタレント
- 上原亜衣（AV女優）
- 大塚ひな （AV女優）
- 岡崎美女（AV女優）
- 叶不二子（ポルノ女優、アメリカで活動）
- 菊池麗子（AV女優）
- 京野明日香（AV女優）
- 九野ひなの（AV女優）
- 倉本千奈美（AV女優）
- 斎木きな（AV女優）
- 佐田茉莉子（AV女優）
- 榊れいな（AV女優）
- 桜井風花（元AV女優）
- 白峰ミウ（AV女優）
- 涼川絢音（AV女優）
- 能田曜子（AV女優）
- 初川みなみ（AV女優）
- はらだはるな（AV女優）
- 響奈美（AV女優）
- 藤森くらら（AV女優）
- 松岡ちな（元AV女優）
- 松島かえで（AV女優）
- 水原みその（AV女優）
- 宮路ナオミ（AV女優）
- 宮村ななこ（AV女優）
- 最上一花（AV女優）
- 山崎かおり（元AV女優）
- 山手梨愛（AV女優）
- 弥生みづき（AV女優）
- 夢見照うた（AV女優）
- 代々木忠（AV監督）

### その他の人物
- ★生原昭宏（日米間の野球交流の発展に尽力した人物）：香春町
- ★臼井六郎（秋月藩士）
- ★大江俊明（築上郡八屋町(現・豊前市)の名士）：豊前市
- ★蒲池鎮浪（福岡藩伝来の柳生新影流代13代宗家）
- 坂見誠二（ストリートダンス界のカリスマ）：久留米市
- ★篠原泰之進（新撰組・諸士調役兼監察、柔術師範）：筑後国生葉郡高見村（現・うきは市浮羽町高見）
- ★田中カ子（元長寿世界一。ギネスブック認定者）：福岡市
- ★谷豊（盗賊、日本軍の諜報員。『快傑ハリマオ』のモデルとなった人物）：福岡市南区生まれ
- ★中願寺雄吉（元男性長寿世界一、ギネスブック認定者）：筑紫野市
- ★月形洗蔵（福岡藩士。幕末の勤皇の志士）
- 戸北美月（気象予報士）
- 永嶋久子（資生堂の世界進出に貢献した海外派遣美容部員のパイオニア）：嘉麻市
- ★中野シツ（元女性長寿日本一）：柳川市
- ★平野国臣（福岡藩士。幕末の志士）
- 古野弥生（1960年ミス・ユニバース日本代表）
- ★松崎浪四郎（剣客。久留米藩剣術指南役。剣槍柔術永続社剣術教授方。宮内省済寧館御用掛）
- ★皆川ヨ子（元女性長寿世界一、ギネスブック認定者）：福智町
- 森武知子（ミス関門トンネル。1958年ミス・ユニバース日本代表）
- 藪正孝（元警察官、暴追ネット福岡開設者）：北九州市戸畑区
- 吉本敏洋（プログラマ、悪徳商法?マニアックス管理人）

### 架空の人物・キャラクター
- 有城そら（映画『ドットハック セカイの向こうに』主人公、CV桜庭ななみ）- 福岡県柳川市在住
- 岡野智彦（映画『ドットハック セカイの向こうに』 有城そらの幼なじみでクラスメイト、CV田中圭）- 福岡県柳川市在住
- 田中翔（映画『ドットハック セカイの向こうに』 有城そらのクラスメイト、CV松坂桃李）- 福岡県柳川市在住
- フグ田サザエ（『サザエさん』 主人公）
- 磯野波平（『サザエさん』 フグ田サザエの父）
- 磯野海平（『サザエさん』 フグ田サザエ、磯野カツオ、ワカメ、波野ノリスケの伯父）（福岡在住）
- 波野ノリスケ（『サザエさん』 磯野波平、フネ夫婦の甥でフグ田サザエ、磯野カツオ、ワカメのいとこ）
- 波野なぎえ（『サザエさん』磯野波平の妹で、フグ田サザエ、磯野カツオ、ワカメの叔母でノリスケの母、フグ田タラオの大叔母）(福岡在住)
- 小川三四郎（夏目漱石の小説『三四郎』主人公）：京都郡真崎村（架空の村、豊津近郊の農村）出身
- 三輪田のお光さん（三四郎の幼馴染み、両家の母親は二人の結婚を望んでいるが、三四郎は都会の女性に魅かれる）：豊津近郊の農村在住
- 樹らんる（『爆竜戦隊アバレンジャー』）：福岡市
- 荒岩一味（『クッキングパパ』主人公）：福岡市城南区箱崎（実在しない）出身、東区香椎在住
- 田中一（『クッキングパパ』）：糟屋郡新宮町
- 広田けいこ （『クッキングパパ』）：北九州市小倉南区
- 青木ルリ子（『クッキングパパ』）：北九州市
- 梅田よしお（『クッキングパパ』）
- 鮎川喜一（『モンキーターン』）
- 山田よしお（『おじゃまんが山田くん』 主人公）：山田市（現：嘉麻市）生まれ
- 中江兵太（『ミスター味っ子』）：博多在住
- 郷六平（『博多っ子純情』 主人公）：福岡市博多区在住
- 小柳類子（『博多っ子純情』）：福岡市博多区在住
- 阿佐道夫（『博多っ子純情』）：福岡市博多区在住
- 野田恵（『のだめカンタービレ』主人公）：生まれは東京都だが、10歳のとき父親の故郷大川市へ移住。
- 川尻松子（『嫌われ松子の一生』主人公）：大川市大字大野島
- 松岡千恵（『センチメンタルグラフティ』）
- 内海俊夫（『キャッツ・アイ』）
- 柴田純（『太陽にほえろ!』で松田優作が演じた刑事）：門司市（現北九州市門司区）生まれ（設定では架空ということで福岡県でなく山口県になっている）
- 伴省吾（『バンビ〜ノ!』）：福岡市（博多）出身
- 一条直也（『柔道一直線』主人公）:北九州市出身。テレビ版では東京都になっている
- 富島松五郎（小説『富島松五郎伝』主人公。のちに『無法松の一生』として映画化）：小倉生まれ
- 伊吹信介（『青春の門』主人公）：田川市出身
- 前田汐（朝の連続テレビ小説『走らんか!』主人公）
- 島勇作（『幸福の黄色いハンカチ』で高倉健が演じた主人公）：飯塚市
- 花田欽也（『幸福の黄色いハンカチ』で福岡市出身の武田鉄矢が演じた）：福岡市（台詞では博多）
- 坂本金八（『3年B組金八先生』で、福岡市出身の武田鉄矢が演じた主人公）：福岡市出身、福岡教育大学卒
- 鳥飼重太郎（『点と線』）
- 日高陽斗（『天国と地獄〜サイコな2人〜』）
- 朝倉啓太（『CHANGE』）
- 福岡祭（『もえちり!』シリーズの擬人化キャラ）
- 宮子（『ひだまりスケッチ』）
- 東野ゆかり（『ときめきメモリアル Only Love』で、福岡市出身の田村ゆかりが声を担当した）
- 小山一美（『貧乏男子 ボンビーメン』）
- 博多どん太（『南国少年パプワくん』、『PAPUWA』）の登場人物
- ジャコビ（『おかあさんといっしょ』「ぐ〜チョコランタン」に登場するキャラクター。会話が福岡方言）
- 立向居勇気（『イナズマイレブン』）
- 千梅ちゃん（『ゆるキャラ』）
- 一ノ瀬トキヤ(『うたの☆プリンスさまっ♪』)
- 上田鈴帆（『アイドルマスター シンデレラガールズ』）
- 大和亜季（『アイドルマスター シンデレラガールズ』）
- 桐野アヤ（『アイドルマスター シンデレラガールズ』）
- 斉藤洋子（『アイドルマスター シンデレラガールズ』）
- 野々村そら（『アイドルマスター シンデレラガールズ』）
- 松尾千鶴（『アイドルマスター シンデレラガールズ』）
- ジュリア（『アイドルマスター ミリオンライブ!』）
- ティナ・フォスター（『藍より青し』）：アメリカ生まれ、5歳のとき博多へ移住。
- 大空レイ（『新幹線変形ロボ シンカリオン』新幹線超進化研究所・門司支部所属「シンカリオン 800つばめ」運転士）
- 中洲ヤマカサ（『新幹線変形ロボ シンカリオンZ』新幹線超進化研究所・門司支部所属「シンカリオンZ 800つばめ」運転士）
- 黒木さやか（『SURVIVAL WEDDING』）
- 大桜美々（『#リモラブ 〜普通の恋は邪道〜』）：博多区
- 新町亮太郎（『オールドルーキー』）：久留米市

## 福岡県にゆかりのある人物

### 政治家
現職
- 宮内秀樹（衆⑤・福岡4区・自民）：愛媛県松山市
  - 元農林水産副大臣
- 鳩山二郎（衆④・福岡6区・自民）：東京都。元大川市長。曾祖父が石橋正二郎
  - 元総務大臣政務官
  - 元国土交通大臣政務官兼内閣府大臣政務官
- 吉田宣弘（衆④・比例九州・公明）：熊本県荒尾市。元福岡県議会議員
- 田村貴昭（衆④・比例九州・共産）：大阪府。元北九州市議会議員
- 秋野公造（参③・福岡県選挙区・公明）：兵庫県神戸市
  - 元財務副大臣
- 吉村洋文（大阪府知事。元大阪市長）：大阪府。九州大学法学部卒
- 武内和久（北九州市長）：佐賀県で出生。福岡市西区育ち。元厚生労働省官僚
- 高島宗一郎（福岡市長）：大分県大分市。元KBCアナウンサー
- 福田健次（中間市長）：石川県。アクション俳優、司会者。旧芸名：福田浩

元・前職
- ★緒方竹虎（衆。元自由党総裁）：山形県
- ★鳩山邦夫（衆。元総務大臣、元法務大臣）：由紀夫の弟
- 鳩山由紀夫（衆。元総理大臣）：東京都。祖父が石橋正二郎
- 北橋健治（元北九州市長）：兵庫県西宮市。元衆議院議員＜民社→民主・福岡9区/比例九州ブロック＞
- ジョージ・アリヨシ（元ハワイ州知事。父が豊前市出身。豊前市名誉市民）:アメリカ合衆国ハワイ州

### 実業家
- 石井幸孝（JR九州初代社長。福岡県サッカー協会会長）：広島県呉市：
- 井手隆司（スカイマーク元代表取締役会長、エアアジアジャパン代表取締役会長）：福岡市
- 石原進（JR九州会長）：東京都
- ★大倉和親（東洋陶器<現TOTO>初代社長）：東京都日本橋生まれ
- ★大迫忍（ゼンリン前社長）：大分県
- ★竹島紀元（鉄道ジャーナル社社長。九州大学卒）：朝鮮半島・通川
- ★川原俊夫（辛子明太子「ふくや」創業者）：朝鮮（現韓国）釜山市
- ★斎藤守慶（毎日放送元社長・会長・最高顧問。父は福岡県知事（官選時代）などを務めた斎藤守國）：東京都
- ★代田稔（医学博士、ヤクルト本社創業者。1935年福岡市に代田保護菌研究所を設立、「ヤクルト」の製造・販売を開始。）：長野県飯田市
- 孫泰蔵（ガンホー・オンライン・エンターテイメント創業者。久留米大学附設高等学校を卒業。）：佐賀県鳥栖市
- 孫正義（ソフトバンクグループ最高経営責任者。福岡県で創業。久留米大学附設高等学校を中退。福岡ソフトバンクホークスオーナー）：佐賀県鳥栖市
- ★土居君雄（カメラのドイ創業者）：広島市
- 堀高明（スターフライヤー社長）：長崎県
- ★松永安左エ門（電力王と言われた財界人。西部合同ガス（現西部ガス）初代社長。元衆議院議員）：長崎県壱岐市
- 三田芳裕（明治座代表取締役社長。妻が博多区出身）：東京都

### 芸術家・文筆家・漫画家
- 蒼樹うめ（漫画家）：生まれは兵庫県、福岡県育ち
- ★石丸寛（九州交響楽団初代常任指揮者）：中国・青島生まれ
- ★磯崎新（建築家。旧福岡相互銀行（後の福岡シティ銀行→西日本シティ銀行）本店をはじめ同行の複数の支店や、北九州市立美術館、北九州市立中央図書館など数多くの建造物を設計）：大分県大分市
- ★上野英信（記録文学作家）：山口県山口市出身。
- 影木栄貴（漫画家）：東京都生まれ。父が内藤武宣（母方の祖父・竹下登の秘書）、DAIGOの姉。
- オノ・ヨーコ（音楽家、芸術家。ジョン・レノンの妻）：東京都。祖父が柳川市出身で第4代日本興業銀行総裁の小野英二郎
- 押切蓮介（漫画家）：神奈川県。祖父が神崎武雄
- ★梶原一騎（漫画原作者）：東京市浅草区（現・東京都台東区）。子供時代に小倉市（現・北九州市小倉）在住の親戚宅に預けられた経験あり
- 片山恭一（小説家）：愛媛県宇和島市。九州大学卒業。福岡県在住
- 川端康生（フリーライター）：大分県中津市。福岡市立大名小学校卒業、福岡市立花畑中学校に一時在籍
- 岸本斉史（漫画家）：岡山県勝田郡奈義町。九州産業大学卒業
- 黒田征太郎（イラストレーター・グラフィックデザイナー）：大阪府大阪市。北九州市在住
- ★三條栄三郎（建築家）：山形県。旧福岡県公会堂貴賓館などを設計
- ★杉田久女（俳人）：鹿児島市
- 鈴木結生（小説家、福岡県立修猷館高等学校→西南学院大学卒→同大学院在学中）：福島県郡山市
- 髙樹のぶ子（芥川賞・谷崎潤一郎賞受賞作家）：山口県防府市。福岡市在住
- ★團伊玖磨（作曲家）：祖父は團琢磨。合唱組曲「筑後川」を作曲
- 辻仁成（作家、ミュージシャン）：東京都日野市。少年期を福岡県で過ごす
- 鶴田一郎（画家）：熊本県天草市。福岡市にアトリエを構える
- 中山智幸（作家）：鹿児島県鹿屋市。西南学院大学卒業。福岡市早良区在住
- 夏樹静子（推理作家）：東京都。福岡市在住
- 沼田真佑（第157回芥川賞受賞。第122回文學界新人賞受賞）：北海道小樽市生まれ。岩手県盛岡市在住。西南学院大学卒業
- 野村佐紀子（写真家）：山口県下関市生まれ。九州産業大学卒業
- ★橋本多佳子（俳人）：東京市本郷区（現・東京都文京区）。結婚後小倉市（現・北九州市小倉北区）に櫓山荘を建築・居住
- 羽住英一郎（脚本家、映画監督）：千葉県。2010年より北九州市文化大使
- 原泰久（漫画家）：佐賀県三養基郡基山町出身。福岡県在住
- はるき悦巳（漫画家。代表作『じゃりン子チエ』）：大阪府大阪市西成区出身。両親が北九州市出身
- 浜田ブリトニー（漫画家)：千葉県千葉市出身。父が宗像市出身
- ★森鷗外（小説家、評論家、翻訳家、医学者、軍医。第十二師団軍医部長として小倉へ赴任）：石見国（現・島根県）津和野生まれ
- もりいくすお（漫画家、イラストレーター、母が久留米市出身）：東京都
- ★柳原白蓮（筑紫の女王と呼ばれた歌人）：東京出身。飯塚の炭坑王伊藤伝右衛門の後妻
- 山口淳（現代音楽作曲家）：東京都世田谷区。九州大学大学院修了
- 山下洋輔（ジャズピアニスト、作曲家、作家）：東京都渋谷区。小3から中1途中まで田川市で過ごした
- 山田宗樹（作家。代表作「嫌われ松子の一生」。第18回横溝正史ミステリ大賞受賞者）：愛知県犬山市出身。大川市在住
- 吉浦康裕（映像作家）：北海道。九州芸術工科大学卒業

### 芸能界・タレント・歌手
- 浅野真澄（声優・絵本作家。夫で漫画家の畑健二郎が福岡市出身）：秋田県能代市
- 絢香（歌手。第一薬科大学付属高等学校卒）：大阪府守口市
- 綾戸智絵（ジャズシンガー。母親が福岡県出身）：大阪市阿倍野区
- ★石井好子（シャンソン歌手。父は石井光次郎）：東京都
- 石川セリ（井上陽水の妻）：神奈川県相模原市
  - 依布サラサ（作詞家・歌手・ラジオDJ。井上陽水、石川セリの娘。福岡市在住）：東京都
- 石川梨華（元モーニング娘。、夫でプロ野球選手の野上亮磨が太宰府市出身）：神奈川県横須賀市
- いしだあゆみ（歌手・女優。母親が大牟田市出身）：長崎県佐世保市生まれ、大阪府池田市育ち
- 石田ゆり（元歌手・女優。母親が大牟田市出身。いしだあゆみの妹）: 大阪府池田市
- 石橋静河（女優。父親は石橋凌）：東京都
- 井手らっきょ（お笑いタレント。久留米大学中退）：熊本県熊本市中央区
- 梅沢富美男（俳優・歌手。父が若松市（現北九州市若松区）出身）：福島県福島市
- 江頭2:50（お笑いタレント。九州産業大学中退）：佐賀県神埼市
- 江頭ゆい（久留米市で出生）：佐賀県
- F チョッパー KOGA（歌手。父が福岡県出身）：愛知県
- ★江利チエミ（歌手、女優。父の久保益雄が田川郡添田町出身、元夫は高倉健）：東京都
- 蛯原友里（モデル・女優・タレント。九州産業大学卒）：宮崎県宮崎市
- 大江千里（シンガーソングライター。北九州市立霧丘中学校に2年間在籍）：大阪府藤井寺市
- 大久保麻理子（台湾で女優活動。小学生のとき福岡県に在住）：長崎県佐世保市
- 多田愛佳（AKB48、HKT48元メンバー、2012年11月よりAKB48から移籍、2017年4月までHKT48に在籍）：埼玉県
- 大場美奈（AKB48、SKE48元メンバー。福岡ソフトバンクホークス石川柊太の妻）：神奈川県
- 岡崎百々子（アイドル：BABYMETAL 元（さくら学院）、父は博多華丸。福岡県生まれ）：神奈川県
- 岡部まり（タレント。福岡女学院短期大学英語学科卒）：長崎県南島原市
- おすぎ（25年以上にわたり福岡県でレギュラー番組に定期出演。2010年10月より10年近く県内在住。）：神奈川県横浜市
- 甲斐名都（シンガーソングライター。父は甲斐バンドの甲斐よしひろ）：東京都世田谷区
- kaede（歌手、DJ）：京都府
- ★片岡知子（音楽家、インスタントシトロン。西南学院大学在学時にバンド結成）：岡山県
- 加藤浩次（極楽とんぼ。妻の緒沢凛が福岡県出身）：北海道小樽市
- 川上麻衣子（母が太宰府市出身）：スウェーデン・ストックホルム生まれ
- 川上泰生（元ヒップアップ。福岡で長年にわたりローカルタレントとして活動。元アナウンサー・MC養成校「カワカミスクール」代表）大分県大分市
- 桐谷美玲（モデル、女優。父が福岡県出身[18]）：千葉県市原市
- 草刈麻有（女優、モデル。父は草刈正雄）：東京都
  - 紅蘭（タレント、アスレティックトレーナー。草刈麻有の姉）：東京都
- 熊谷真実（女優。父親は福岡県、母親は山口県の出身）:東京都杉並区、松田美由紀の姉
- 桑田佳祐（シンガーソングライター、サザンオールスターズ。父方の先祖が明治初頭に小倉（現：北九州市）の城下町に在住。桑田家は祖母の実家にあたり[19]、自身も本籍地は北九州市若松区であった時期が存在することを公言した[20]）：神奈川県茅ヶ崎市
- 高良健吾（俳優。2歳から中学2年生の途中まで北九州市→福岡市在住）：熊本県熊本市
- 小林茉里奈（元AKB48→福岡放送アナウンサー）：神奈川県川崎市
- 是永瞳（モデル、女優、空手家。福岡大学在学）：大分県豊後高田市
- 斎藤恭代（ファッションモデル、タレント。杉森高等学校卒、在学中に『いちご姫』選出。）：栃木県
- 坂上忍（俳優、タレント。父で小説家の坂上精一郎が大牟田市出身）：東京都杉並区西荻窪
- 坂井泉水（歌手。ロックバンドZARDのヴォーカル。両親が久留米市出身）:神奈川県平塚市
- 坂口憲二（俳優。父親が久留米市出身で元プロレスラーの坂口征二）：東京都
- ★坂本龍一（音楽家。父親が福岡県甘木市（現：朝倉市）出身で河出書房の元編集者の坂本一亀）：東京都
  - 坂本美雨（歌手）：坂本龍一の長女
- 指原莉乃（HKT48メンバー、2012年AKB48から移籍、2013年から卒業までHKT48劇場支配人兼任）：大分県大分市
- 設楽統（タレント、母が久留米市出身）：埼玉県秩父郡皆野町（秩父市）
- シベリア文太（よしもとクリエイティブ・エージェンシー福岡支社立ち上げ期に出向）：福井県
- 杉田かおる（女優、母が福岡県出身、2011年から福岡県に移住）：東京都新宿区
- 杉山裕之（我が家、単独でワタナベエンターテインメント九州事業本部所属経験あり）：埼玉県上尾市
- スザンヌ（タレント。（旧）第一経済大学付属高等学校芸能科を2年生途中まで在籍、後に同校の通信制に再入学し卒業）：熊本県
- SOH（GReeeeN。県内在住経験あり）：佐賀県
- DAIGO（歌手・タレント）：父が内藤武宣（母方の祖父竹下登の秘書）、影木栄貴の弟
- TAKAHIRO（EXILEヴォーカル。福岡美容専門学校福岡校在籍中に、福岡県美容技術選手権大会で優勝経験あり）：山口県下関市生まれ、長崎県佐世保市育ち
- 田中裕二（爆笑問題、両親が福岡県出身〈八女市・小郡市〉）：東京都中野区
- 谷口崇（シンガーソングライター。幼少時から福岡県在住、福岡大学卒）：佐賀県
- 檀ふみ（女優、エッセイスト。父は檀一雄）：東京都
- 千葉麗子（元女優、元アイドル。糸島市在住）：福島県
- 土屋太鳳（女優。母方の祖母が福岡県出身）：東京都
- 徳井健太（平成ノブシコブシ。妻の藤田恵名が北九州市出身）：北海道別海町
- 鳥越さやか（シャンソン歌手、父は鳥越俊太郎）：東京都
- トリンドル玲奈（モデル、女優、姉）：オーストリア、トリンドル瑠奈（タレント、妹）：東京都。母は宗像市赤間出身[注 1]。
- 中澤裕子（元モーニング娘。、夫の仕事で福岡県に移住）：京都府福知山市
- 中山明日実（タレント・フリーアナウンサー、中村学園女子高校卒業）：埼玉県
- 中森明菜・明穂姉妹（歌手、女優。父親が福岡県出身）：東京都清瀬市
- 長渕剛（シンガーソングライター。九州産業大学中退）：鹿児島県鹿児島市
- 西田和昭（俳優、映画監督。第一経済大学卒）：大分県佐伯市
- 西任白鵠（DJ、歌手。小学校1年生時に県内に転入、アメリカ留学中の1年間を除き高校卒業まで在住）：兵庫県川西市
- のだこころ（ソプラノ歌手、女優。福岡市立高宮中学校→福岡県立筑紫丘高等学校卒）：佐賀県
- 波田陽区（お笑いタレント。2016年4月から福岡市に移住[21]）：山口県下関市
- 原千晶（女優、タレント。小4から小6まで北九州市立日明小学校に在籍）：北海道帯広市
- 比花知春（オーダースーツ店の副代表[22][23]。元歌手。福岡県在住）：沖縄県宜野湾市
- 日南響子（女優・モデル・歌手。父親が福岡県出身）：愛知県稲沢市出身
- 福場俊策（俳優、福岡大学卒業→福岡大学大学院修了。修了後、福岡大学で助教として勤務）：島根県益田市
- 福山雅治（歌手・俳優、父方の祖父が柳川市、母方の祖母が大川市出身）：長崎県長崎市
- 藤崎ミシェル（タレント）：米国フロリダ州
- 前川清（歌手・タレント、妻が水巻町出身）：長崎県北松浦郡鹿町町（現在の佐世保市）
  - 紘毅（歌手・タレント、前川清の息子）：東京都世田谷区
- 前田敦子（アイドル〈元AKB48〉・女優、歌手。両親が福岡県出身）：千葉県市川市
- 松岡はな（アイドル〈HKT48メンバー〉。母が北九州市戸畑区出身、祖父母が同区在住）：千葉県
- 松隈ケンタ（音楽プロデューサー。Buzz72+メンバー）：佐賀県三養基郡基山町出身。福岡県在住。
- 松田美由紀（女優。父親は福岡県、母親は山口県の出身）：東京都杉並区、熊谷真実の妹
  - 松田龍平：美由紀の長男
  - 松田翔太：美由紀の次男
- 真瀬樹里（女優、千葉真一の長女）東京都生まれ
- 真剣佑（俳優、千葉真一の長男）米国生まれ
- 松村邦洋（お笑いタレント。九州産業大学中退、大学在学時にテレビ西日本でアルバイト経験有）：山口県熊毛郡田布施町
- 二代目松本白鸚（歌舞伎役者、俳優。妻の藤間紀子が福岡県出身）：東京都
  - 十代目松本幸四郎（歌舞伎役者）：二代目白鸚の長男
    - 八代目市川染五郎：十代目幸四郎の長男

  - 松本紀保（女優）：二代目白鸚の長女、夫・川原和久が福岡県出身
  - 松たか子（女優）：二代目白鸚の次女
- 三国一夫（俳優、福岡県を舞台とした連続テレビ小説『走らんか!』主役）：新潟県栃尾市（現在は長岡市）
- 水沢螢（モデル・タレント。福岡県立宗像高等学校卒）：広島県広島市
- 水野美紀（女優。小学5年生まで三重県四日市市で過ごし、小学6年生の春から中学校卒業まで福岡市城南区で過ごした）：香川県高松市生まれ、三重県四日市市出身
- 宮島咲良（元KBCアナウンサー）：東京都江戸川区
- ★ 村下孝蔵（シンガーソングライター、高校卒業後、得意の水泳で実業団・新日本製鐵八幡製鐵所に就職）：熊本県出身。
- 本村健太郎（弁護士・俳優。久留米大学附設中学校・高等学校卒業）：佐賀県佐賀市
- 森山良子（歌手。父方の祖父母が北九州市小倉、京都郡苅田町出身）：東京都世田谷区
  - 森山奈歩（元歌手）：良子の長女。東京都
  - 森山直太朗（歌手）：良子の長男。東京都渋谷区
- 門馬良（太宰府市在住の演歌歌手）：東京都葛飾区柴又
- ★八奈見乗児（声優。福岡県立修猷館高等学校卒業。RKB毎日放送劇団出身の俳優・声優）：満州国生まれ、東京都
- 矢吹二朗（元俳優、千葉真一の弟、真瀬樹里、真剣佑姉弟の叔父）：千葉県
- 山口淑子（中国名李香蘭。女優、歌手。母が福岡県出身）：満州国撫順生まれ
- 山口竜之介・山口茜兄妹（声優、共に父親が山口勝平）：兄妹は東京都生まれ

### スポーツ界

#### 野球
福岡ソフトバンクホークス（福岡ダイエーホークス）関連
監督・フロント
- 小久保裕紀（現監督<2024年（就任発表は2023年10月21日） - >。2022年-2023年2軍監督。2021年ヘッドコーチ。1994年-2003年、2007年-2012年在籍）：和歌山県和歌山市
- 藤本博史（4代目監督<2022年-2023年>。1982年-1998年の間選手としても在籍）：大阪府泉北郡忠岡町
- 工藤公康（3代目監督<2015年-2021年>。1995-1999年の間選手としても在籍）：愛知県名古屋市天白区
- 秋山幸二（2代目監督<2009年-2014年>。1994-2002年の間選手、2005-2008年の間コーチとしても在籍）：熊本県八代郡宮原町（現・氷川町）
- 王貞治（福岡ダイエーホークス4代目および福岡ソフトバンクホークス初代監督<1995-2008年>、現：球団会長。第1回WBC日本代表監督、第2回WBC日本代表監督相談役。福岡市名誉市民）：東京都墨田区生まれ
- ★根本陸夫（福岡ダイエーホークス3代目監督<1993-1994年>、元福岡ダイエーホークス球団社長、元クラウンライターライオンズ監督）：茨城県那珂郡東海村
- 田淵幸一（福岡ダイエーホークス2代目監督<1990-1992年>）：東京都豊島区
- ★杉浦忠（福岡ダイエーホークス初代監督<1989年>）：愛知県西加茂郡挙母町（現豊田市）
- 坂井保之（元福岡ダイエーホークス球団代表、福岡県立修猷館高等学校卒）：山口県
- ★高塚猛（元福岡ダイエーホークス社長・オーナー代行）：東京都
- 小林至（海外担当兼中長期戦略担当部長）：神奈川県
- ★中内㓛（ダイエー創業者、元福岡ダイエーホークスオーナー）：大阪府
- 中内正（元福岡ダイエーホークスオーナー、元福岡ソフトバンクホークス名誉顧問）
- 永井智浩（福岡ソフトバンクホークス編成育成本部長。1998年-2005年選手として在籍）：兵庫県明石市

コーチ
- 寺原隼人（2023年3軍投手コーチ。2002年-2006年、2013年-2018年在籍）：宮崎市
- 若田部健一（三軍投手コーチ。1992年-2002年在籍）：神奈川県鎌倉市
- 村松有人（一軍外野守備走塁コーチ。1991年-2003年、2009年-2010年在籍）：石川県金沢市
- 井出竜也（二軍外野守備走塁コーチ。2005年-2006年在籍）：山梨県富士河口湖町
- 倉野信次（ファーム投手統括コーチ。1997年-2007年在籍）：三重県度会郡小俣町、現伊勢市
- 田之上慶三郎（二軍投手コーチ。1990年-2007年在籍）：鹿児島県指宿市
- 大道典嘉（三軍打撃コーチ。1997年-2006年在籍）：三重県志摩市

選手
- 大越基（四軍監督。1993年-2003年選手として在籍。その後山口県の高校の野球部監督を経て2025年より現職）：宮城県
- 栗原陵矢 （2020東京オリンピック野球日本代表）：福井県福井市
- 近藤健介（2023 ワールド・ベースボール・クラシック日本代表）：千葉県千葉市
- デニス・サファテ（2017年パシフィック・リーグセーブ記録樹立）：アメリカ合衆国ニューヨーク州ニューヨーク
- 武田翔太（2015 WBSCプレミア12 日本代表、2017 ワールド・ベースボール・クラシック日本代表）：宮崎市
- 柳田悠岐：広島市
- 山川穂高（2023 ワールド・ベースボール・クラシック日本代表）：沖縄県那覇市
- 和田毅（2015年11月復帰。元シカゴ・カブス。2003年-2011年在籍。第1回WBC日本代表。北京オリンピック日本代表）：山形県生まれ愛知県江南市、島根県出雲市育ち

在籍していた選手・コーチ
- 新垣渚（福岡ソフトバンクホークス球団職員。2003年-2014年7月在籍）（九州共立大学卒業）：沖縄県那覇市
- 五十嵐亮太（2013年-2018年在籍）：北海道留萌市
- 石川柊太：（千葉ロッテマリーンズ。2014年-2024年在籍）：東京都
- 甲斐拓也：（読売ジャイアンツ。2011年-2024年在籍。2020東京オリンピック野球日本代表）：大分県大分市
- 井口資仁（千葉ロッテマリーンズ元監督。1997年-2004年在籍）：東京都田無市（現西東京市）
- 池田親興（TNC野球解説者。1991年-1994年在籍）：宮崎県宮崎市
- 今井雄太郎（1991年に1年だけ在籍。現在は福岡をベースにローカルタレント）：新潟県長岡市
- 入来祐作（オリックス・バファローズ投手コーチ。投手コーチとして2015年-2019年在籍）：宮崎県都城市
- 内川聖一（2011年-2020年在籍。2001年-2010年横浜ベイスターズ、2021年-2022年東京ヤクルトスワローズ、2023年大分B-リングス）：大分市
- 大石大二郎（2010年-2013年1軍ヘッドコーチとして在籍）：静岡市
- 大竹耕太郎（阪神タイガース。2018年-2022年在籍）：熊本市南区
- 加治屋蓮（阪神タイガース。2014年-2020年在籍）:宮崎県串間市
- 川﨑宗則（2020年- 栃木ゴールデンブレーブス所属。2017年4月復帰。2001年-2011年在籍。2012年シアトル・マリナーズ→2013年トロント・ブルージェイズ。第1回、第2回WBC日本代表。北京オリンピック日本代表）：鹿児島県姶良町
- 城所龍磨（福岡ソフトバンクホークス球団職員。2004年-2018年在籍）：愛知県豊川市
- 斉藤和巳（2013年7月まで在籍、現：TVQ解説者）：京都市
- 佐々木誠（ダイエー移転時から1993年まで現役で在籍、コーチ・3軍監督として2003年、2015年-2017年在籍。現鹿児島城西高等学校野球部監督）：岡山県倉敷市
- 佐藤義則（2015年-2017年投手コーチとして在籍、現関メディベースボール学院統括投手コーチ）：北海道奥尻町
- 城島健司（福岡ソフトバンクホークス球団会長付特別アドバイザー。1995年-2005年在籍。2006年-2009年シアトル・マリナーズ。2010年-2012年阪神タイガース。妻の大藤真紀が飯塚市出身。）：長崎県佐世保市
- 攝津正（2009年新人王。2009年-2018年）：秋田市
- 千賀滉大（現ニューヨーク・メッツ。2011年-2022年在籍。2017 ワールド・ベースボール・クラシック日本代表）：愛知県蒲郡市
- 髙橋秀聡（2005年-2011年在籍。九州共立大学卒）：群馬県太田市
- ★高畠導宏（元南海ホークス選手。コーチとして1991年-1994年在籍。後、筑紫台高等学校の教員となり高校野球監督を目指す）：岡山県岡山市
- 達川光男（コーチとして1995年、2017年-2018年在籍）：広島市
- 田中正義（北海道日本ハムファイターズ。2017年-2022年在籍）：横浜市鶴見区
- 田上秀則（2006年-2013年在籍。九州共立大学卒）：大阪市住之江区
- 多村仁志（2007-2012年在籍。元横浜ベイスターズ）：神奈川県厚木市
- 茶谷健太（千葉ロッテマリーンズ。2016年-2018年在籍）：神奈川県茅ヶ崎市
- 鶴岡慎也（北海道日本ハムファイターズ。2014年-2017年在籍）：鹿児島県肝付町
- 鳥越裕介（現役時代とコーチ時代も合わせて1999年-2017年在籍。現千葉ロッテマリーンズヘッドコーチ）：大分県臼杵市
- 西村龍次（KBC野球解説者。1998-2001年在籍。NPO「ふくろうの森」理事長）：広島県呉市
- 藤原満（KBC野球解説者。元南海ホークス選手。コーチとして1989年-1990年、1993年-1994年在籍）：愛媛県
- 細川亨（火の国サラマンダーズ初代監督。2011年-2016年在籍）：青森県平内町
- 本間満（1995年-2009年在籍）：北海道留萌市
- 松坂大輔（埼玉西武ライオンズ。2015年-2017年在籍）：東京都（妻の柴田倫世は福岡県出身）
- 松田宣浩（2006年-2022年在籍。2023年読売ジャイアンツ）：滋賀県草津市
- 松中信彦（1997年-2015年在籍。第1回WBC日本代表）：熊本県八代市
- 馬原孝浩（火の国サラマンダーズピッチングGM。2004年-2012年在籍。九州共立大学卒。第1回、第2回WBC日本代表）：熊本県熊本市
- 森福允彦（2007年-2016年在籍）：愛知県豊橋市
- 森脇浩司（選手として1987年-1996年、コーチとして1997年-2009年在籍）：兵庫県
- 山内孝徳（1981年-1992年在籍。2014年コーチとして在籍。）
- 山崎勝己（オリックス・バファローズバッテリーコーチ。2001年-2013年在籍）：兵庫県伊丹市
- 山村善則（チーム福岡移転時から選手、コーチとして2012年まで在籍）：大阪府和泉市
- 湯上谷竑志（1985年-2000年選手、2001年-2011年フロント・コーチとして在籍）： 富山県黒部市

北九州下関フェニックス
監督・コーチ
- 西岡剛（監督兼選手。元阪神タイガース内野手。母が大牟田市出身）：奈良市

元・西鉄ライオンズ
- ★池永正明（投手）：山口県下関市
- ★稲尾和久（投手）：大分県別府市
- 井上善夫（投手）：山梨県上野原市
- 伊原春樹（内野手）：広島県府中市
- ★大下弘（外野手）：兵庫県神戸市
- 大田卓司（外野手）：大分県
- ★加藤初（投手）：静岡県富士市
- ★河村英文（投手）：大分県
- ★関口清治（外野手）：台湾
- ★高倉照幸（外野手）：熊本県
- 竹之内雅史（内野手）：神奈川県横須賀市
- 玉造陽二（外野手）：茨城県水戸市
- ★豊田泰光（遊撃手）：茨城県大子町
- ★中西太（三塁手）：香川県高松市
- ★中村長芳（福岡野球オーナー）：山口県山口市
- 西村貞朗（投手）：香川県琴平町
- 畑隆幸（投手）：大分県日田市、福岡県立小倉高等学校卒
- 東尾修（投手）：和歌山県有田川町
- ★東田正義（外野手）：奈良県
- ★三原脩（監督）：香川県
- 基満男（内野手）：兵庫県神戸市
- ★和田博実（捕手）：大分県臼杵市

上記以外のチーム
- ★伊藤健治（八幡大学卒。門司鉄道管理局→JR九州、九州国際大学硬式野球部元監督）：熊本県宇城市
- 岩隈久志（読売ジャイアンツ。元東北楽天ゴールデンイーグルス→シアトル・マリナーズ。父親が福岡県出身）：東京都東大和市
- 大瀬良大地（広島東洋カープ。九州共立大学卒、在学中に野球日本代表選出経験あり。）：長崎県大村市
- 加藤政義（元横浜DeNAベイスターズ。九州国際大学卒）：宮城県仙台市
- 桑田真澄（元読売ジャイアンツ→ピッツバーグ・パイレーツ。母親が福岡県出身）：大阪府
- 権藤博（元中日ドラゴンズ。元横浜ベイスターズ監督。プロ入り前にブリヂストンタイヤ野球部（久留米市）所属）：佐賀県鳥栖市
- 清水優心（北海道日本ハムファイターズ。九州国際大学付属高校卒）：山口県周防大島町
- 隅田知一郎（埼玉西武ライオンズ。西日本工業大学卒）：長崎県大村市
- 髙木大成（元西武ライオンズ。両親が福岡県出身）：東京都八王子市
- 谷佳知（元オリックス・バファローズ→読売ジャイアンツ→オリックス・バファローズ。妻の谷亮子が福岡市出身）：大阪府東大阪市
- 長野久義（広島東洋カープ。元読売ジャイアンツ。筑陽学園高等学校卒）：佐賀県三養基郡基山町
- 中野滋樹（JR九州硬式野球部監督、同元選手→コーチ）：大分県臼杵市
- ★濃人渉（元中日ドラゴンズ・東京/ロッテオリオンズ監督。中日監督就任前に日鉄鉱業二瀬（二瀬町=現在の飯塚市）監督として都市対抗野球大会準優勝）：広島県広島市
- 野村祐輔（広島東洋カープ。母親が北九州市出身）：岡山県倉敷市
- ★原貢（東海大学系列校野球部総監督。福岡県立三池工業高等学校野球部監督時代に第47回全国高等学校野球選手権大会で優勝）：佐賀県鳥栖市
- 松井裕樹（東北楽天ゴールデンイーグルス。妻で女優の石橋杏奈が岡垣町出身）：神奈川県横浜市青葉区
- 的場寛一（元阪神タイガース→トヨタ自動車硬式野球部。九州共立大学卒）：兵庫県尼崎市
- 元木大介（元読売ジャイアンツ。妻で元日本テレビアナウンサーの大神いずみが福岡市出身）：大阪府豊中市
- 森祇晶（元読売ジャイアンツ選手、西武ライオンズ・横浜ベイスターズ監督。妻が福岡県出身、2022年より県内在住[24]。）：岐阜県
- ★山本功児（元千葉ロッテマリーンズ監督。長男・武白志の高校進学に伴い2013年に家族で北九州市に移住、 以後逝去まで同市在住）：大阪府堺市
- 武白志（横浜DeNAベイスターズ。九州国際大学付属高等学校卒）：神奈川県横浜市
- 陽岱鋼（読売ジャイアンツ。福岡第一高等学校卒→北海道日本ハムファイターズ、兄の陽耀勲がホークス在籍経験あり）：台湾

#### サッカー
アビスパ福岡関連
- 長谷部茂利（2020年-2024年監督）：神奈川県横浜市栄区
- 久藤清一（2019年6月-12月監督。筑陽学園高等学校出身。1998、2006-2010年の間選手として在籍）：兵庫県尼崎市
- 井原正巳（2015年-2018年の間監督。元サッカー日本代表選手）：滋賀県甲賀市
- 前田浩二（元監督。1995年に前身の福岡ブルックス、2000年4月-2001年シーズン終了までアビスパ福岡の選手として在籍）：鹿児島県
- 亀川諒史（2015年- 。リオデジャネイロオリンピック日本代表）：大阪府箕面市
- 菊川凱夫（1995年-2000年の間、監督、総監督、テクニカルアドバイザーを歴任）:  静岡県藤枝市
- 黒部光昭（2008年-2009年。福岡大学卒）：徳島県
- 小島伸幸（1999年-2001年に選手として在籍）：群馬県前橋市
- 篠田善之（前清水エスパルス監督。1995年-2004年の10年間選手として在籍。引退後各年代のコーチを歴任し、2008年7月-2011年8月の間トップチーム監督。チーム福岡移転時からの生え抜き）：山梨県甲府市
- 田中誠（2009年-2011年に選手として在籍）：静岡県清水市（現静岡市清水区）
- 塚本秀樹（1996年-2005年の10年間選手として在籍。現コーチ。上記の篠田とともに、現時点で選手としての在籍期間が最も長かった人物）：長崎県
- 都並敏史（1996年-1997年に選手として在籍）：東京都世田谷区
- 中村北斗（2004年-2008年、2015年在籍。2005 FIFAワールドユース選手権U-20サッカー日本代表）：長崎県諫早市
- 盧廷潤（2001年-2002年に選手として在籍）：韓国仁川広域市
- 服部浩紀（2000年-2002年に選手として在籍。志免町に「服部浩紀サッカースクール」を開校）：群馬県
- ネストール・オマール・ピッコリ（1995年に前身の福岡ブルックスの選手として旧JFLからJリーグへの昇格に貢献。2000年-2001年に監督として在籍、J1での過去チーム最高成績<ステージ5位>とJ2降格をともに経験）：アルゼンチン
- ホベルト・ジュリオ・デ・フィゲイレド（2004年-2007年開幕前まで在籍。チーム初の外国人キャプテンを務める）：ブラジル・パラナ州
- カルロス・アルベルト・マジョール（2017年6月よりレノファ山口FC監督。1994年-1996年に藤枝ブルックス→福岡ブルックス→アビスパ福岡に選手として在籍）: アルゼンチン
- 松田浩（2003年-2006年途中まで監督。J1再昇格を達成。チームの福岡移転後最も長期間監督を務めた人物）：長崎県長崎市
- ★森孝慈（1998年監督、1999年-2001年の間フロント）: 広島県福山市
- ピエール・リトバルスキー（元監督・2007年-2008年7月）：ドイツ
- 呂比須ワグナー（2001年-2002年に選手として在籍）：ブラジル
- 渡大生（2012年-2015年シーズンの間北九州→徳島ヴォルティス→サンフレッチェ広島→大分トリニータ→2021年より福岡）：広島市安佐北区

ギラヴァンツ北九州関連
- 増本浩平（2024年-監督）
- 小林伸二（2019年-2023年スポーツダイレクター、2019年-2021年、2023年9月-12月監督兼任）：長崎県
- 佐野達（2018年強化育成本部長）：静岡市清水区
- 柱谷幸一（2013年-2016年監督）：京都市
- 柱谷哲二（2018年6-12月監督）：京都市
- 原田武男（2017年監督、2002年-2003年の間は選手としてアビスパ福岡所属）:佐賀県鹿島市
- 三浦泰年（2011年-2012年監督）：静岡県 （アビスパ福岡にも選手として在籍経験あり）
- ★森下仁之（2018年1-6月監督、2017年は九州産業大学サッカー部監督。2009年アビスパ福岡トップチームヘッドコーチ、同年末より2011年まで同チーム統括部長）：静岡県浜松市
- 小野信義（2006年-2009年まで選手として在籍）：東京都
- 桑原裕義（2006年-2011年まで選手として、2012年クラブアンバサダーとして在籍）：広島県広島市
- 小松塁（2015年-2017年在籍、北九州で現役引退。2015年のJ2リーグ日本人得点王）：高知県安芸市
- 佐野裕哉（現FCマルヤス岡崎。2008年-2011年シーズン途中まで選手として在籍）：静岡県静岡市
- 中原秀人（福岡教育大学卒。2011年-2012年ギラヴァンツ北九州特別指定選手→2013年-2016年アビスパ福岡→2017年北九州→同年8月鹿児島ユナイテッドFC）：鹿児島県
- 西嶋弘之（2015年-2017年在籍、北九州で現役引退）：奈良県北葛城郡河合町
- 八角剛史（2013年-2017年在籍、北九州で現役引退）：千葉県市川市
- 原一樹（2014年-2016年まで在籍）:千葉県松戸市
- 藤吉信次（2007年-2009年まで選手として、その後2014年までクラブスタッフとして在籍）：東京都
- 町野修斗（ドイツ・ブンデスリーガ・ホルシュタイン・キール。2019年-2020年在籍）：三重県伊賀市
- 水原大樹（2007年-2011年まで選手として在籍、2012年在籍のままカマタマーレ讃岐レンタル移籍）：奈良県
- 宮川大輔（2008年-2011年まで選手として在籍）：神奈川県
- 前田和哉（2013年-2017年まで選手として在籍、2016年までキャプテン。北九州で現役引退、2018年より同アカデミーコーチ）：和歌山県
- 与那城ジョージ（2007年-2010年監督）：ブラジル

八幡製鉄サッカー部関連
- 上久雄（元選手、監督。1964年東京オリンピック日本代表選手）：広島県
- ★寺西忠成（元選手、監督。九州のチームとして過去唯一天皇杯全日本サッカー選手権で優勝した際の監督でもある。後に東福岡高等学校サッカー部コーチ）：広島県広島市
- ★宮本輝紀（元選手、プレイングマネージャー、監督。東京、1968年メキシコシティーオリンピック日本代表選手。後に国体福岡県代表監督、九州共立大学サッカー部監督）：広島県広島市
- ★渡辺正（元選手、プレイングマネージャー、監督。東京、メキシコシティオリンピック日本代表選手。後にサッカー日本代表監督）：広島県広島市

他のチーム
- 大西容平（カターレ富山。東福岡高等学校卒）：岡山県
- 岡中勇人（元ガンバ大阪→大分トリニータ。大阪学院大学サッカー部コーチ。東海大学付属第五高等学校卒）：兵庫県生まれ
- 清武功暉（福岡大学→サガン鳥栖→ロアッソ熊本）：大分県大分市
- 多田大介（タイ・ディヴィジョン1リーグ シーラーチャーFC。東海大学付属第五高等学校卒）：岡山県
- 坪井慶介（湘南ベルマーレ。福岡大学卒）：東京都多摩市
- 當間建文（松本山雅FC。東海大学付属第五高等学校卒） ：沖縄県那覇市
- 永井謙佑（FC東京。2012年ロンドン五輪サッカー日本代表。8歳の時に北九州市に移転、福岡大学卒業まで福岡県内在住）：広島県福山市
- 長友佑都（FC東京。東福岡高等学校卒）：愛媛県西条市
- 橋内優也（松本山雅FC。東海大学付属第五高等学校卒）：滋賀県栗東市
- 藤嶋栄介（松本山雅FC。福岡大学在籍時の2012-2013年度はサガン鳥栖特別指定選手）：熊本県
- 山崎凌吾（徳島ヴォルティス。福岡大学在籍時2013年9月よりサガン鳥栖特別指定選手）：岡山県

#### バスケットボール
ライジングゼファーフクオカ関連
- 金澤篤志（3代目ヘッドコーチ）：千葉県
- 小川忠晴（2代目ヘッドコーチ）：山口県下関市
- カール・ジョン・ニューマン（初代ヘッドコーチ）：米国
- 奥野俊一（元社長）：宮崎県
- 仲西淳（現岩手ビッグブルズ。2009-10〜13-14シーズンまでに在籍）：東京都
- 陰承民（2007-08シーズンに在籍。九州産業大学卒）：韓国
- 田村大輔（2008-09シーズンに在籍）：大阪府
- 千々岩利幸（2007-08〜09-10シーズンまでに在籍。九州産業大学卒）：佐賀県
- 中川和之（現つくばロボッツ。2007-08シーズンに在籍）：山口県下関市
- 比留木謙司（現熊本ヴォルターズ。2008-09シーズンに在籍）：東京都三鷹市

八幡製鉄バスケットボール部関連
- 江川嘉孝（元選手）：福島県河沼郡会津坂下町
- 金川英雄（元選手）：愛知県
- 杉山武雄（元選手）：神奈川県
- 浜口秀樹（元選手）：長崎県

その他の男子チーム
- 河村勇輝（横浜ビー・コルセアーズ。福岡第一高等学校卒）：山口県柳井市
- 久保田遼（和歌山トライアンズ。福岡大学附属大濠高等学校卒）：大分県
- 酒井泰滋（日立サンロッカーズ東京。福岡大学附属大濠高等学校卒）：長崎県
- 西塔佳郎（元パナソニックトライアンズ。福岡大学附属大濠高等学校卒）：熊本県
- 佐久本智（元Jエナジー→いすゞ→日立→トヨタ。福岡大学附属大濠高等学校卒）：沖縄県
- 節政貴弘（元東芝ブレイブサンダース。九州産業大学付属九州高等学校卒）：鹿児島県
- 澤岻安史（元琉球ゴールデンキングス。福岡大学卒）：沖縄県
- 知花武彦（元トヨタ自動車アルバルク。現トヨタ自動車アンテロープスコーチ。福岡大学附属大濠高等学校卒）：沖縄県
- 長島エマニエル（バンビシャス奈良。福岡第一高等学校卒業）：神奈川県
- 並里成（琉球ゴールデンキングス。福岡第一高等学校卒業）：沖縄県

女子
- 市野育代（元富士通レッドウェーブ。中村学園女子高等学校卒）：熊本県
- 木林稚栄（JX-ENEOSサンフラワーズ。北九州市立折尾中学校卒）：東京都
- 森ムチャ（トヨタ自動車アンテロープス。中村学園女子高等学校卒）：神奈川県

#### その他
- 赤﨑暁（2024年パリオリンピック陸上競技マラソン日本代表候補。九電工所属）：熊本県菊池郡大津町
- 石川佳純（2016年リオデジャネイロオリンピック卓球日本代表。母が福岡県出身）：山口県山口市
- 石田治子（元1968年グルノーブルオリンピックフィギュアスケート選手。母親が大牟田市出身。歌手・女優のいしだあゆみの姉）：大阪府池田市
- 今井正人（トヨタ自動車九州陸上競技部所属。天皇盃全国都道府県対抗男子駅伝競走大会福岡県代表）：福島県小高町（現・南相馬市）
- 内村航平（体操選手。北九州市で出生）：長崎県諫早市
- 内村舞織（女子競輪選手。選手登録地が福岡県）：鹿児島県鹿屋市
- 大久保花梨（女子競輪選手。選手登録地が福岡県）：佐賀県鳥栖市
- 尾方真生（女子競輪選手。選手登録地が福岡県）：熊本県
- 尾崎将司（プロゴルファー。ゴルフ転向前に西鉄ライオンズ選手として3年間在籍）：徳島県海部郡宍喰町（現・海陽町）
- 北島寿典（マラソン選手。リオデジャネイロオリンピックマラソン日本代表。安川電機所属）：滋賀県甲賀市
- 喜多秀喜（元マラソン選手。福岡大学卒。現流通経済大学陸上競技部監督）：佐賀県鹿島市
- 北田典子（元柔道選手。旧姓：持田。父親が福岡県出身）：東京都中央区
- 桑水流裕策（リオデジャネイロオリンピック7人制ラグビー日本代表。コカ・コーラレッドスパークス所属）：鹿児島市
- 小鴨由水（マラソン選手。岩田屋陸上部所属以降福岡市在住）：兵庫県明石市
- 琴勝峰吉成（大相撲力士。妻が福岡県出身）：千葉県柏市
- 小林優香（女子競輪選手。選手登録地が福岡県）：佐賀県鳥栖市
- 佐藤恵（元陸上競技走高跳日本記録保持者。福岡大学卒）：新潟県新潟市
- 獣神サンダー・ライガー（プロレスラー。妻が福岡県出身。糟屋郡粕屋町在住。）：広島県広島市
- 副島正純（車いすマラソン、同ハーフマラソン日本記録保持者。福岡市在住）：長崎県
- 高尾和行（元ビーチバレー選手。住友金属バレーボール部に所属した）：佐賀県
- 貴闘力忠茂（元大相撲力士、元年寄・大嶽。福岡市立花畑中学校卒）：神戸市
- クラリサ・チャン（女子レスリング選手。ロンドンオリンピックレスリング女子48kg級銅メダリスト。母方の曾祖母が福岡県出身）：アメリカ合衆国ハワイ州ホノルル
- 中野大輔（体操選手・九州共立大学在学時に2004年アテネオリンピック体操男子団体で金メダル獲得）：新潟県新潟市
- 中本健太郎（2012年ロンドンオリンピックマラソン代表。陸上競技長距離走選手。安川電機陸上競技部監督）：山口県豊浦郡菊川町
- 夏すみれ（プロレスラー。本籍地が福岡県）：愛知県岩倉市
- 楢崎教子（2000年シドニーオリンピック柔道52kg級銀メダリスト。福岡教育大学講師）：神奈川県大和市
- 橋本力（プロボクサー。福岡県立玄洋高等学校卒業、福岡ボクシングジム所属）：宮崎県宮崎市
- 林真奈美（女子競輪選手。選手登録地が福岡県）：大分県日田市
- 遥山夕貴（女子競輪選手。選手登録地が福岡県）：福井県大野市
- 日高逸子（競艇選手）：宮崎県
- ★平仲信敏（プロボクサー。一時期筑豊ボクシングジムに所属した）：沖縄県島尻郡具志頭村（現・八重瀬町）
- 藤満霞（プロボクサー。福岡市の関ボクシングジム所属）：佐賀県
- 藤光謙司（陸上競技（短距離走）。ゼンリン所属、父親が福岡県出身）：さいたま市浦和区
- ★双葉山定次（第35代横綱。太宰府に相撲道場を開く）：大分県宇佐市
- 前田和浩（陸上競技長距離走選手。九電工所属。2009年世界陸上マラソン日本代表）：佐賀県白石町
- 桝見咲智子（陸上競技走幅跳選手。福岡大学 → 九電工所属。2009年世界陸上走幅跳日本代表）：香川県
- 松岡修造（元プロテニス選手。高2から高3まで柳川高等学校に在籍）：東京都千代田区永田町
- 松田丈志（2012年ロンドンオリンピック競泳、リオデジャネイロオリンピックメダリスト。元コスモス薬品所属）：宮崎県延岡市
- 松永裕美（プロボウラー）：山口県
- 道下美里（2020年東京パラリンピック女子マラソン（視覚障害T12）金メダリスト。リオデジャネイロパラリンピック女子マラソン銀メダリスト）：太宰府市在住。山口県下関市
- 宮城倫子（プロレスラー。九州造形短期大学卒業）：山口県山口市
- 森下広一（1992年バルセロナオリンピックマラソン銀メダリスト。トヨタ自動車九州陸上競技部監督）：鳥取県
- 山崎一彦（福岡大学スポーツ科学部准教授）：埼玉県
- 龍二（キックボクサー、K-1ファイター。福岡市のジム・リアルディールに所属）：大分県宇佐市
- ★渡辺大剛（冒険家。九州産業大学卒業）：静岡県周智郡森町
- ★サムエル・ワンジル（2008年北京オリンピックマラソン金メダリスト。陸上競技長距離選手。2005年-2008年7月までトヨタ自動車九州所属）：ケニア

### ローカルタレント
- EIJI（ディスクジョッキー。FM福岡で番組を担当）：大分県津久見市
- えもとりえ（タレント・女優。映画「釣りバカ日誌」シリーズなどにも出演）：山口県
- 岡本啓（KBCテレビ「ドォーモ」で"岡本先生"を演じる。北九州大学卒）：岡山県津山市
- 栗田善成（ラジオパーソナリティ、長男は栗田善太郎）：秋田県
- ★寿一実（元吉本新喜劇）：長崎県佐世保市
- ゴリけん：熊本県八代市
- コンバット満：静岡県金谷町
- サカイスト（兄弟漫才コンビ、2017年11月より福岡吉本に移籍）：大阪府茨木市／東京都港区
- 杉山39（歌手、ギタリスト）：神奈川県川崎市
- 高橋徹郎（脚本家）：愛知県碧南市。元糸島市議会議員
- 田代奈々（ラジオパーソナリティ）：佐賀県神埼市
- 中上真亜子：熊本県
- 中村美由紀：兵庫県尼崎市生まれ、大分県大分市育ち
- 西山一星：熊本県宇土市
- 林さやか：長崎県
- パラシュート部隊（矢野ペペ、斉藤優）:ともに大阪府豊中市
- マーフィ・ロバート（ローカルタレント。遠賀町在住）：アメリカ合衆国
- 村仲皆美：熊本県人吉市
- 安田栗之助：山口県下関市
- ゆっきー（ラジオパーソナリティ）：栃木県栃木市

### アナウンサー
NHK福岡・北九州
- 新井秀和（福岡局。『おはよう九州沖縄』担当）：群馬県高崎市
- 一橋忠之（福岡局。2021年4月-2025年3月の間福岡局『ロクいち!福岡』メインキャスター）：東京都足立区
- 井上二郎（チーフアナウンサー。2015年4月-2018年3月の間『ロクいち!福岡』メインキャスター）：神奈川県横浜市
- 後藤理（北九州局。前任地東京の前も北九州勤務）：神奈川県海老名市
- 松田利仁亜（福岡局。2025年3月31日 -『ロクいち!福岡』メインキャスター）：山形県村山市
- 道上美璃（2024年4月 -『ロクいち!福岡』キャスター）：福井県
- 中倉隆道（初任地は福岡局。中央大学卒）:神奈川県横浜市戸塚区（現・栄区）父親が福岡市出身
- 庭木櫻子（2025年度から『ロクいち!福岡』キャスター、2018年4月-2021年3月福岡局勤務）：熊本県熊本市
- 野口葵衣（2021年4月 - 2024年3月『ロクいち!福岡』キャスター）：新潟県新潟市
- 姫野美南（2022年4月 - 2025年3月『ロクいち!福岡』キャスター、祖父が福岡県出身）：東京都
- 池田陽香（2023年度入局、研修後2024年3月まで福岡局配属）：熊本県熊本市
- 井原陽介（福岡局。 2度目の勤務。九州大学卒）：山口県下関市
- 柴崎行雄（福岡局。前任地は北九州）：埼玉県さいたま市大宮区
- 安部敏恵（元北九州局契約キャスター。福岡大学卒）：山口県
- 野尻あかね（福岡局契約キャスター）：熊本県

NHKその他放送局
- 秋山千鶴（NHKラジオセンター契約キャスター。2008-12年3月の間福岡局契約キャスター）：東京都
- 雨宮萌果（2013年4月 - 2016年3月の間、福岡局在任）：兵庫県生まれ、東京都育ち
- 内山俊哉（解説委員、九州大学卒、初任地が福岡局）：佐賀県佐賀市
- 近江友里恵（元NHKアナウンサー。2014年4月 - 2016年3月の間、福岡局在任）：高知県生まれ、東京都育ち
- 小野塚康之（広島局。福岡在籍時に福岡ソフトバンクホークスの試合中継実況を数多く担当）：東京都大田区
- 刈屋富士雄（アナウンサー兼解説委員。2006年夏 - 2008年春の2年近く福岡で相撲担当）：静岡県御殿場市
- 小郷知子（東京アナウンス室。2004 - 2005年に福岡勤務）：東京都
- 小原茂（現熊本放送局放送部長。2011年6月まで福岡放送局統括担当部長。九州大学卒）：鹿児島県鹿屋市
- 西東大（2011年4月 - 2014年3月の間福岡局赴任）：埼玉県
- 佐藤俊吉（東京アナウンス室。初任地が福岡局）：神奈川県
- 三瓶宏志（大阪局。九州場所を含む大相撲本場所中継担当）：福島県
- 二宮正博（2012年3月まで福岡局嘱託。以前も福岡勤務経験あり）：佐賀県みやき町
- 野村正育（NHKラジオセンター。2011年4月 - 2015年3月の間福岡局赴任）：滋賀県草津市
- 林田理沙（東京アナウンス室。2016年4月 - 2018年3月の間福岡局赴任）：長崎県
- 比留間亮司（東京ラジオセンター。2度の福岡勤務）：東京都
- 松尾剛（現在は広島局。2008年3月 - 11年3月の間「ニュースなっとく福岡」司会）：長崎県
- 宮田貴行（福岡局勤務経験あり）：神奈川県
- 三輪秀香（現在は津放送局。2011年4月 - 2013年3月の間「きん☆すた」司会）：三重県津市
- 迎康子（NHKラジオセンター。北九州在籍時に市環境審議会委員に就任）：東京都生まれ、埼玉県育ち
- 守本奈実（東京アナウンス室。2009年3月まで福岡局地上デジタル放送推進大使）：千葉県流山市
- 山下信（NHKラジオセンター。最初の配属先が北九州、さらに福岡での2度の勤務を経て、福岡を“終の棲家”と定めた）：愛媛県宇和島市
- 山田重光（ラジオセンター。2度の福岡長期勤務）：富山県
- 渡邊佐和子（東京アナウンス室。2番目の勤務地が福岡。2011年3月まで福岡局地上デジタル放送推進大使）：東京都

KBC九州朝日放送
- 太田祐輔：宮崎県宮崎市
- 岡田浩一（現在はアナウンスデスク）：東京都北区
- 沖繁義：広島県広島市
- 奥田智子：大分県。福岡県立福岡高等学校卒
- 影平晶（現在は報道部記者）：長崎県長崎市
- 加藤恭子：大分県大分市
- 小林徹夫：千葉県我孫子市
- 沢田幸二：山口県岩国市
- 田上和延：東京都町田市
- 逸見明正：岡山県岡山市
- 細谷めぐみ：東京都江戸川区

RKB毎日放送
- 井口謙：山口県下関市
- 坂田周大：長崎県長崎市
- 櫻井浩二：静岡県浜松市
- 田中友英：京都府京都市
- 服部義夫：神奈川県横浜市
- 本庄麻里子：神奈川県横浜市
- 宮脇憲一：三重県四日市市
- 三好ジェームス：沖縄県石垣市

FBS福岡放送
- 伊藤舞：山梨県
- 奥田美香子：東京都江戸川区
- 久保俊郎：大分県大分市
- 舘恭子：神奈川県川崎市。福岡大学在学時にはKBCラジオ「PAO〜N ぼくらラジオ異星人」の"DJギャル"を務めた
- 仲谷亜希子：東京都
- 浜崎正樹：千葉県千葉市
- 松井くらら：東京都
- 松井礼明：東京都
- 山田真由美：熊本県
- 若林麻衣子：広島県広島市
- 須田健太郎：秋田県秋田市

TVQ九州放送
- 加地良光：東京都足立区
- 立花麻理：埼玉県浦和市（現さいたま市浦和区）→岩手県盛岡市
- 山本圭介：神奈川県横浜市。福岡大学卒
- 結城亮二：大阪府箕面市

TNCテレビ西日本
- 新垣泉子：東京都（生後3歳まで福岡県在住）
- 江坂透：愛知県
- 大谷真宏：埼玉県
- 川﨑聡：広島県呉市
- 坂梨公俊：宮崎県
- 四位知加子：鹿児島県生まれ（中2から福岡在住）
- 田久保尚英（アナウンス部長）：佐賀県唐津市
- 津野瀬果絵：広島県安芸郡府中町
- 出口麻綾：大阪府堺市
- 山口喜久一郎：香川県小豆島町

県外の民放・フリーアナウンサー
- 石川愛（FBSに在籍）：岩手県盛岡市
- 池﨑美盤（フリー。1996 - 2000年の間TNC在籍）：東京都
- 石田一洋（関西テレビ放送、2002 - 2014年までRKBに在籍）：広島県広島市
- 植草朋樹（テレビ東京。元RKB、2023年以降は甥もRKBに在籍）：兵庫県神戸市
- 加納有沙（文化放送、2010年 - 2013年までKBCに在籍）：愛知県豊田市
- 川上政行（フリー。元TVQ九州放送）：広島県広島市
- 神田愛花（フリー。NHKアナウンサー時代の2003 - 2007年春まで福岡局勤務）：神奈川県横浜市
- 草柳悟堂（琉球朝日放送アナウンサー。元KBC）：神奈川県平塚市。福岡県立修猷館高等学校卒
- 合田倫子（フリー。元KBC）：大阪府
- 後藤心平（フリーアナウンサー・DJ・ラジオパーソナリティ）：宮城県仙台市
- 齊藤直史（フリー。2006年 - 2013年9月の間FBSに在籍）：北海道
- 城野昭（元毎日放送。最初の就職先がテレビ西日本）：神奈川県
- 生野文治（ナレーター。1972年 - 1985年の間RKBアナウンサー）：大分県
- 角田華子（セント・フォース所属、TNC「土曜NEWSファイル CUBE」キャスター。柳川高等学校を運営する学校法人の理事長夫人）：兵庫県
- 都築さやか（フリー。北九州市立大学卒）：愛媛県松山市
- 中西一清（フリー。元RKB）：山口県下関市
- 畑野優理子（元TNC。元福岡ソフトバンクホークス→現役引退後九州医療スポーツ専門学校の馬原孝浩選手夫人）：熊本県八代市
- 林恵子（フリー。元静岡放送。福岡ソフトバンクホークス松中信彦選手夫人）：山口県山陽町（現山陽小野田市）
- 堀尾正明（2008年3月末までNHK。以後フリー。NHKアナウンサーとしての初任地が北九州放送局、次いで福岡放送局勤務）：埼玉県さいたま市
- 三田友梨佳（フジテレビアナウンス室。母が博多区出身）東京都
- 宮本優香（フリー。父は宮本隆治、両親とも福岡県出身）:東京都
- 師岡正雄（ニッポン放送。元KBC）：東京都
- 山崎香佳（毎日放送アナウンサー。西南学院大学卒）：熊本県熊本市
- 義山望（元TVQアナウンサー）：大阪府
- 四家秀治（元テレビ東京アナウンサー。最初の就職先がRKB毎日放送）：千葉県松戸市
- 坂上みき（ナレーター。1982年、テレビ新潟にアナウンサーとして入社、父が福岡県出身）：大阪府八尾市
- 平山雅（中京テレビアナウンサー。父で建築家の平山文則が福岡県出身）：千葉県千葉市

### 学者・文化人
- 稲垣良典（哲学者。九州大学名誉教授。第27回和辻哲郎文化賞受賞）：佐賀県小城市
- ★エリソン・オニヅカ（NASA宇宙飛行士、父が浮羽町出身）：アメリカ合衆国ハワイ州
- 太田篤志（作業療法士。姫路獨協大学客員教授）
- 小塩力（牧師、ルーツが福岡県生葉郡姫治村小塩）
  - 小塩節（力の長男）
  - 久米あつみ（力の長女）
- 北山修（元九州大学教授、精神科医。ミュージシャン）：京都府
- 斎藤文男（九州大学名誉教授。ニュースコメンテーター）：奈良県
- ★榊保三郎（九州帝国大学医学部教授。九大フィルハーモニーオーケストラ創立に深く関わる）：静岡県
- ★曻地三郎（しいのみ学園理事長。福岡教育大学名誉教授）
- ★田村圓澄（九州大学名誉教授、元九州歴史資料館館長、日本仏教史）：奈良県橿原市
- 檀太郎（エッセイスト、檀一雄の子、檀ふみの兄）：東京都
- ★中山平次郎（九州大学名誉教授。病理学者、考古学者）：京都市
- 林力（大学教授、人権教育者）：長崎県
- ★百武裕司（アマチュア天文家、「百武彗星」発見者。九州産業大学卒）：長崎県島原市
- 三浦瑠麗（国際政治学者、父親が北九州市門司区出身、夫が宗像市出身）：神奈川県茅ヶ崎市生まれ、平塚市育ち
- 薮野祐三（九州大学教授。ニュースコメンテーター）：大阪市
- 吉竹顕彰（気象予報士。1990年からNHK福岡放送局で天気予報を担当）：佐賀県武雄市
- 若田光一（宇宙飛行士。九州大学・同大学院修士課程卒。福岡市科学館名誉館長）：さいたま市北区
- ロバート・キャンベル（東京大学教授、国文学者、元九州大学研究生 → 同講師）：アメリカ合衆国・ニューヨーク
- 矢野さとる（コンテンツエンジニア、おーぷん2ちゃんねる開設者）